# Histoire de la Bretagne

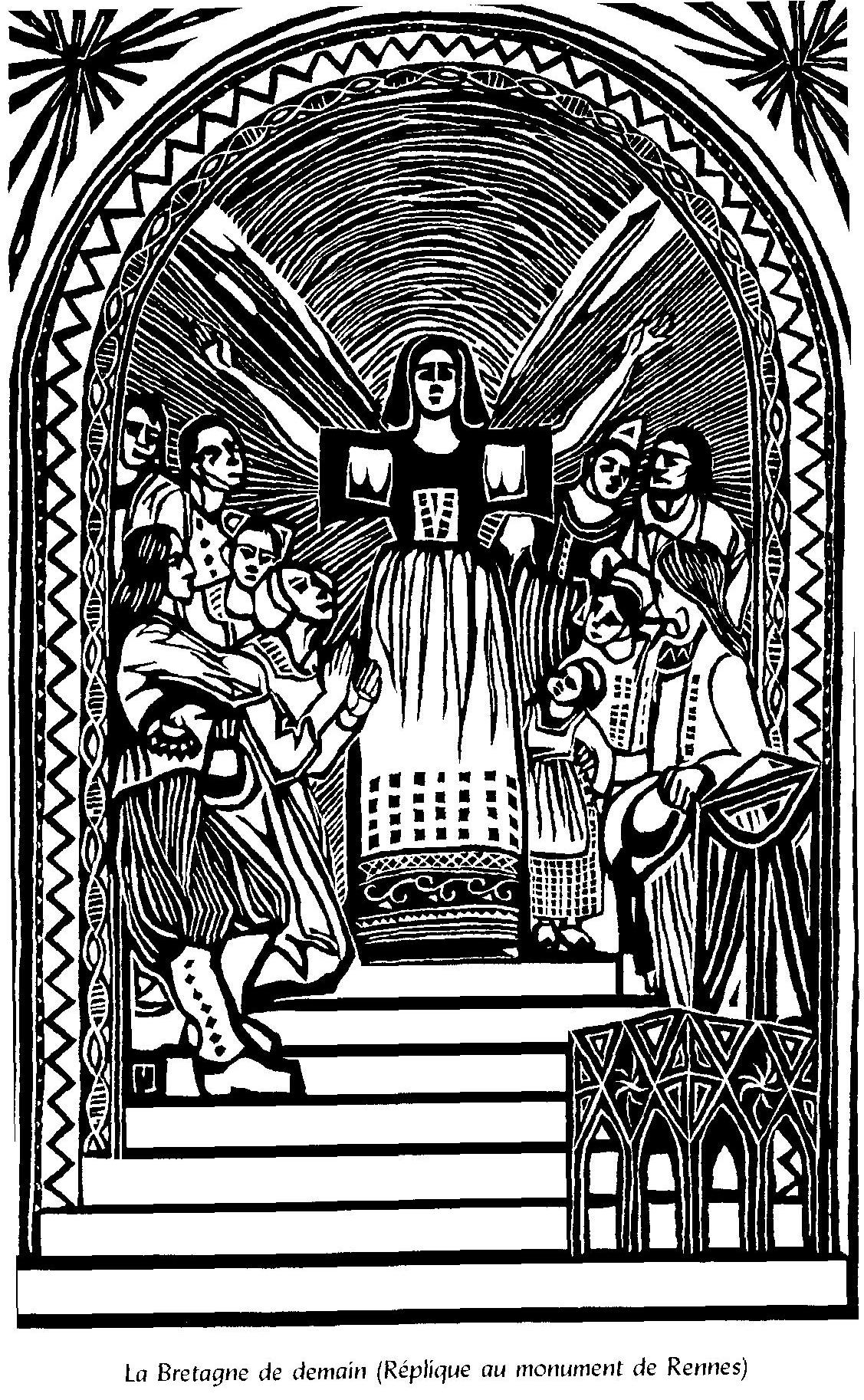
Allégorie de la Bretagne par Jeanne Malivel (1922).

Vous lisez un « article de qualité » labellisé en 2015.
L'histoire de Bretagne se déroule, sur la base des connaissances actuelles, à partir d'un peuplement dont les traces remontent à la Préhistoire, dès 700 000 ans av. J.-C. La période néolithique, qui commence dans ces régions vers 5000 av. J.-C., y est marquée par le développement d'un mégalithisme important se manifestant dans des sites comme le cairn de Barnenez, le cairn de Gavrinis, la Table des Marchands de Locmariaquer ou les alignements de Carnac. Au cours de sa protohistoire qui commence vers le milieu du IIIe millénaire av. J.-C., le sous-sol riche en étain permet l'essor d'une industrie produisant des objets de bronze, ainsi que de circuits commerciaux d'exportation vers d'autres régions d'Europe. Durant les siècles qui précèdent notre ère, elle est habitée par des peuples gaulois comme les Vénètes ou les Namnètes, avant que ces territoires ne soient conquis par Jules César en 57 av. J.-C., puis progressivement romanisés.
Faisant partie de l'Armorique lors de la période gallo-romaine, elle voit se développer un commerce maritime important autour des ports de Nantes, Vannes et Alet, ainsi que des usines de salaison le long de ses côtes. Lorsque le pouvoir romain connaît des crises aux IIIe et Ve siècles, les premiers Bretons insulaires sont appelés par le pouvoir impérial pour aider à sécuriser son territoire, commençant ainsi un mouvement migratoire qui se poursuit jusqu'au VIe siècle, et donnant naissance à plusieurs royaumes dans la péninsule. C'est pour prévenir des incursions bretonnes que le royaume franc voisin met en place une marche de Bretagne incorporant le comté de Rennes et celui de Nantes. Les Mérovingiens puis les Carolingiens tentent du VIe siècle au VIIIe siècle d'intégrer cette région au royaume franc, avec des succès limités et éphémères.
L'unité de la région sous la forme du royaume de Bretagne se fait en 851 avec le roi Erispoë, fils de Nominoë, mais ne perdure pas à cause des querelles de succession et des incursions scandinaves. Dès 939, un duché de Bretagne prend sa suite dans des frontières quasi définitives, administré par des ducs issus de maisons bretonnes de 939 à 1166, avant qu'il ne tombe dans la sphère d'influence des Plantagenêt puis des Capétiens. La guerre de Succession de Bretagne voit s'affronter de 1341 à 1364, sur fond de guerre de Cent Ans, différentes factions qui luttent pour s'approprier le duché. Un pouvoir autonome émerge ensuite lors des XIVe et XVe siècles, qui mène une politique d'indépendance vis-à-vis du royaume de France, mais qui aboutit finalement à l'union de la Bretagne à la France en 1532.
La province bretonne intégrée au royaume français conserve une relative autonomie, bénéficiant d'institutions propres. Après une période de forte croissance économique et démographique aux XVIe et XVIIe siècles grâce à la paix retrouvée, la Bretagne connaît des temps plus troublés de la fin du XVIIe siècle à la Révolution française en 1789. La province est dissoute en 1790 et son territoire réparti entre les cinq départements des Côtes-du-Nord, du Finistère, d'Ille-et-Vilaine, de la Loire-inférieure et du Morbihan.
Durant le « Long XIXe siècle » (1789-1914), marqué par une modernisation de son agriculture et par une explosion démographique, une émigration dans le reste de la France se développe. Terre alors réputée conservatrice, elle voit néanmoins se développer des mouvements ouvriers importants dans des villes comme Brest, Lorient ou Saint-Nazaire. La Première Guerre mondiale constitue un tournant important pour les Bretons, qui découvrent alors d'autres modes de vie que certains vont chercher peu à peu à intégrer. La question de la place de la langue bretonne et des traditions de la région devient l'élément central d'un mouvement politique breton qui commence à émerger à la même époque. Un long processus de modernisation court des années 1920 aux années 1970, de concert avec un mouvement de réaffirmation culturelle.

## Préhistoire

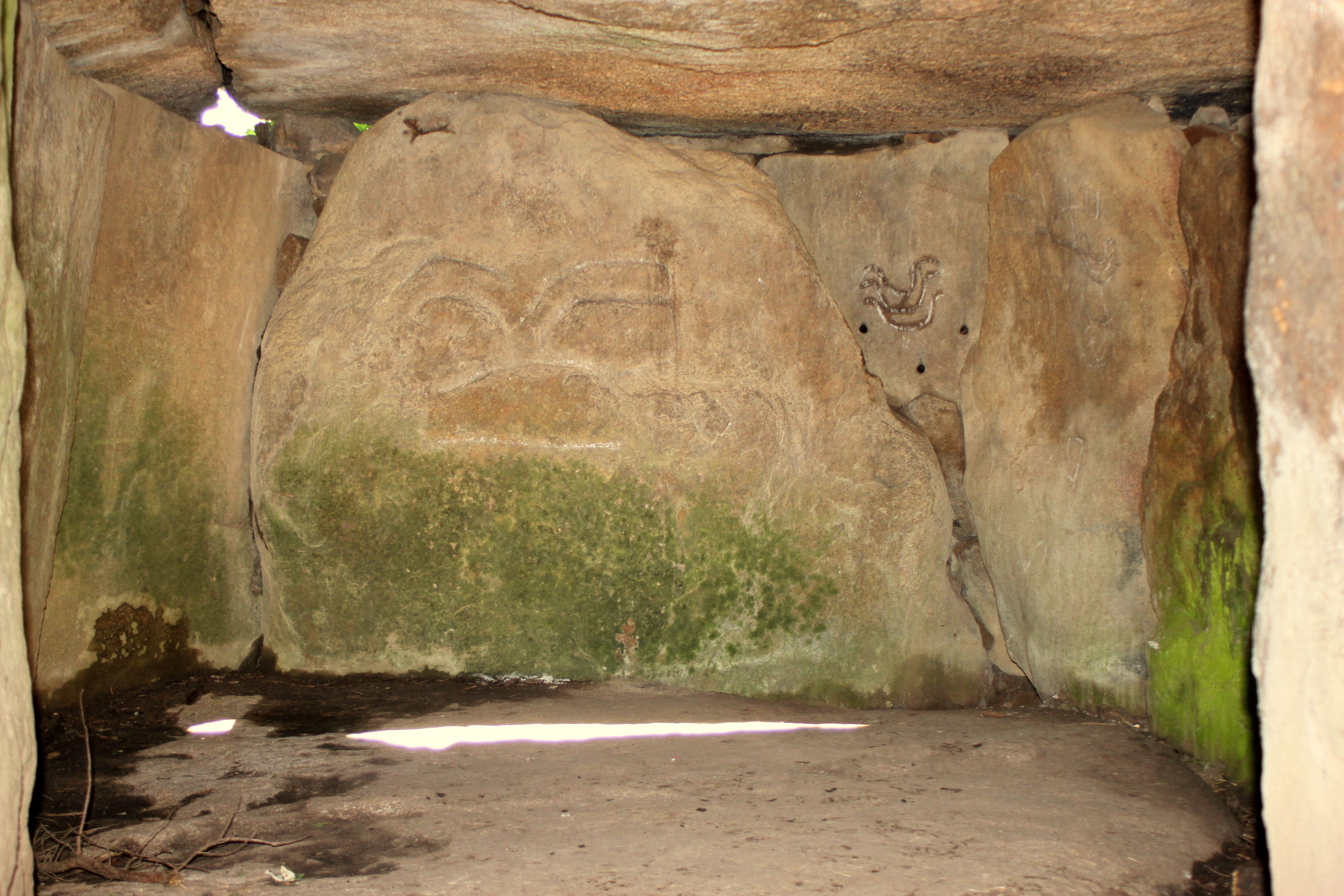
Le cachalot gravé de profil sur la dalle de chevet de la chambre de Mané-Lud renvoie au rapport au monde marin qu'ont les derniers chasseurs-cueilleurs mésolithiques qui coexistent avec les premières communautés agricoles néolithiques du littoral atlantique.

Les traces archéologiques en Bretagne sont relativement faibles par rapport aux autres régions françaises. Plusieurs facteurs expliquent ce « vide archéologique » dans le Massif armoricain : les domaines géologiques plutoniques et métamorphiques de la région qui génèrent des cavités (abri-sous-roche, caverne) de faible dimension ; les terrains acides qui accélèrent la décomposition des ossements humains et du mobilier en matière dure animale (ivoire, os, bois de cervidés). « L'acharnement des bergers spirituels contre tout ce qui était soupçonné présenter un relent de paganisme, le zèle des pionniers défricheurs, le nouvel acharnement contre les "obstacles à l'utilisation rationnelle des sols" des promoteurs du remembrement et des agronomes apprentis sorciers », ont vidé de sa substance le sol archéologique breton. Les témoins précieux ne sont conservés que très exceptionnellement dans certains sites privilégiés (dunes littorales, lœss calcaire).

### Âge de pierre

#### Paléolithique

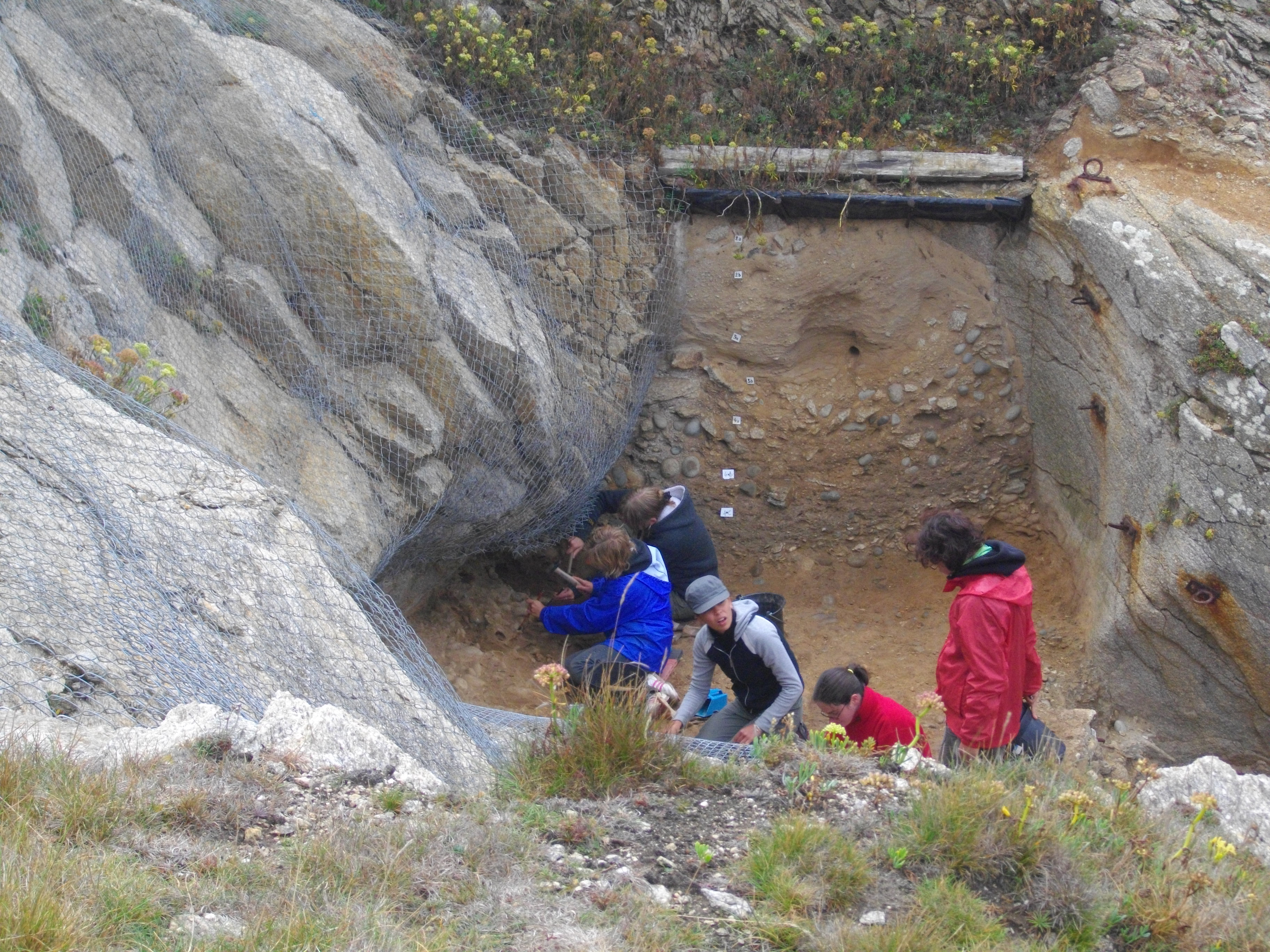
Site de Menez Dregan où sont retrouvées les plus anciennes traces d'utilisation du feu.

L'époque paléolithique couvre en Bretagne une période allant de 700 000 à 10 000 ans av. J.-C.. Les traces d'industrie les plus anciennes ont été retrouvées dans la moyenne vallée de la Vilaine, identifiées sous la forme de galets aménagés dans une carrière située à Saint-Malo-de-Phily. Les traces les plus anciennes d'habitat se situent à Saint-Colomban à Carnac et prennent la forme de campements aménagés dans des abris naturels dus à l'érosion de falaise, en bordure de côte. En plus de galets aménagés, des pointes bifaces y sont retrouvés, et le site daté à 300 000 ans av. J.-C. Ce faciès très original du Paléolithique inférieur de la côte sud qui se distingue de l'Acheuléen par des critères techno-typologiques, géologiques et environnementaux, se nomme le Colombanien. Des bifaces de cette époque acheuléenne sont présents le long des côtes, comme à Tréguennec, L'Hôpital-Camfrout ou Pléneuf. Les traces d'utilisation du feu les plus anciennes sont retrouvées sur le site de Menez Dregan, avec une datation les faisant remonter à 400 000 ans av. J.-C. Ce sont les plus anciennes traces d'Europe occidentale. Les rares groupes humains sont alors constitués de nomades chasseurs dont le système économique repose sur une très forte mobilité logistique avec des stations spécialisées (campements de chasse, sites de dépeçage, aires de taille de pierre) complémentaires de camps de base. Les principaux sites occupés par ces chasseurs-cueilleurs sont situés en bordure du littoral (abris en pied de falaise marine, rochers isolés) ou le long des grands cours d'eau pour se protéger du rude climat périglaciaire qui rend inhospitalières les hauteurs de l’arrière-pays, et sur des affleurements de roches locales remplaçant le silex. Ils chassent notamment les mammouths pour leur viande mais aussi pour leurs ossements, leurs dents et leurs défenses utilisés dans la construction (armature de huttes) et dans la fabrication d'objets utilitaires (combustible, armes), d'objets d'art, d'instruments de musique.
De la période moustérienne au Paléolithique moyen, subsistent deux sites remarquables dans la région, à Mont-Dol où des racloirs ont été retrouvés dans un site daté à 70 000 ans av. J.-C., ainsi que Goaréva sur l'île de Bréhat.
Le Paléolithique supérieur se caractérise par un outillage affiné comme des lames et des lamelles trouvées sur le site de Beg-ar-C'hastel à Kerlouan ou celui de Plasenn-al-Lomm sur l'île de Bréhat. Aucune grotte ornée n'est identifiée dans la région, probablement à cause de la montée des eaux de la période suivante, mais, à proximité, une grotte de ce type est connue à Saulges dans la Mayenne. De l'art mobilier figuratif a été découvert dans le Rocher de l'Impératrice à Plougastel-Daoulas. La fin du Paléolithique dans la région se situe autour de 10 000 ans av. J.-C..

#### Mésolithique

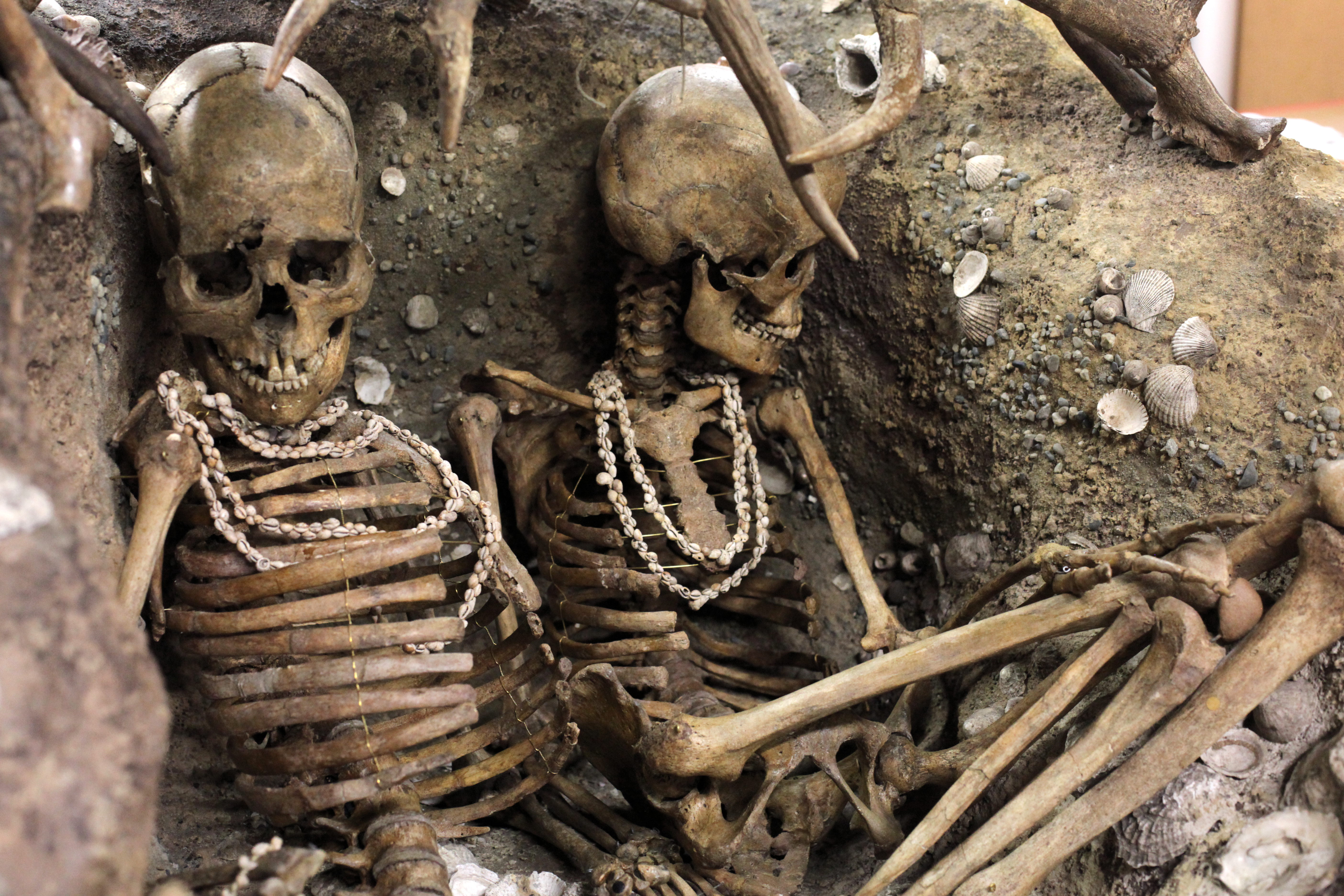
Reproduction de la sépulture de Téviec montrant les débuts d'une création artistique dans la région, ainsi que d'une spécialisation des activités humaines.

L'époque mésolithique couvre dans la région une période allant de 10 000 ans av. J.-C. à 5 000 ans av. J.-C., correspondant à la fin de la dernière période glaciaire et à la montée du niveau des eaux en résultant. La végétation de steppes est remplacée par une végétation composée de bouleaux et de pins, puis de noisetiers, de chênes et d'ornes ; les grands mammifères laissent leur place à des animaux de taille plus faible comme des chevreuils ou des sangliers. Les hommes délaissent la chasse pour la cueillette et les premiers essais de domestication apparaissent. La population reste principalement côtière et plus nombreuse sur le littoral sud selon le résultat des fouilles actuelles. Les squelettes retrouvés datant de cette époque attestent d'une taille moyenne de 1,59 m pour les hommes et de 1,52 m pour les femmes.
Les techniques humaines continuent à progresser avec une réduction des dimensions des outils en pierre pour former des microlithes, des lamelles étroites caractérisent alors le groupe de Bertheaume dans le Finistère. Les sociétés sont davantage structurées, avec un degré de spécialisation des activités dans une communauté donnée comme l'indiquent les études de la sépulture de Téviec, ainsi que le début d'un art. Des traces de morts causées par des outils comme des flèches sont aussi visibles sur certains squelettes, ce qui atteste d'oppositions parfois violentes entre différentes communautés.

#### Néolithique

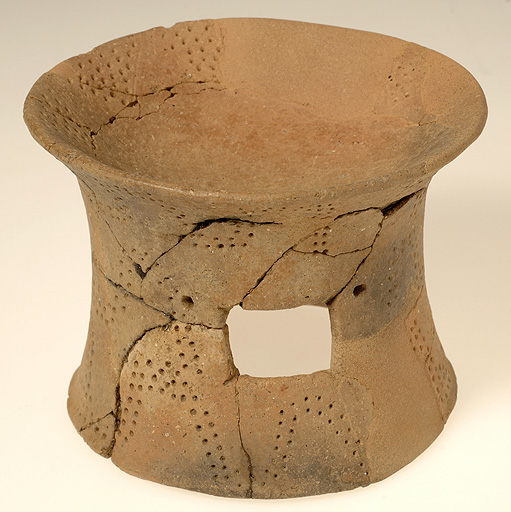
Coupe du néolithique moyen, provenant de Kerléan en Concarneau — musée de Bretagne.

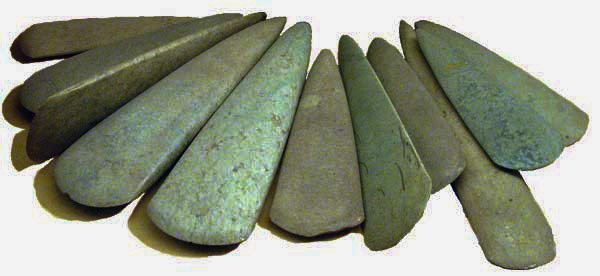
Pointes de haches de prestige en fibrolite (autochtones) et jadéite (carrières dans les Alpes italiennes) du Néolithique. L'industrie de haches en dolérite, avant tout fonctionnelles, pourrait avoir relayé le réseau d'échange de ces pièces d'apparat.

Le Néolithique qui s'étend de 5 000 av. J.-C. à 2 000 av. J.-C. voit l'arrivée de l'agriculture selon un fonctionnement par brûlis : un terrain est gagné sur la forêt après y avoir mis le feu, puis est utilisé pour l'élevage avant que l'on y sème des graminées. Cette évolution est rendue possible par le perfectionnement des méthodes d'extraction des pierres et de leur façonnage. D'une carrière de Plussulien sort à cette époque jusqu'à 5 000 haches de dolérite par an, ce qui représente 40 % des haches de la péninsule armoricaine. La diffusion de ces outils se fait jusqu'au bassin parisien et des exemplaires de ces haches ont été retrouvés jusqu'en Belgique et dans le Sud de l'Angleterre. Le gisement de Pleuven donne de l'hornblendite dont sont faites des haches retrouvées jusqu'au Pays-Bas. La région importe par ailleurs des lames de silex blond jaune depuis la Touraine.
Cette période est aussi notable pour le développement du mégalithisme, permis par un essor économique important. Deux des sites les plus anciens, le tumulus de Barnenez et celui du Petit-Mont, dont les constructions remontent à 5 000 av. J.-C., témoignent par leurs similarités d'une unité de civilisation dans la péninsule. Ce type de construction va par la suite évoluer et présenter des variantes plus régionales. Dans ces sites funéraires ont été retrouvées des gravures pouvant se rapprocher de celles observées dans des sites irlandais comme à Newgrange.

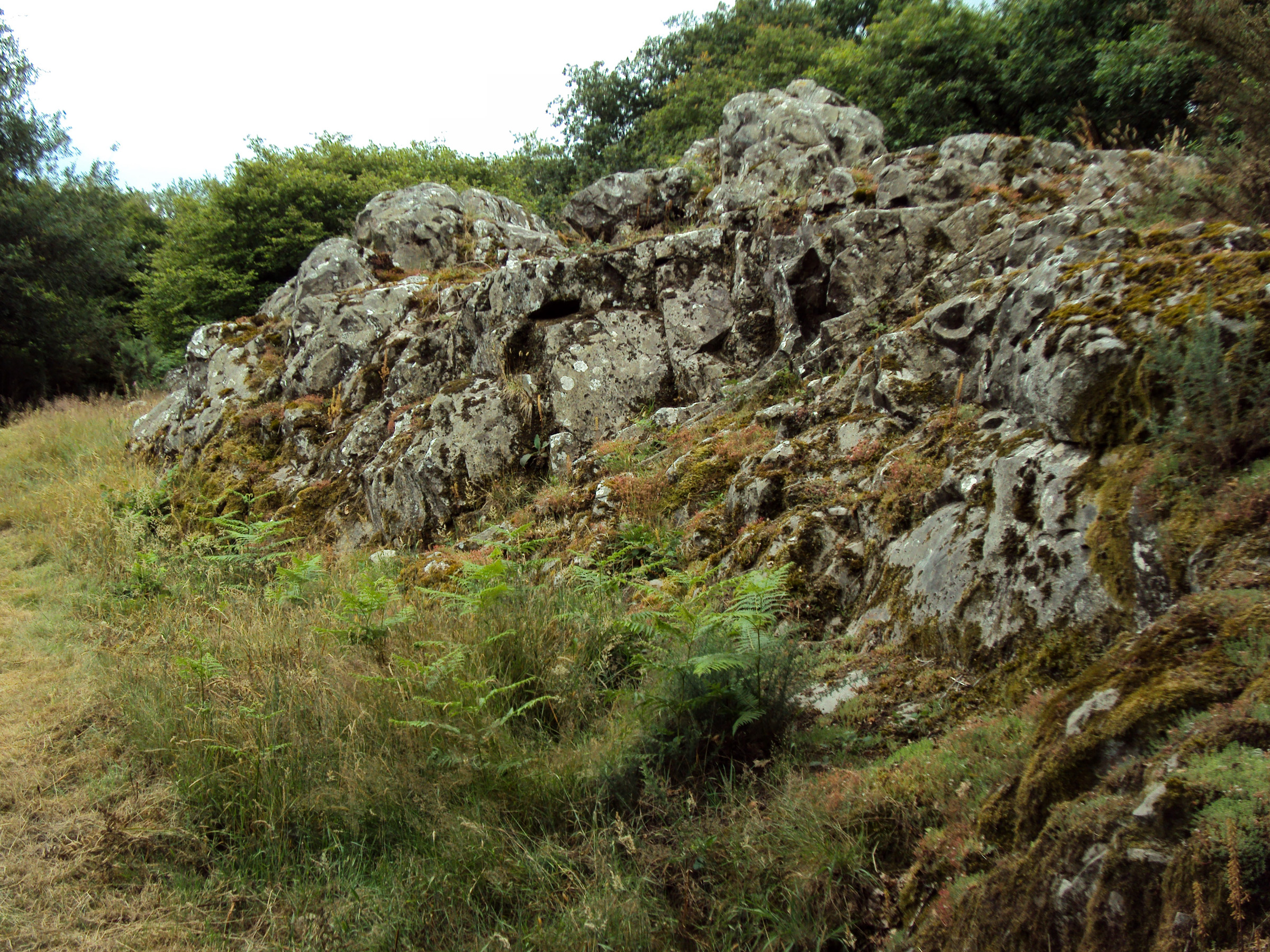
Carrière de Plussulien où sont produites des haches de dolérite.
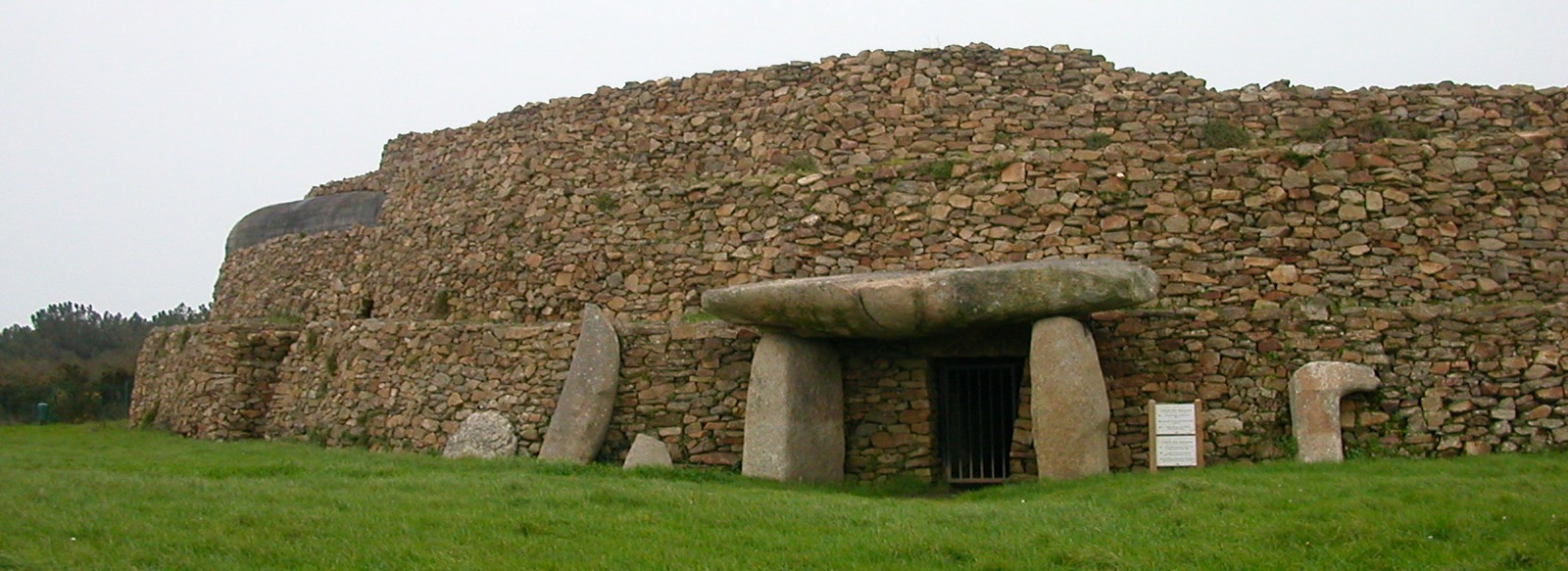
Tumulus du Petit-Mont à Arzon.
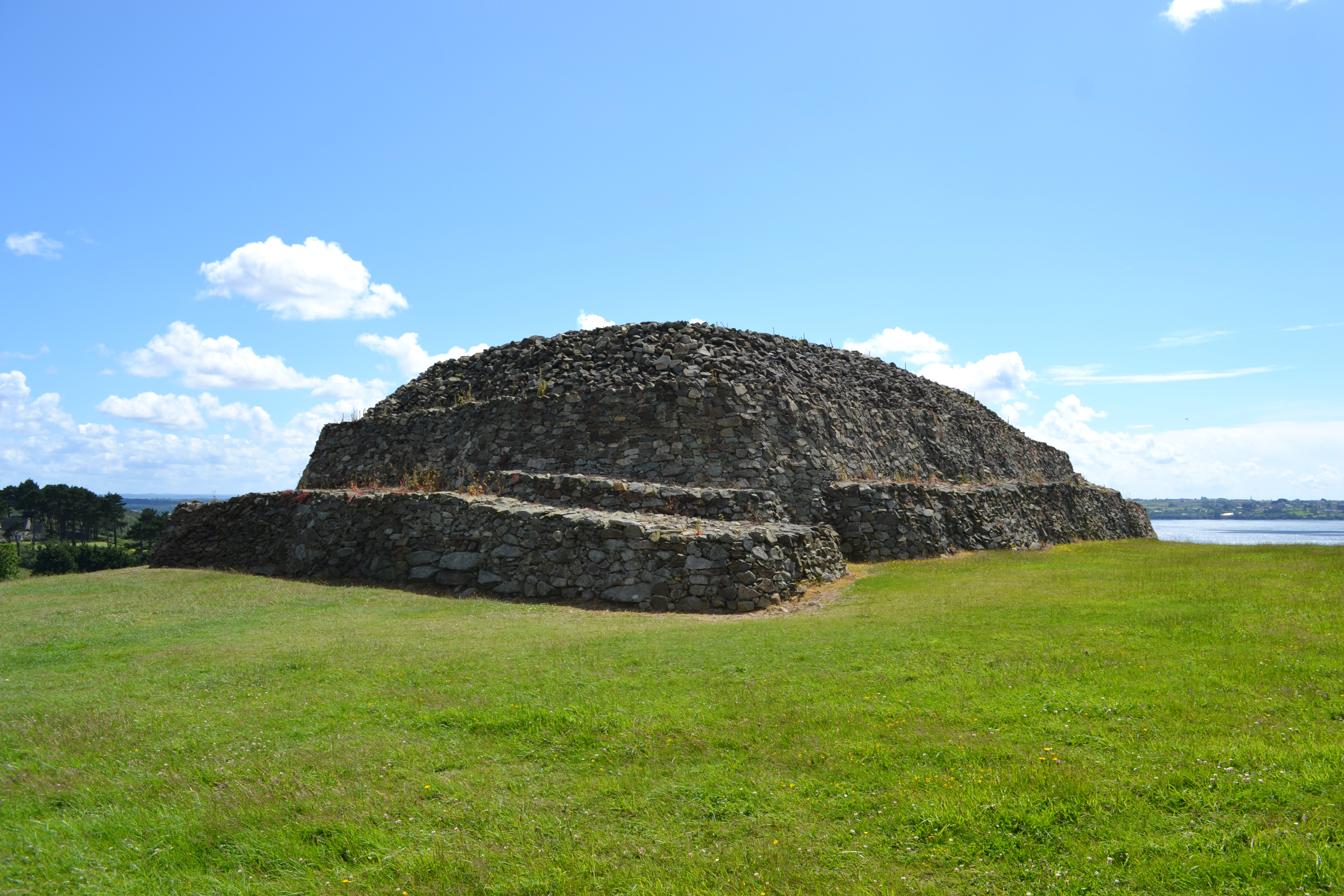
Tumulus de Barnenez.
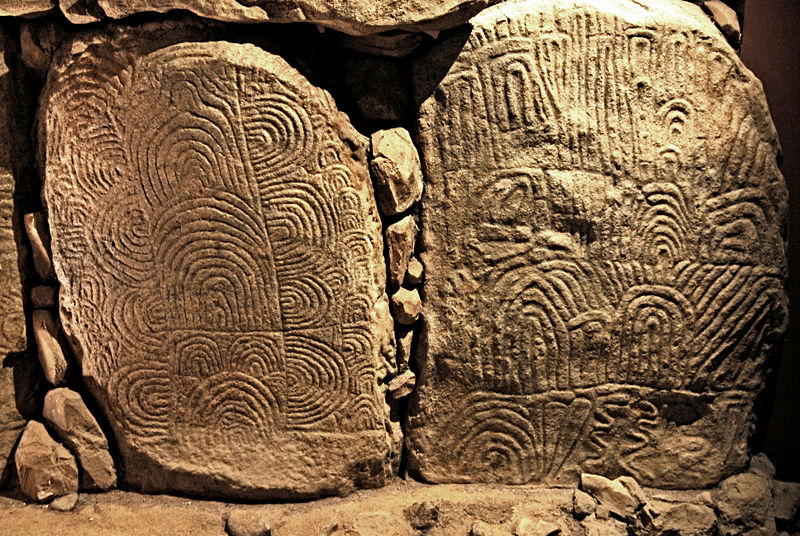
Gravures dans le cairn de Gavrinis.

À côté de ces tumulus sont aussi présents des menhirs, les plus hauts connus se situant dans la région du Léon où le plus grand, celui de Kerloas, culmine à 9,50 m. Le plus grand jamais élevé est par contre situé en Bretagne-sud à Locmariaquer : le Grand menhir brisé d'Er Grah s'élevant à 18,5 m. Des gravures peuvent aussi y être trouvées et leurs fonctions sont alors multiples : indicatrices de sépultures, repères astronomiques ou topographiques, ou encore témoignant d'un culte des eaux. Les derniers menhirs sont élevés vers 1800-1500 av. J.-C. Ils peuvent être associés en files simples ou multiples, ou bien en hémicycles ou en cercle.

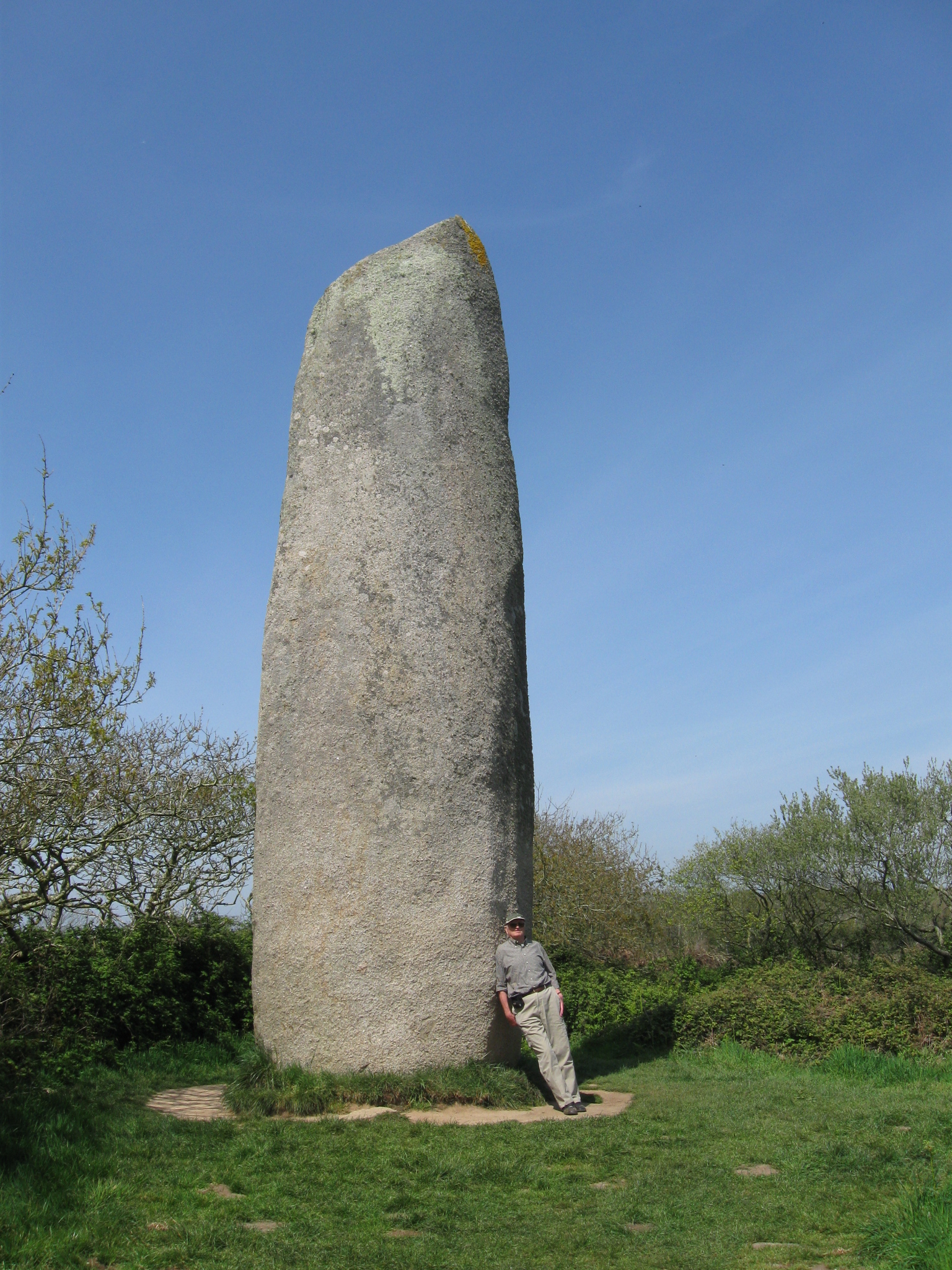
Le menhir de Kerloas culminant à 9,50 m.
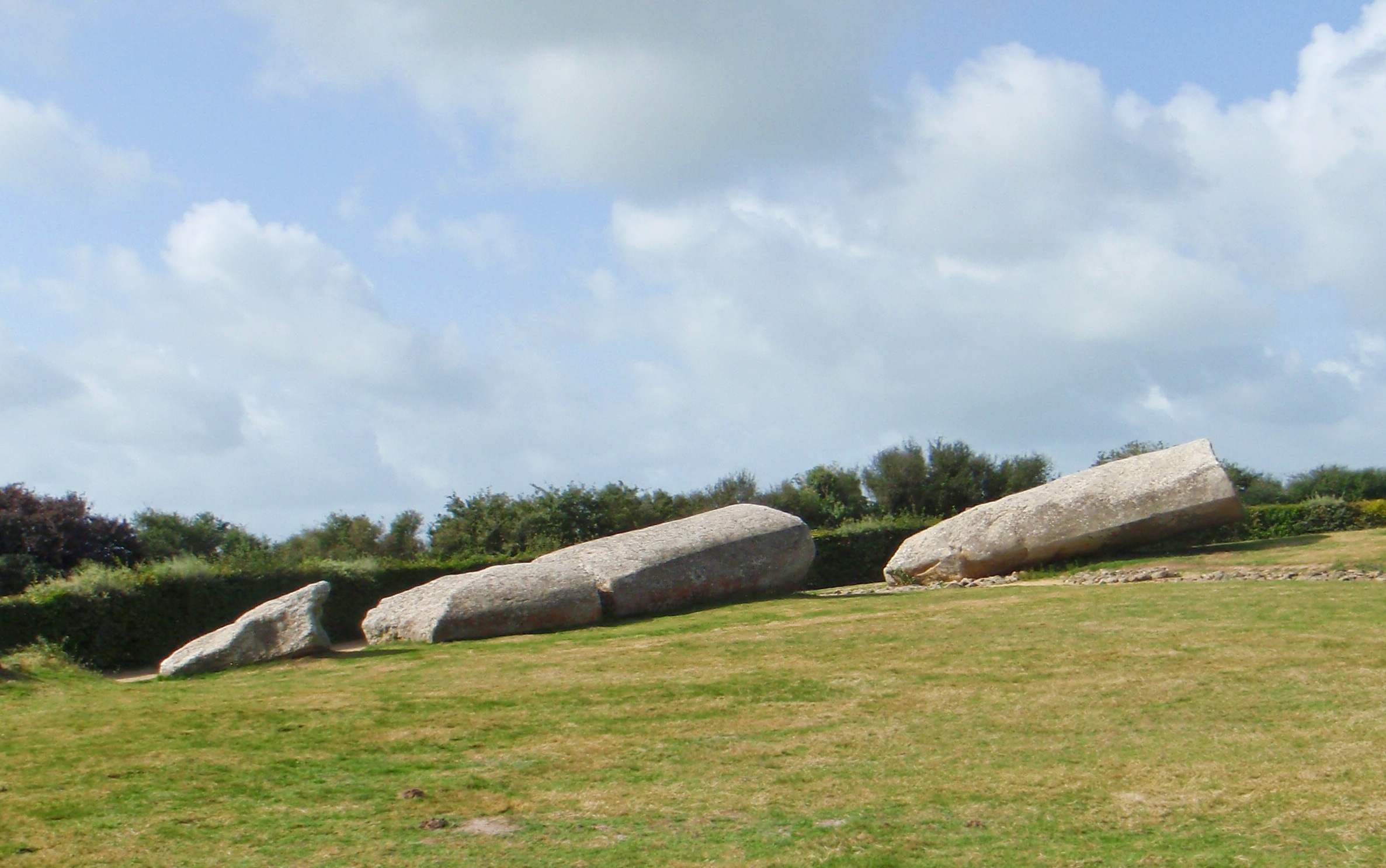
Grand menhir brisé d'Er Grah qui avant sa chute atteignait les 18,5 m.
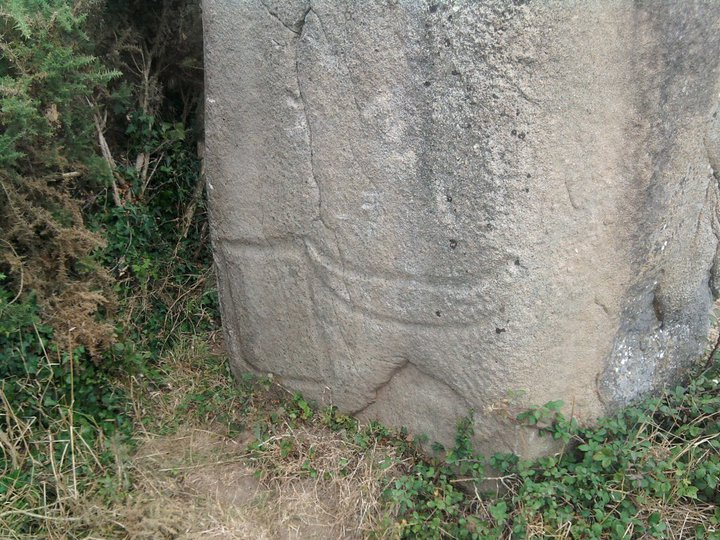
Gravures sur le menhir de Kermaillard.
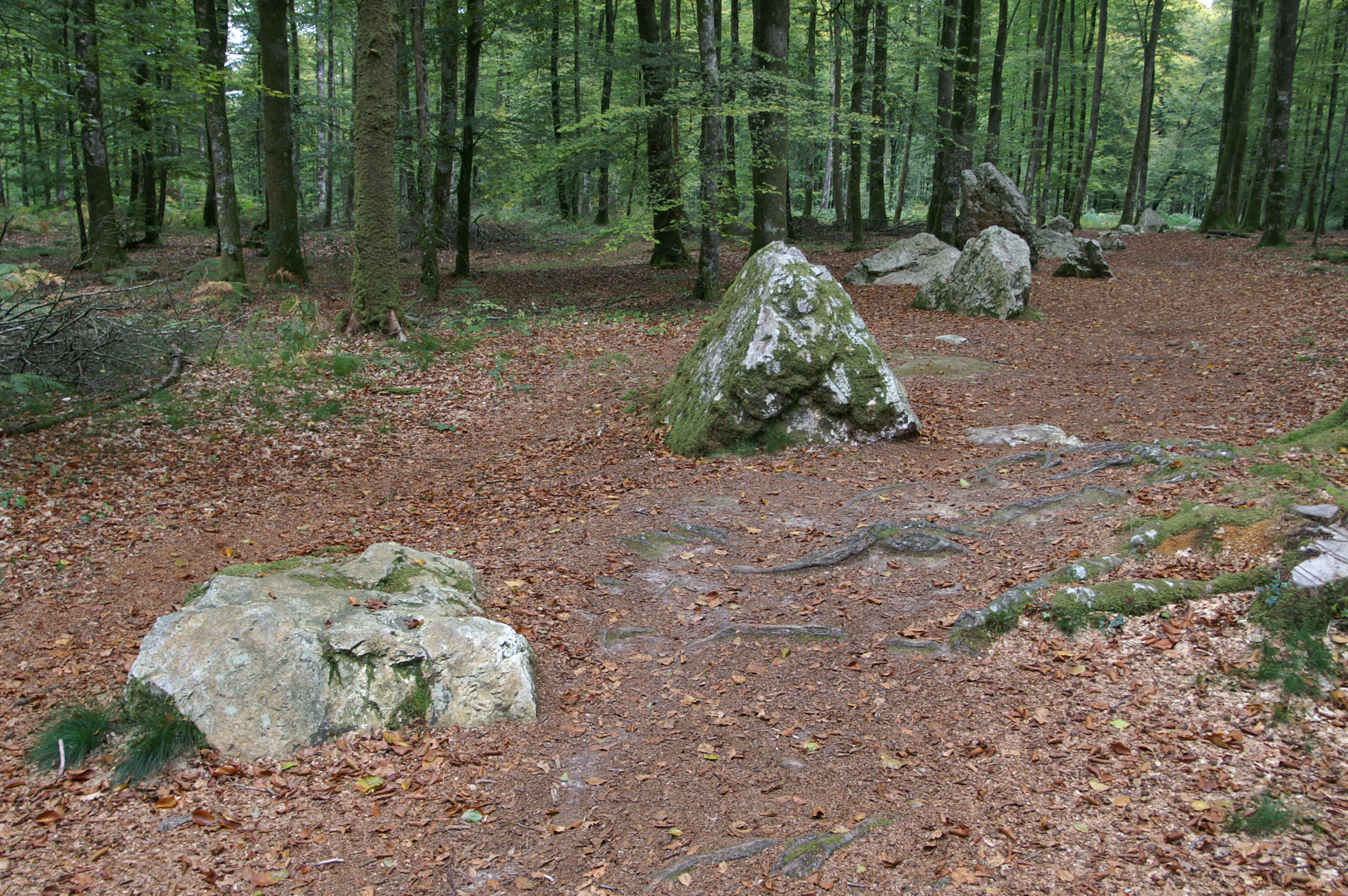
Exemple d'alignements avec le cordon des Druides.
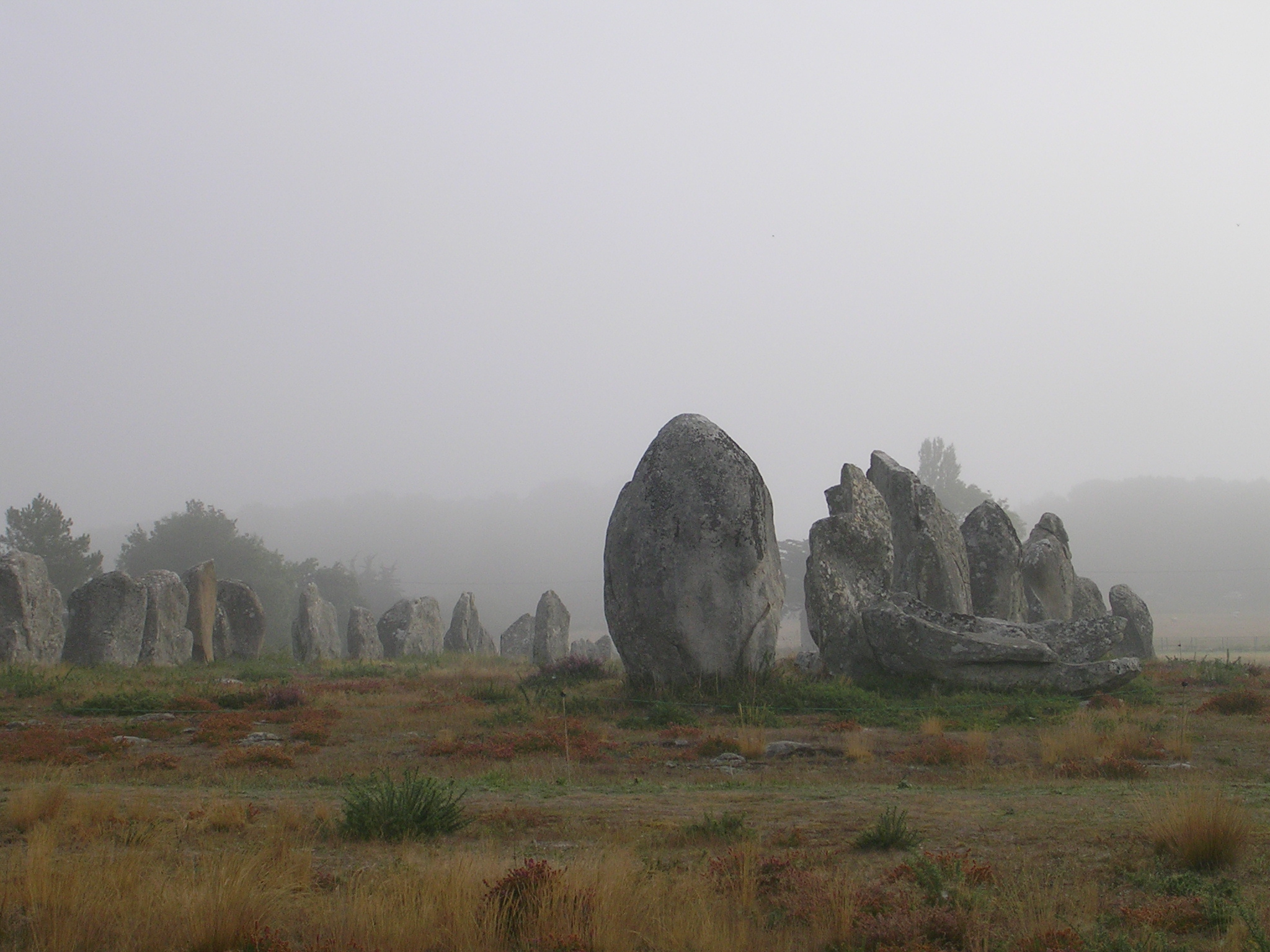
Alignement de Kermario à Carnac.
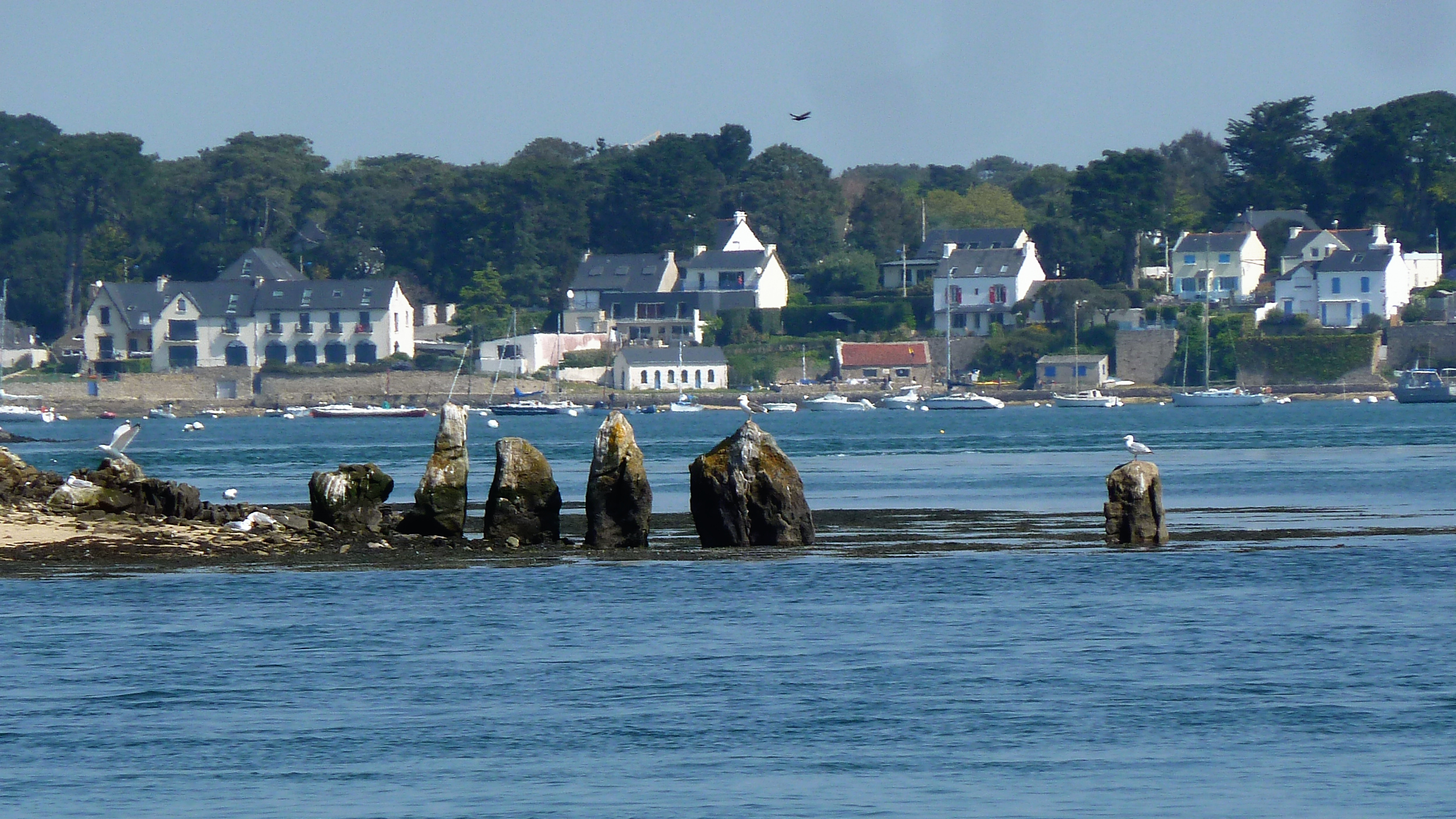
Cromlech de l'île d'Er Lannic en cercle. Une partie se situe sous le niveau des mers, témoignant d'une montée des eaux.

### Protohistoire

#### Un âge du bronze favorable à une région productrice d'étain

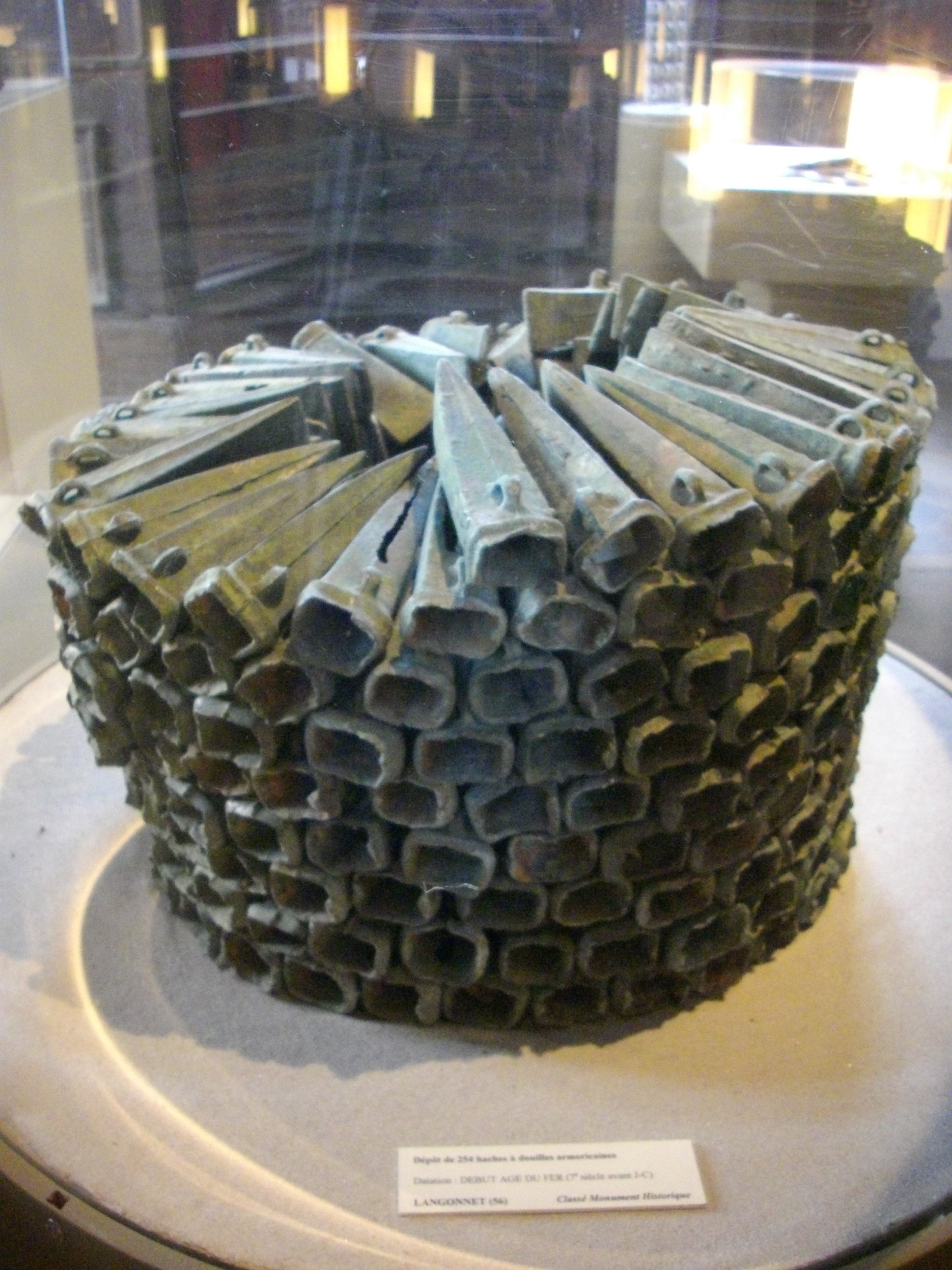
Haches à douilles de l'âge du bronze final trouvées dans la région de Langonnet.

Vers le milieu du IIIe millénaire av. J.-C., les populations de la péninsule armorique entrent en contact, via des routes maritimes et fluviales, avec des peuples d'Europe centrale commençant à maîtriser l'extraction et le travail des métaux. Des objets faits de cuivre ou d'un bronze médiocre provenant de cette zone, cadeaux et échanges de prestige entre chefs, commencent à être présents dans les tombes des dignitaires de l'époque ; de même des haches plates en cuivre trouvées dans les mêmes conditions et provenant de la péninsule Ibérique et datant de la fin du IIIe millénaire av. J.-C. témoignent d'échanges avec cette zone géographique. Le sous-sol de la région étant riche en étain, élément entrant dans la fabrication du bronze, son extraction se développe en Bretagne, donnant lieu à la constitution vers 2400-2200 av. J.-C. de puissantes chefferies capables d'en sécuriser au moins son extraction, si ce n'est son exportation. Ces échanges commerciaux jouent un rôle moteur dans la propagation de nouvelles techniques et expressions artistiques ; c'est ainsi que des épées et poignards découverts en Hesse rhénane ou des tumulus du Wessex présentent de fortes similarités avec leurs contreparties bretonnes. Des tombes-tumulus à structure de bois, comme le tumulus de Kernonen, individuelles et parfois hautes de 10 m, déjà anciennes en Allemagne et au Danemark, commencent à apparaître sur la côte nord du Finistère à cette époque, avant de se propager dans le sud-Finistère puis dans le centre-Bretagne. La présence de tombes plus pauvres tend à montrer une société fortement hiérarchisée et spécialisée.
À l'époque du bronze moyen, entre 1400 et 1000 av. J.-C., l'usage de ce métal s'élargit. Il n'est plus réservé aux armes et aux guerriers, mais commence à apparaître dans de l'outillage (haches, ciseaux) et dans des parures. Vers la fin de la période, les ateliers bretons produisent une hache très droite, à butée médiane, et décorée d'une nervure le long de la lame, fabriquée en série et stockée en quantité, utilisée comme élément pré-monétaire dans le cadre d'échanges commerciaux. Le pouvoir politique passe probablement à l'époque des guerriers vers les marchands.
Entre 1000 et 750 av. J.-C., la période du bronze final voit l'essor en Europe de la civilisation des champs d'urnes, qui substitue aux tumulus funéraires des incinérations en urnes, de laquelle est exclue la région. Ceci s'explique par une reconfiguration des axes commerciaux consécutifs à la chute des empires hittites et mycéniens, et à l'émergence des cités grecques et étrusques, ainsi que de la civilisation de Hallstatt : de la Manche et de l'Océan Atlantique, les courants économiques se réorientent vers l'Europe orientale et méridionale. Des évolutions techniques sont cependant remarquables dans cette zone à l'époque, comme les épées dites à « langue de carpe » dont la taille et le style laissent supposer une utilisation par des cavaliers, hypothèse appuyée par la présence de mors en bronze et de pièces de harnachement dans des dépôts de l'époque.

#### Un espace marginalisé à l'âge de fer
Les VIIIe et VIIe siècles av. J.-C. voient l'émergence dans le nord des Alpes du travail du fer, dont les qualités sont supérieures à celles du bronze, ce qui provoque une baisse de la demande de celui-ci, et donc de la demande d'étain. Les échanges commerciaux se restructurent autour d'un couloir Rhône-Seine, marginalisant la région qui se retrouve dorénavant en périphérie. Les objets fabriqués par les fabricants de bronze ouest-armoricains deviennent de plus en plus archaïques comparés aux objets de fer produits en Europe centrale, et ceux-ci n'apparaissent que tardivement et en faible nombre dans la région. Le contenu des tombes de l'époque montre un appauvrissement des élites, dont les tombes ne diffèrent plus guère du reste de celles du peuple.
La première trace écrite traitant de la Bretagne intervient probablement vers 500 av. J.-C. dans une description du carthaginois Himilcon qui, voyageant au-delà des Colonnes d'Hercule, évoque un Œstrymnis ou îles Œstrymnides aux riches mines de plomb et d'étain, dont l'appellation est proche de celle des Osismes dont parle Jules César quelques siècles plus tard.
Vers la fin de l'âge de fer, lors de La Tène entre 450 et 57 av. J.-C., l'Armorique occidentale est constituée d'un ensemble de peuples à vocation maritime à peine celtisés marqués par une acculturation celtique relative,. Des déboisements et défrichements à grande échelle à cette époque ont été mis en évidence par des analyses polliniques, le bois étant utilisé de façon intensive pour la construction, et les zones rendues cultivables ensemencées de seigle, de froment, et probablement de sarrasin. Des estimations faites à partir de sources d'époque indiquent une population se situant entre 150 000 et 300 000 habitants. Les productions artisanales comme la menuiserie et la poterie sont peu connues faute de sources, mais le développement d'une activité de briquetages est notable et appréciée des Romains. Les populations de la région vouent alors un culte aux eaux, notamment aux sources, et probablement à d'autres lieux comme des rochers ou des îles, ainsi qu'à de petites statuettes de déesses-mères, attestant d'un culte de la fertilité. Des divinités sont aussi vénérées, comme Mars Mullo à Rennes ou à Nantes, ou Sirona à Corseul.

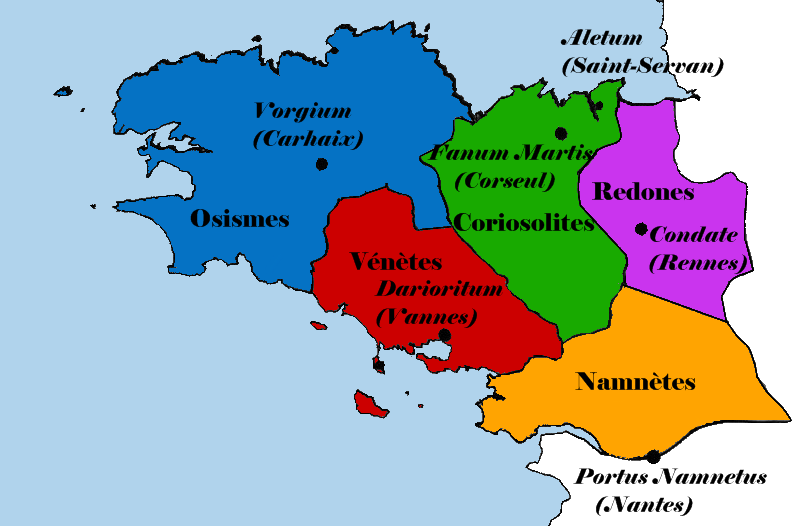
Répartition des différents peuples lors de l'époque pré-romaine.

En 124 av. J.-C., la victoire de Rome sur les Salyens permet aux marchands romains d'accéder plus largement à la Gaule, notamment pour écouler des vins italiens. À la même époque, Bituitos, roi des Arvernes, peuple qui domine alors la Gaule, est aussi battu par les armées romaines en 121 av. J.-C., ce qui confère aux Armoricains une liberté plus grande. Les Vénètes sont les premiers à frapper monnaie, suivis par les Riedones, les Namnètes et les Osismes à la fin du IIe siècle av. J.-C., puis par les Coriosolites vers 90-80 av. J.-C. Ces monnaies se retrouvent dans des sites du Wessex, témoignant d'activités commerciales des deux côtés de la Manche, de même la présence de nombreuses amphores montre que la région était bien connectée aux routes commerciales romaines avant sa conquête. Par ailleurs, la présence d'un sénat chez les Vénètes montre la présence d'un embryon d'organisation politique. Une romanisation indirecte, via le commerce, est déjà à l'œuvre lorsque les légions de Jules César attaquent la région lors de l'été -57.

## La Bretagne romaine

### Conquête et intégration
Dans le cadre de la guerre des Gaules, Jules César commence avec ses généraux à conquérir à partir de 57 av. J.-C. une zone allant de la Gaule transalpine à la Gaule belgique. Publius Crassus est envoyé à la tête d'une VIIe légion de 6 000 hommes, et traverse les actuelles Normandie et Bretagne sans rencontrer de résistance. Après avoir pris des otages dans les tribus conquises et sans y avoir laissé de troupes, il se rend pour l'hiver dans la région d'Angers, chez les Andes. À la suite d'une disette de blé là où stationne la VIIe légion, les autorités romaines envoient des troupes réquisitionner du grain. Les envoyés de Crassus sont faits prisonniers chez les Vénètes, qui en retour demandent la libération de leurs otages. À ceci s'ajoute une crainte de la part des peuples de la région que les Romains n'accaparent le commerce entre la Gaule et l'île de Bretagne d'où tirent leurs richesses les marchands de la région. Tout ceci aboutit à une alliance de ces peuples de la façade maritime contre les Romains.
Les coalisés réunissent une flotte de 220 navires tandis que pendant l'année 56 av. J.-C., les Romains construisent une flotte de navires. L'engagement a lieu en septembre de la même année en baie de Quiberon ou dans le golfe du Morbihan, mais faute de vent, nécessaire pour manœuvrer leurs navires beaucoup plus lourds, les Vénètes sont défaits. Sur deux autres fronts, terrestres ceux-là, les Coriosolites sont vaincus dans la région d'Avranches, et les Vénètes, les Osismes, ainsi qu'une partie des Namnètes et des Riedones sont battus dans la région d'Amanlis.
Plusieurs révoltes continuent d'éclater les années suivantes. En 54 av. J.-C., à la suite d'une rébellion des Éburons, une coalition armoricaine commence à marcher vers la XIIIe légion, mais fait finalement demi-tour à la suite de l'écrasement des Nerviens par César. En 52 av. J.-C., des troupes de la région participent à l'alliance visant à secourir Vercingétorix en faisant lever le siège d'Alésia. L'année suivante, c'est cette fois une alliance en faveur de Dumnacos à laquelle ils prennent part. Le pouvoir romain a par la suite une politique plus conciliante pour éviter de nouvelles révoltes, en se reposant notamment sur les élites traditionnelles. L'actuelle Bretagne est intégrée dans la Gaule lyonnaise, et la région est divisée en cinq cités, autour des Namnètes, des Rediones, des Vénètes, des Coriosolites et des Osismes.

### Dans l'Empire romain

#### Âge d'or de l'Armorique romaine pendant laPax RomanadesIeretIIesiècles

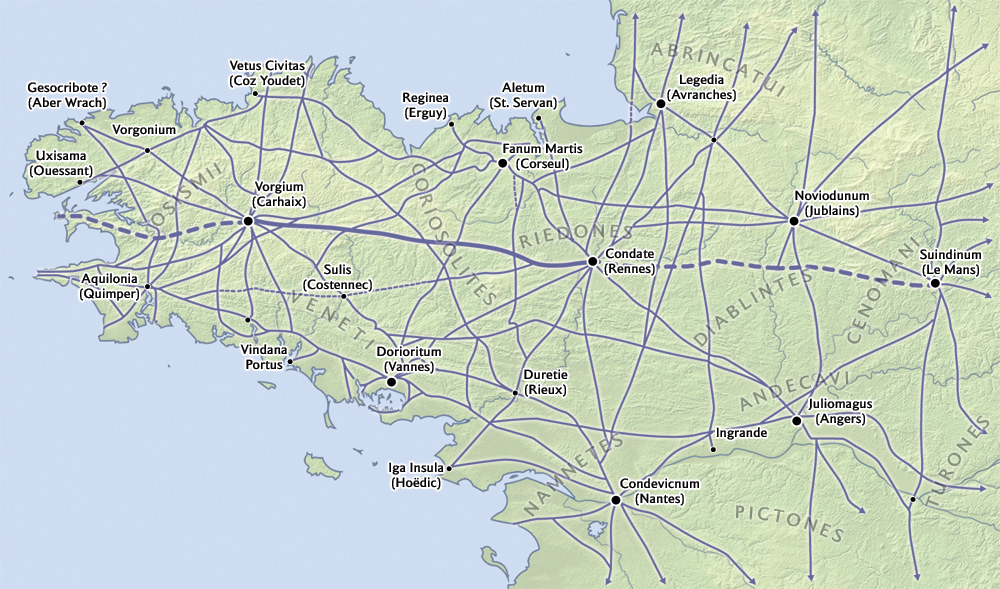
Carte des principales voies romaines en Armorique occidentale.

Sous les règnes des empereurs Claude et Néron, de 41 et 58, l'intégration culturelle et économique de la région à l'Empire romain s'accélère. Ceci aboutit à une période d'essor politique et commercial lors du IIe siècle sous l'ère de la Pax Romana, et correspond à un âge d'or de l'Armorique sous occupation romaine. Culturellement, une forme de syncrétisme s'opère entre divinités romaines ou asiatiques et cultes locaux, ce qui voit la mise en place d'une religion gallo-romaine.

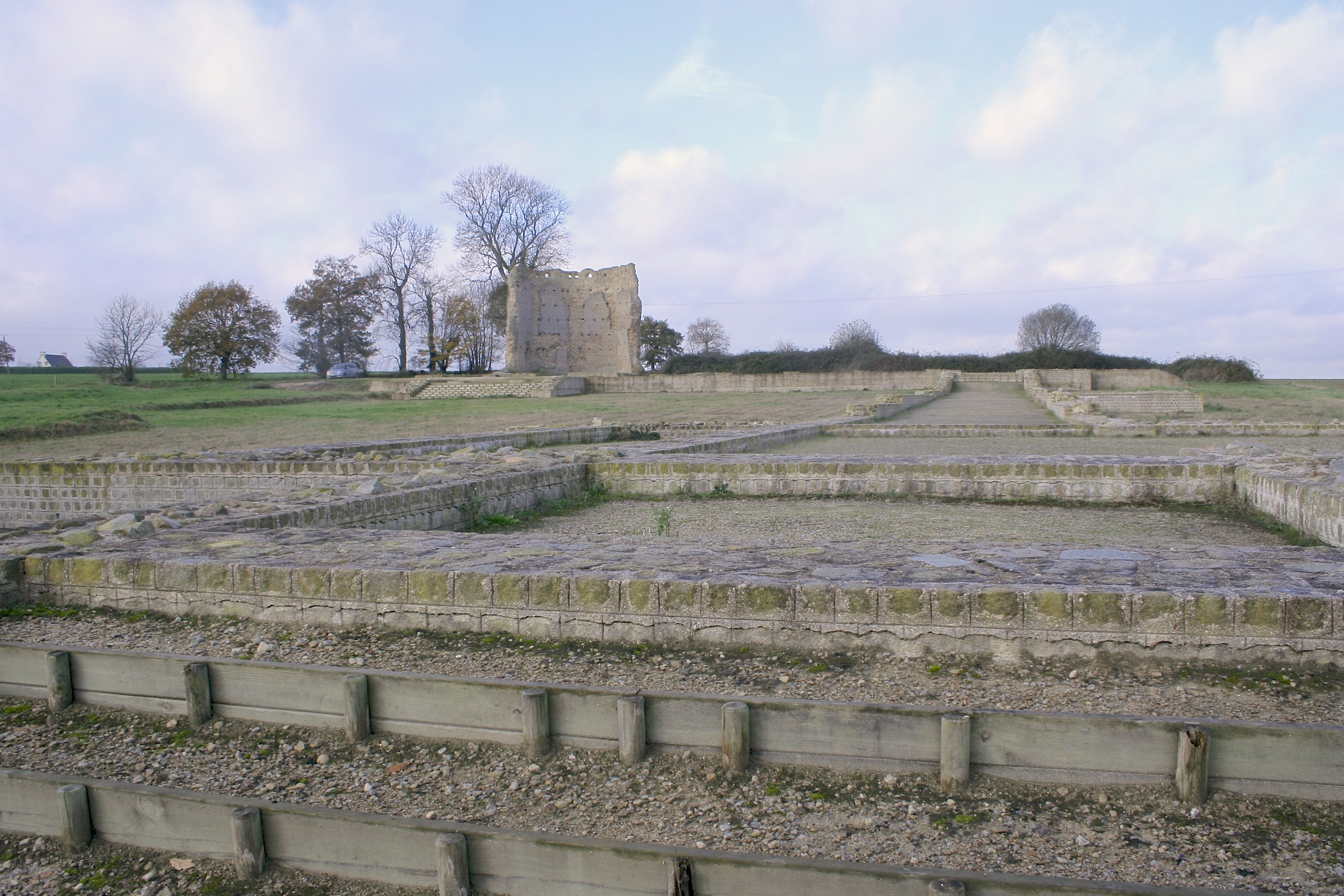
Restes d'un temple dédié au dieu Mars près de Corseul.

Les villes jouent un rôle important dans la société de l'époque. Les principaux pôles urbains de la Bretagne armoricaine (Condate, Corseul, Carhaix, Vannes, Nantes, Quimper...) adoptent un plan à quadrillage orthogonal des rues ou de grands monuments comme des temples, des tribunaux, ou des bains publics, ou sont créées pour certaines ex nihilo. Elles sont administrées par des assemblées regroupant les élites locales qui ont la charge des affaires financières et administratives, mais aussi de la justice et du commandement des forces armées. Cette organisation permet à certains d'accéder à de hautes charges au sein de l'empire, et sur cette période au moins deux Armoricains accèdent à un rang important au sein de l'Assemblée des Trois Gaules.
Plusieurs axes de communication se mettent en place. Les villes sont reliées entre elles par des voies romaines traversant la région ; trois grands axes est-ouest structurent le réseau, passant le long des côtes nord et sud, ainsi qu'au centre en passant le long d'un axe Le Mans-Rennes-Carhaix. Ces deux dernières villes s'imposent comme des pôles majeurs de l'époque, une douzaine de voies convergeant vers chacune de ces deux cités. Le long des côtes, ces routes terrestres passent par le premier gué qu'elles rencontrent sur les rivières, c'est ainsi que des villes comme Lannion, Morlaix, Quimper ou Vannes se développent grâce à leurs emplacements vis-à-vis de leurs rivières respectives. Ces axes continuent d'être utilisés jusqu'à leurs réorganisations par le duc d'Aiguillon au XVIIIe siècle. Des liaisons maritimes relient aussi la région à la mer Méditerranée et à l'île de Bretagne, les principaux ports de l'époque étant Nantes, Vannes ou Alet, tandis que des havres plus modestes comme Le Yaudet, Landerneau, ou Brest se signalent aussi. Un trafic fluvial assez intense est aussi remarquable sur la Vilaine et la Rance.

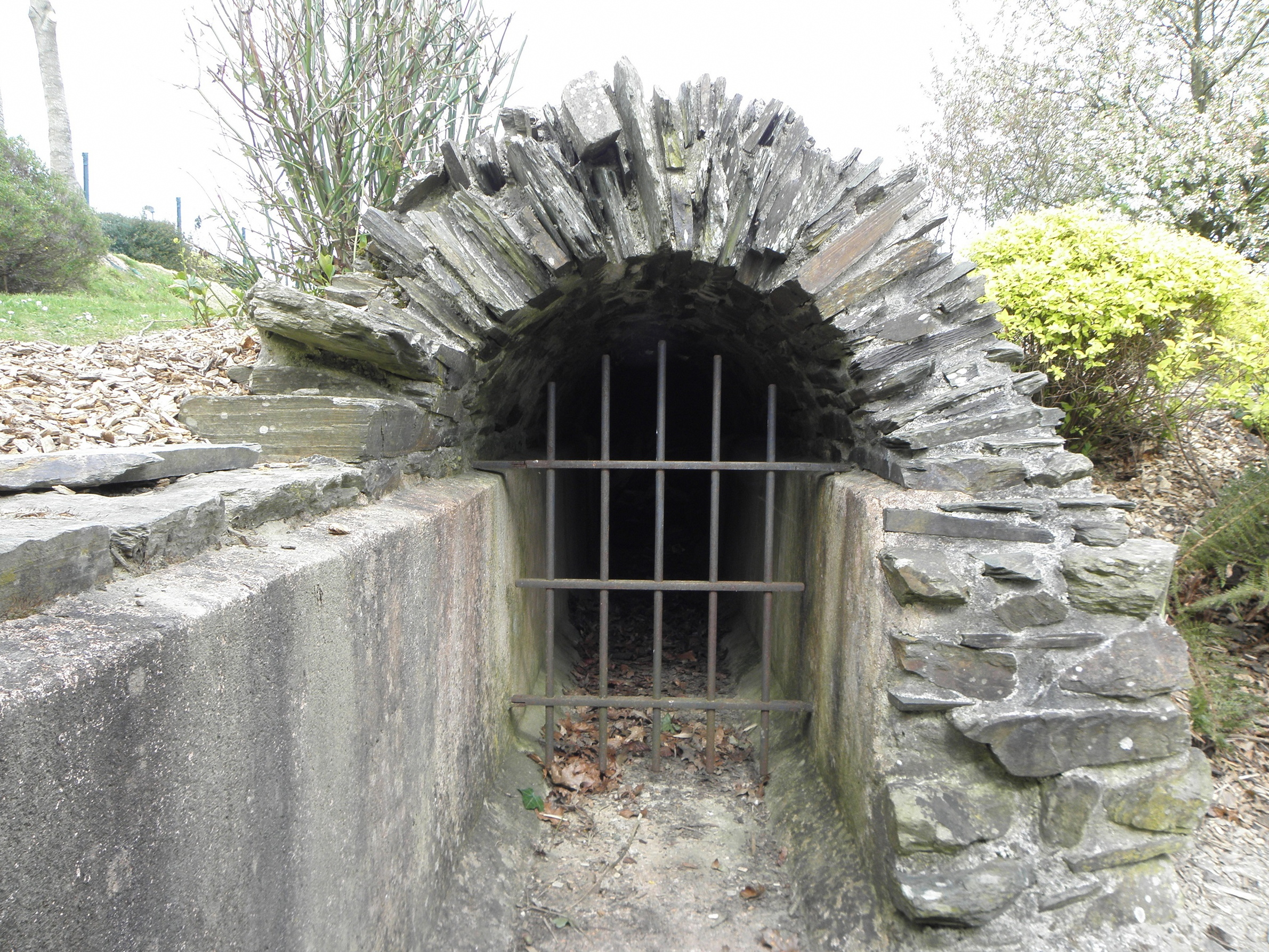
L'aqueduc romain de Carhaix-Plouguer (Vorgium).

Les campagnes continuent de concentrer l'essentiel de la population, et plus de 5 000 établissements ruraux sont recensés dans la région, mais avec une répartition inégale : dense autour de la Rance, de la baie de Saint-Brieuc et dans le Trégor et le Léon, mais presque absent des monts d'Arrée. Ceux-ci sont pour partie des exploitations de taille moyenne où des paysans libres travaillent eux-mêmes leurs propres terres et vivent dans des habitations relativement modestes, et pour partie de grandes villas appartenant à la classe curiale et où travaillent des esclaves dirigés par un intendant et dont les bâtiments couvrent parfois plusieurs hectares. La culture de céréales comme le blé, le seigle, l'orge, le millet et l'avoine forment la production de base, à laquelle s'ajoute une culture de fruits et de légumes d'appoint, ainsi que celles du lin et du chanvre. Des ossements de vaches, bœufs, porcs, mouton et volaille permettent d'établir la pratique de l'élevage de ces animaux. Des restes d'amphores à vin et à huile permettent de mettre en évidence l'intégration de ces exploitations dans des circuits commerciaux.
Sur la côte, les pêcheries d'estuaires et les viviers à poisson complètent une pêche à l'hameçon plus classique. Cette activité permet l'essor d'« usines » de salaison dont la plupart sont situées entre la baie de Saint-Brieuc et l'embouchure du Blavet, dont 60 % des trente sites répertoriés concentrés autour de la baie de Douarnenez. En plus de cette industrie, les mines continuent à être exploitées, mais la faiblesse de leurs productions (fer, plomb, étain, or) limite leurs débouchés à une aire régionale.

#### L'Armorique occidentale dans un monde romain en crise duIIIeauVesiècle

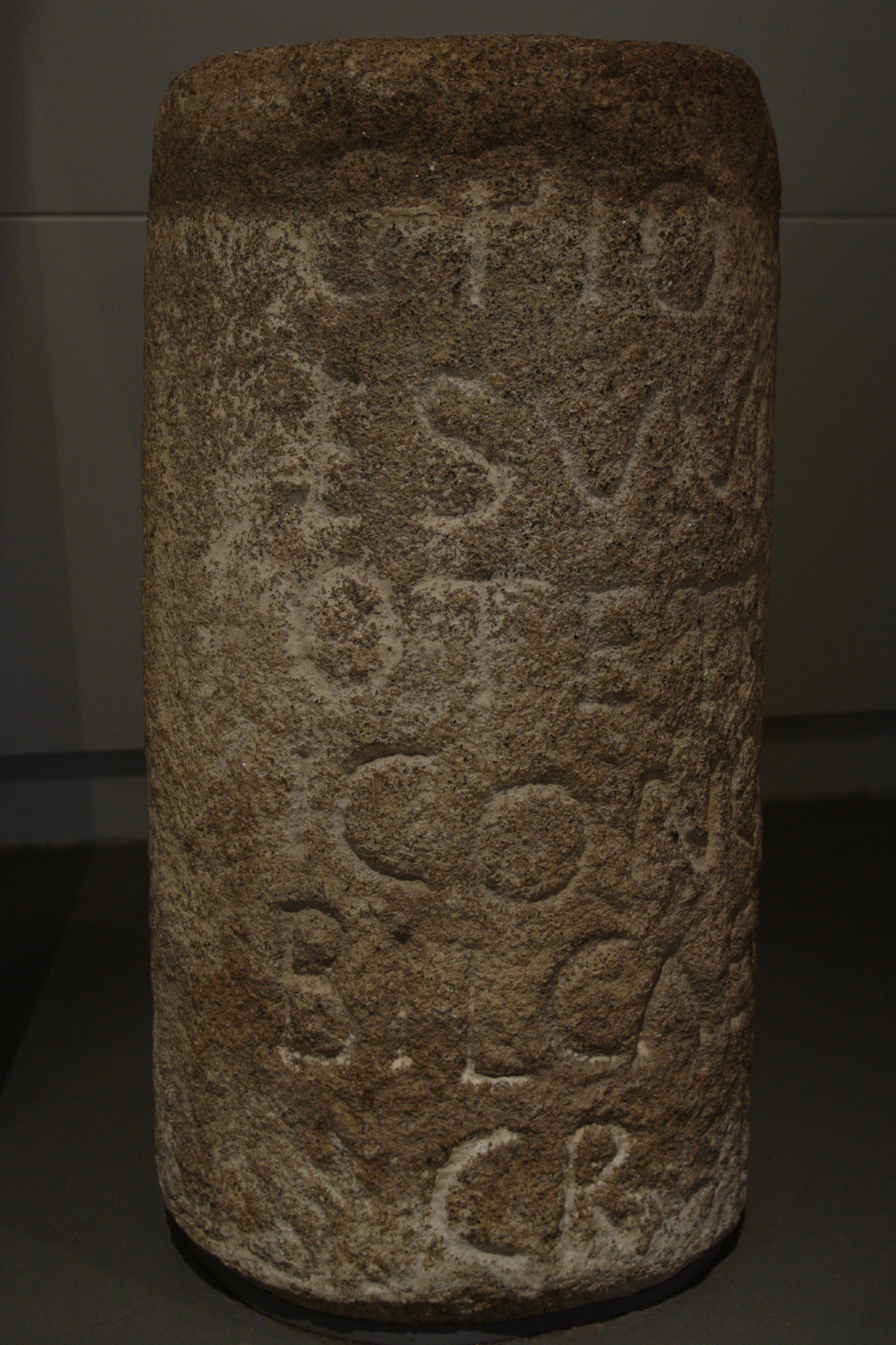
Borne milliaire dédiée à l'usurpateur Tetricus Ier, provenant de Saint-Gondran.

L'avènement de l'empire des Gaules en 260 place toute la province d'Armorique sous la domination de l'usurpateur Postume. De cette époque datent plusieurs bornes milliaires portant son nom ou celui de ses successeurs montrant l'allégeance de la région au régime dissident. La période est marquée par la recrudescence d'expéditions de pirates francs le long des zones côtières et fluviales, ce qui entraîne des enfouissements de monnaies importants. La fin en 274 de la sécession de la province ne ramène pas la sécurité. Les dernières décennies du IIIe siècle voient l'abandon de nombreuses villae côtières, avec comme effet le recul des cultures face aux forêts et l'érection à la hâte de murailles où, comme à Rennes ou à Vannes, les matériaux de construction proviennent de bâtiments publics. Les réseaux commerciaux à grande distance sont coupés, ce qui a pour effet l'arrêt des industries de salaison vers 280 à Douarnenez comme à Crozon ; localement, la frappe de monnaies de substitution, copiant les monnaies officielles, permet la continuité des échanges commerciaux à une échelle plus limitée.
En 284, l'arrivée au pouvoir de l'empereur Dioclétien et l'instauration de la Tétrarchie permettent de ramener peu à peu la sécurité. Un réseau de forts le long des deux rives de la Manche est construit, comme à Brest, pour se protéger des raids pictes, scots, frisons ou saxons (d'où le nom de Côte saxonne donné à ce dispositif) ; dans le même temps le réseau routier est réorganisé pour passer en retrait du littoral, passant au nord par Saint-Brieuc, Morlaix, Landerneau et Brest, et passant au sud par Nantes, Vannes, Quimperlé, Quimper et Châteaulin. Des Lètes francs, peu nombreux, sont par ailleurs stationnés dans des terres abandonnées et dans des forteresses afin de défendre l'Armorique et combattre tout débarquement hostile. Le succès de ces mesures défensives dure jusqu'à 360, ce qui permet une fragile renaissance des villes, ainsi que la reprise des échanges commerciaux.
La situation de l'Empire romain d'Occident s'aggrave de nouveau à partir du milieu du IVe siècle. Les Germains franchissent le Rhin en 352, suivis par les Alamans en 365, et ne sont vaincus qu'en 366. De l'autre côté de la Manche, Théodose l'Ancien pacifie la Bretagne insulaire à partir de 368. C'est probablement à cette époque que les premiers Bretons insulaires sont appelés par le pouvoir romain pour assurer la défense du littoral des Osismes contre les raids de Scots venus d'Irlande. En 410, la Bretagne insulaire est définitivement abandonnée par Rome, ce qui entraîne la constitution de royaumes bretons indépendants dans les actuels pays de Galles et Cornouailles. L'Armorique et une partie du reste de la Gaule commencent au même moment à s'extraire du pouvoir romain et, devant alors assurer leurs défenses, font probablement appel à des tribus bretonnes venant de Bretagne insulaire, continuant ainsi le mouvement migratoire déjà enclenché. L'ouest de la Gaule est brièvement reconquis par Rome entre 417 et 424, mais après cette date la région est de nouveau autonome. Des troupes venant d'Armorique combattent cependant sous commandement romain lors de la bataille des champs Catalauniques en 451 contre Attila.

## Des royaumes bretons au royaume de Bretagne
La région change de dénomination vers le milieu du VIe siècle, du fait des migrations de Britto-romains. Des auteurs comme Marius d'Avenches, Procope de Césarée, ou Venance Fortunat désignent cette frange ouest de l'Armorique sous le nom de Brittania.

### Des tensions grandissantes face au pouvoir franc

#### Reconstitution d'un pouvoir breton sur le continent

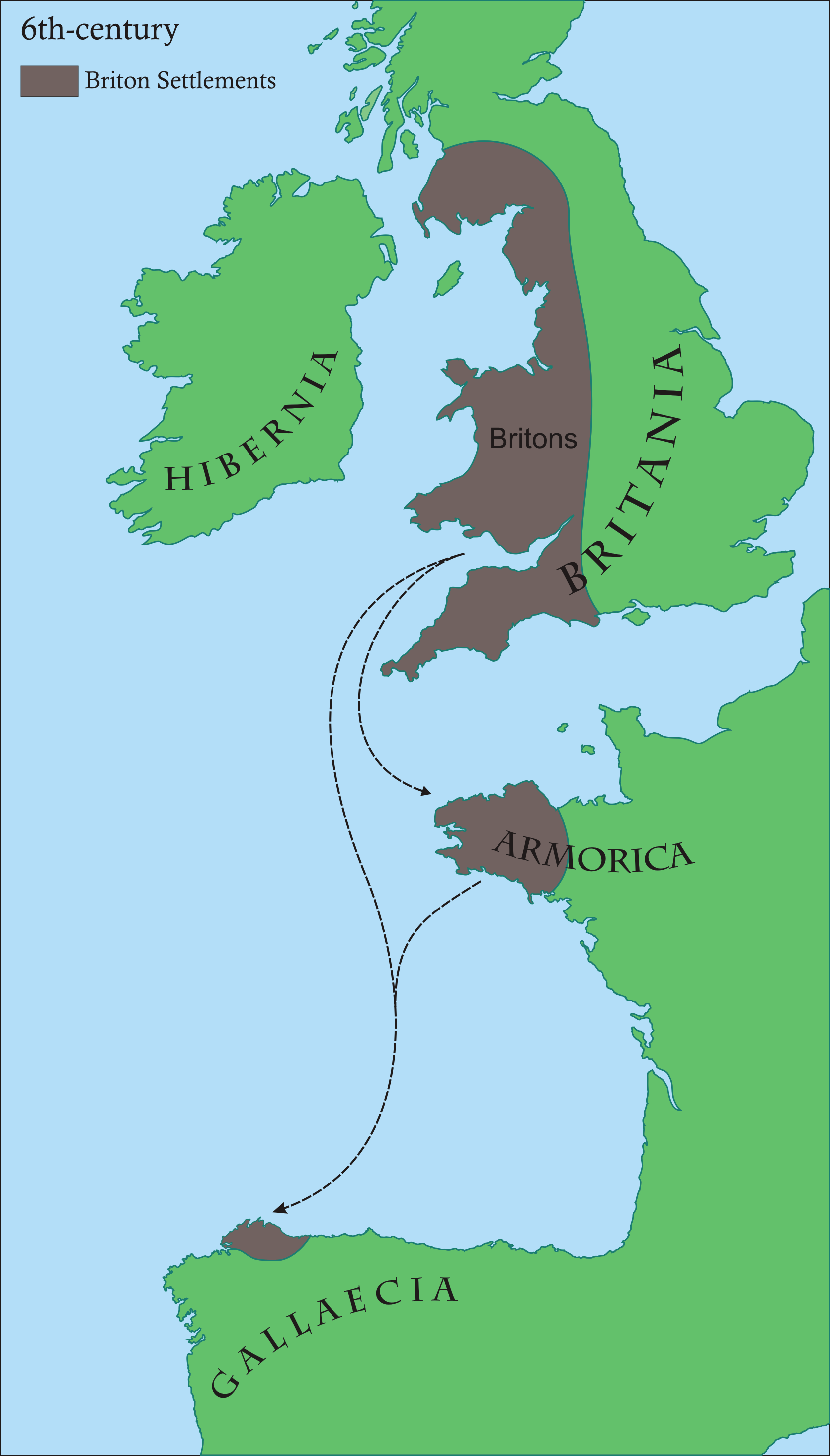
L'essentiel des migrations bretonnes au VIe siècle. Le cas de la Galice est discuté : on ne connaît en tout et pour tout qu'un seul personnage portant un nom brittonique et aucun toponyme de cette origine.

Les migrants venant d'outre-Manche développent un ensemble d'institutions se démarquant du reste de la Gaule. Les clans bretons reconstituent en Armorique les solidarités claniques préexistantes dans l'île de Bretagne, avec à la clef la création de trois royaumes plus ou moins légendaires : Domnonée, Cornouaille, et Broërec, dont les histoires sont mal connues faute de sources. L'évangélisation des campagnes commence véritablement au Ve siècle. Pays d'habitat dispersé, la Bretagne du haut Moyen Âge montre déjà un certain encellulement ecclésiastique qui reposera au Moyen Âge central sur la mise en place d'un réseau de paroisses et de ses subdivisions (quartiers, trèves, frairies dont les chapelles permettent notamment aux fidèles d'assister aux offices sans avoir à se déplacer à pied jusqu'à l'église paroissiale qui dessert souvent un vaste secteur ecclésiastique), ; la trace de ce réseau est encore présente dans les toponymes contemporains en Plou-, Lan-, ou Loc-. De nombreux moines formés au Pays de Galles, notamment venant du monastère de Llantwit, parcourent le pays et y diffusent un christianisme celtique. C'est parmi ces ecclésiastiques immigrés que s'est forgée plusieurs siècles plus tard la légende des Sept saints fondateurs de la Bretagne. À la même époque se met en place la frontière linguistique bretonne. La langue des nouveaux arrivants, rattachée au groupe brittonique du sud-ouest, se répand vers l'est, jusqu'aux confins des pays rennais et nantais, donnant naissance au vieux breton ; au-delà d'une ligne allant de Dol de Bretagne à Donges, le latin vulgaire demeure la seule langue vernaculaire. Les migrations inter-Manche s'accentuent après la défaite des Bretons insulaires lors de la bataille de Dyrham en 577, qui a pour effet de séparer les possessions bretonnes du Pays de Galles, de Cornouailles et du Devon. Avec celles-ci, reflet de ces défaites, la légende arthurienne se diffuse sur le Continent.
Les Bretons rencontrent pour la première fois les Francs dans la seconde moitié du Ve siècle alors que ceux-ci sont dans une dynamique d'expansion de leurs territoires vers le sud. Les troupes de Childéric Ier semblent avoir subi une défaite militaire face à des troupes coalisées d'Armoricains et de Bretons[réf. souhaitée], notamment grâce à l'expérience tactique de ces derniers, héritée de Rome. Son fils Clovis Ier semble lui aussi avoir subi des revers dans la région et préfère négocier avec ces populations. La conversion récente du roi franc au christianisme facilite les relations avec une population dont la christianisation est plus ancienne. Il est possible qu'un traité de paix soit signé en 497 ou 510 ; en contrepartie de l'abandon formel du titre de roi par les souverains bretons, ceux-ci jouissent d'une indépendance de fait, ne devant verser aucun tribut aux Francs, dans un espace allant dans sa limite est de l'embouchure du Couesnon jusqu'à celle de la Vilaine. Ces accords permettent une accélération des migrations bretonnes dans la Domnonée. Les relations entre les deux peuples sont pacifiques dans la première moitié du VIe siècle, des Bretons fréquentant le roi mérovingien, comme Samson de Dol qui se rend à la cour de Childebert Ier.

#### Pouvoirs bretons contre pouvoirs mérovingiens
Les relations entre Bretons et Francs commencent à se tendre à partir de la mort de Childebert Ier en 558. De l'autre côté de la Manche, les Bretons insulaires enregistrent une série de défaites face aux royaumes anglo-saxons. Privés de ces appuis insulaires, les Bretons continentaux ne sont plus vus comme dangereux par le pouvoir franc. Conomor, l'un des comtes des Bretons, s'allie avec le prince Chramn contre son père Clotaire Ier. Les troupes de ce dernier envahissent la Bretagne et tuent Conomor. Plus tard, c'est le chef des Bretons du Vannetais, Waroch, qui reprend l'offensive sur la frontière orientale de la Bretagne. Les régions de Rennes et de Nantes sont régulièrement prises pour cible par des raids de Waroch. Malgré plusieurs traités de paix, Waroch poursuit ces opérations dans la région, et tient tête aux troupes mérovingiennes. Dans les années 580, le roi Franc Gontran doit nommer Beppolène Dux pour assurer la défense des villes de Rennes, Nantes, et Angers, préfigurant ainsi la création des marches de Bretagne, mise en place plus tard par la dynastie franque suivante. Faute de sources, les suites du conflit sont mal connues.
Un traité de paix intervient en 635 entre Judicaël et Dagobert Ier, qui fixe la frontière sur une ligne passant par Dol, Montauban, Guipry, Redon, et Saint-Nazaire. La soumission ou non de Judicaël au pouvoir franc varie en fonction des sources d'époque. Les Annales Mettenses priores (687) indiquent que, profitant de la déliquescence du pouvoir mérovingien, les Bretons, ainsi que d'autres peuples, se sont émancipés du pouvoir royal.

#### Tentatives d'intégration au pouvoir des Carolingiens
Après leur accession au pouvoir en 751, les Carolingiens tentent d'imposer leur autorité aux régions périphériques. En trois-quarts de siècle, la Bretagne connaît ainsi sept invasions plus ou moins poussées : en 753, 786, 799, 818, 822, 825, et 830, cette dernière restant à l'état de projet. À défaut de pouvoir présenter un front commun face à ces incursions, les troupes bretonnes doivent opter pour une attitude défensive faite de révoltes sporadiques et de soumissions plus ou moins feintes.

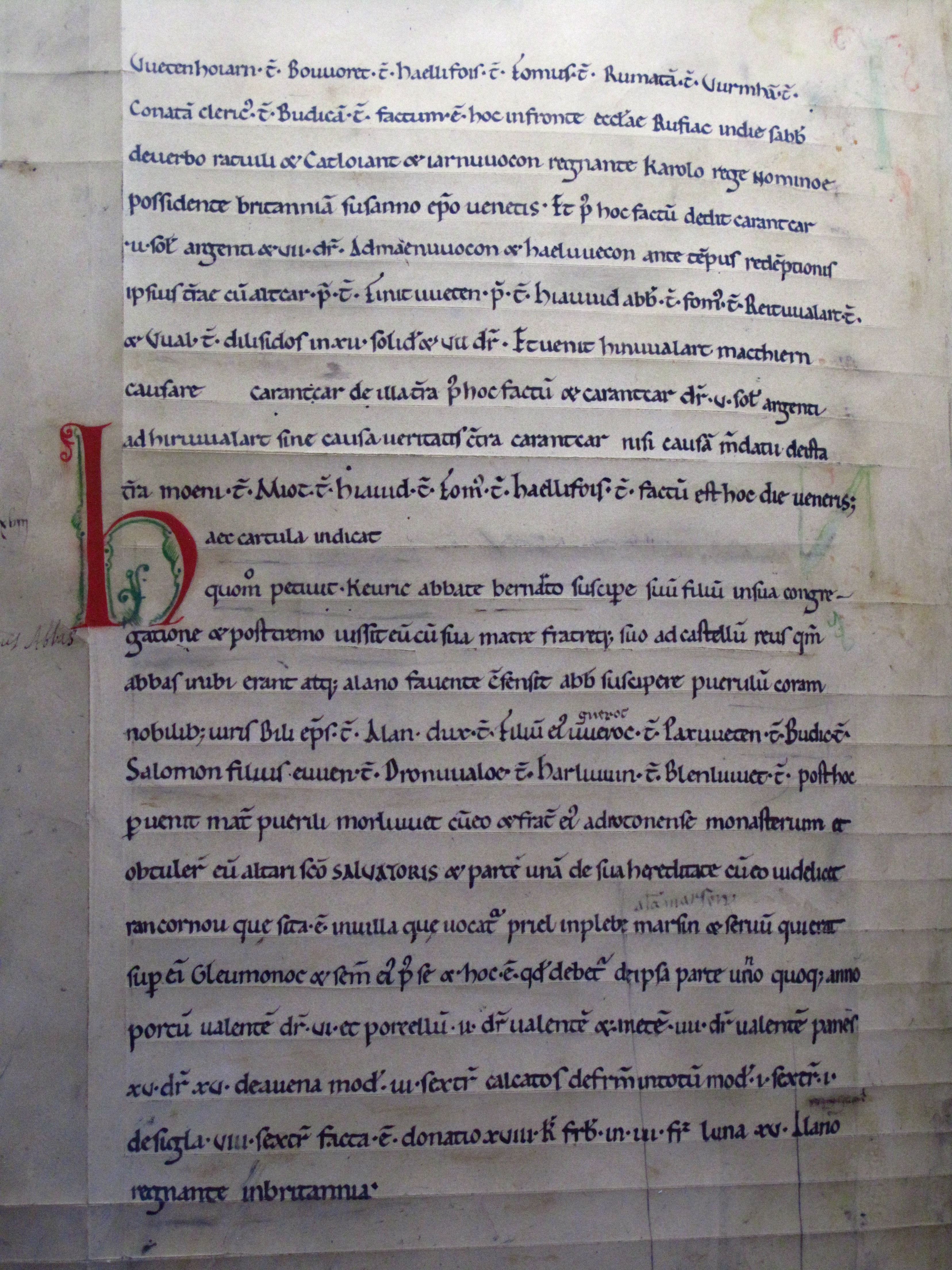
Extrait du cartulaire de Redon, montrant une progression du système judiciaire franc dans le Vannetais.

Le pouvoir franc instaure un commandement militaire le long de la frontière orientale dans une zone appelée les Marches de Bretagne. Cette zone, attestée dès 778, comprend les comtés de Vannes, de Rennes, et de Nantes. Roland est l'un des premiers titulaires de ce comté. En passe d'imposer son pouvoir en Saxe, Charlemagne nomme comme commandants de la Marche des membres de la famille des Widonides. Son objectif est de briser les résistances bretonnes dans la région, avec à la clef une conquête totale de la Bretagne en 799. Malgré le succès de celle-ci, le contrôle franc de la région est fragile, ce qui conduit à une nouvelle intrusion en 811. Le successeur et fils de Charlemagne, Louis le Pieux, rompt avec les habitudes de son prédécesseur, et commande directement deux offensives contre les Bretons, en 818 et 822. Les tactiques guerrières employées par les deux camps sont connues grâce aux écrits de Ermold le Noir : les Francs appliquent la politique de la terre brûlée, là où les troupes bretonnes s'en remettent à des actions de guérilla. Attaquant souvent de nuit, les troupes bretonnes teignent en noir leurs habits et leurs boucliers, et les cavaliers font un usage intensif des armes de jet.
L'imposition du pouvoir carolingien passe aussi par une stratégie d'acculturation. Des extraits du cartulaire de Redon montrent ainsi dès 799 une progression du système judiciaire franc, au moins dans le Vannetais. En 818, Louis le Pieux passe un accord avec l'abbaye de Landévennec pour que les moines abandonnent leurs usages scotiques en faveur de la règle de saint Benoît, favorisant ainsi leur intégration dans l'Église impériale.

### Tentative d'instauration d'un royaume de Bretagne

#### La constitution du royaume de Bretagne
Son autorité contestée par ses fils, Louis le Pieux décide en 831 d'appliquer en Bretagne une politique déjà utilisée par ses prédécesseurs dans d'autres régions de l'empire, à savoir nommer un noble local comme son représentant. Nominoë se voit ainsi confier la charge de Missus Imperatoris, avec des pouvoirs étendus dans le domaine administratif, judiciaire, mais aussi religieux. Le pouvoir carolingien précipite ainsi le processus d'unification du pouvoir en Bretagne. Nominoë a l'occasion lors des années suivantes de prouver son allégeance au pouvoir carolingien, d'abord en 833 lorsque Louis le Pieux perd temporairement le pouvoir et que des partisans de Lothaire Ier sont actifs dans la région, puis en 840 lorsque le nouveau roi de Francie occidentale Charles II le Chauve lui demande de se soumettre à son pouvoir. Les relations commencent à s'envenimer lorsque Charles II le Chauve nomme Renaud d'Herbauges comme comte de Nantes ; Lambert II de Nantes, un autre prétendant à cette charge, parvient à s'allier à Nominoë contre cette décision. En 843 les troupes de Renaud s'en prennent à celles de Nominoë lors de la Bataille de Messac ; ce dernier se considère alors comme délié de son engagement de fidélité. En 845, Charles le Chauve rentre en Bretagne à la tête d'une petite armée, pensant pouvoir soumettre Nominoë, mais il est vaincu à la Bataille de Ballon. Un traité de paix est signé entre les deux parties en 846.
Les tensions sont ravivées au printemps 849. Point de départ de ce qui est parfois qualifié de « schisme breton », Nominoë accuse les évêques favorables au souverain franc de simonie et les remplace par des clercs qui lui sont favorables. En 850, Nominoë prend l'initiative d'une attaque militaire vers Angers. L'année suivante, Charles le Chauve perd les villes de Rennes et de Nantes au profit de Nominoë, mais celui-ci meurt subitement la même année. Son fils Erispoë lui succède et bat les troupes de Charles le Chauve lors de la bataille de Jengland en août 851. Cette campagne marque une évolution des tactiques militaires chez les Bretons : ceux-ci se tournent vers l'offensive et acceptent les batailles frontales, en utilisant notamment leurs cavaleries légères pour rompre les lignes franques. Le traité d'Angers, signé en septembre 851, confère à Erispoë le titre de roi, ainsi que la souveraineté des pays de Rennes, de Nantes et de Retz.

#### Société et culture nominoenne
Les paysans indépendants forment le gros de la société rurale, aux côtés desquels des colons (hommes libres, mais liés à une terre) et des esclaves coexistent. Les femmes disposent librement de leurs biens, qu'ils proviennent d'un héritage familial ou d'un don du mari. Des machtierns dirigent les paroisses : cette fonction héréditaire touche aux domaines judiciaire et fiscal, et porte aussi sur la gestion des terres inhabitées. Cependant, les princes bretons veulent réduire l'autonomie de ces chefs en mettant en place une administration de type carolingienne, et dès le règne de Salomon de 857 à 874 ceux-ci tendent à disparaître. La mortalité infantile est forte, ce qui n'empêche pas certains d'atteindre un âge assez élevé (traces de rhumatismes sur les squelettes), et la taille moyenne s'établit autour d'1,68 m pour les hommes, et d'1,56 m pour les femmes.
L'agriculture présente quelques traits caractéristiques. Trois céréales sont principalement cultivées : le froment, le seigle, et l'avoine. La culture de cette dernière est probablement liée à l'essor de la cavalerie dans l'armée bretonne. Les rendements restent faibles, de l'ordre de 3 à 3,5 hectolitres de grain par hectare. L'élevage porcin et bovin est une activité d'appoint indispensable, et est pratiqué dans les zones de friches, de landes, et de forêts. La viticulture est pratiquée autour du golfe du Morbihan, dans l'estuaire de la Rance, et dans les bassins rennais et nantais. La culture du sel connaît aussi un nouvel essor sur les rivages autour de Vannes et de part et d'autre de l'embouchure de la Loire. De nombreuses terres sont défrichées à cette époque, et la lande est un des espaces dominants avec le développement de l'apiculture, activité déjà ancienne. La pêche est pratiquée au filet ou à l'hameçon, mais aussi dans des pêcheries le long des rivières.

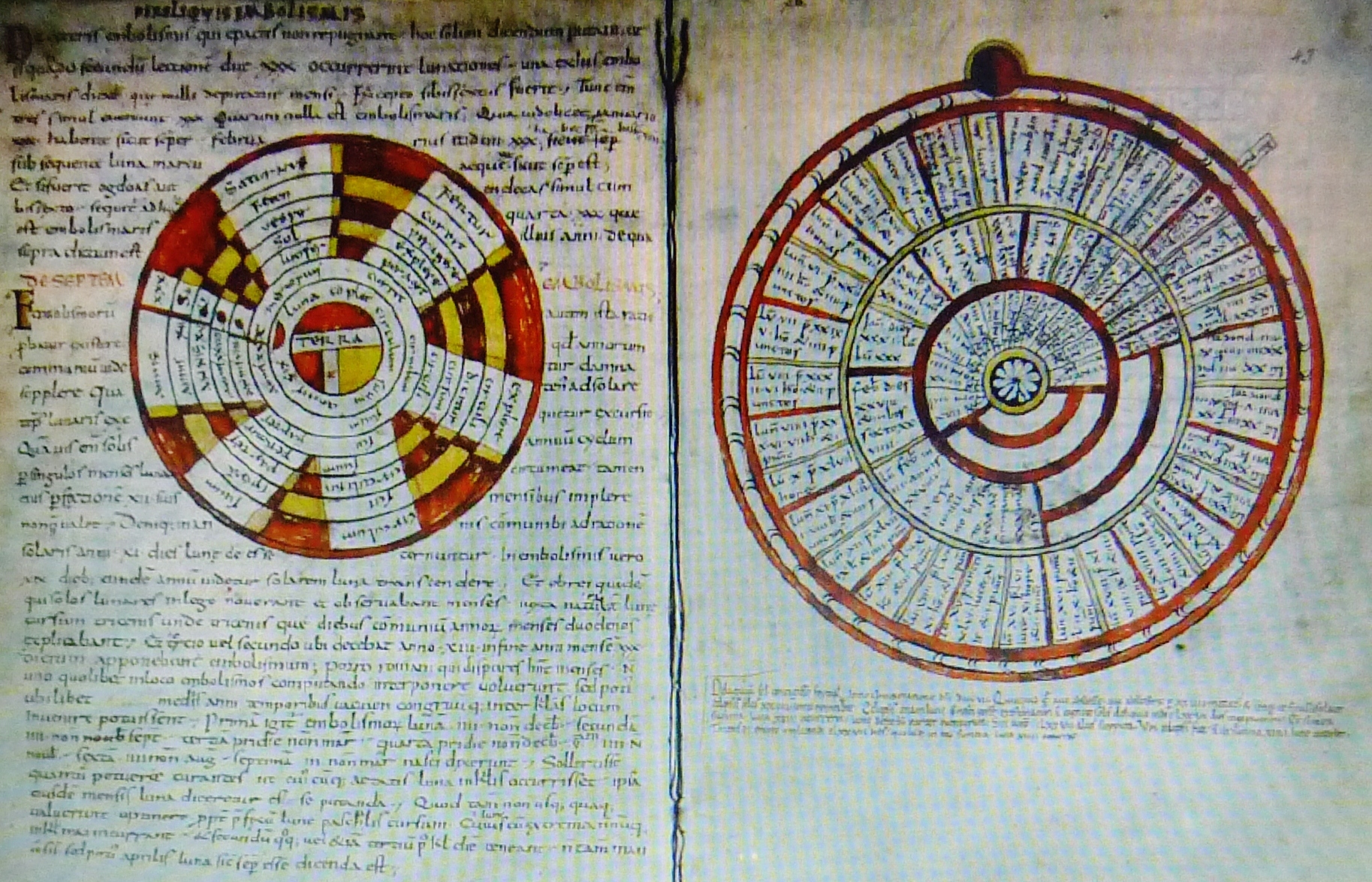
Recueil d'astronomie et d'algèbre écrit en 897 par des moines de l'abbaye de Landévennec. Bibliothèque municipale d'Angers.

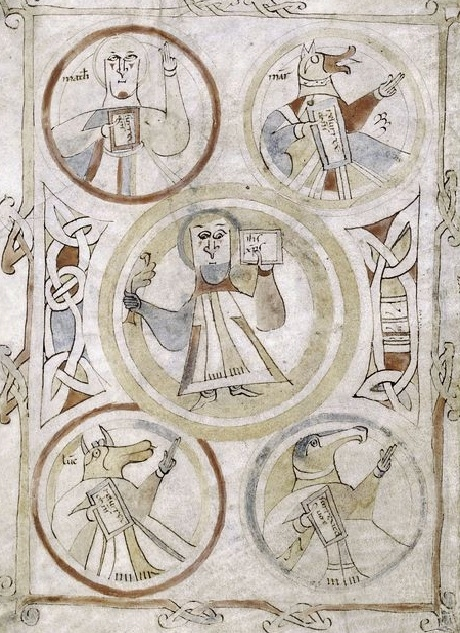
Représentations anthropozoomorphiques des quatre apôtres. Évangiles de Landévennec, vers 900. Bibliothèque bodléienne, Oxford.

La culture évolue en fonction des jeux de pouvoir. La langue bretonne devient la langue des dominants, même si l'extension à l'est fait qu'elle n'est parlée que par une minorité de la population. La francisation des souverains ne se produit que vers les XIe et XIIe siècles. La production culturelle connaît une progression notable, sous l'influence de la renaissance carolingienne mais aussi en lien avec l'île de Bretagne et l'Irlande. Le contexte social est favorable, de puissants laïcs pouvant entretenir des bardes professionnels. Le peuple affectionne le théâtre et les grands poèmes héroïques. Les grands monastères de l'époque (Landévennec, Léhon, Alet, Redon) produisent des hagiographies, mais aussi des livres liturgiques, avec des enluminures dans un style propre aux usages celtiques.
Le fait religieux connaît quelques évolutions. Les églises restent en bois et torchis jusqu'au milieu du Xe siècle, laissant peu de traces archéologiques. Les lieux païens (fontaines, sources, arbres...) sont progressivement christianisés et associés à un saint particulier. De nombreux monastères suivent encore les usages scotiques jusqu'à ce que la réforme bénédictine ne s'impose au IXe siècle, conformément à ce qu'on observe dans d'autres régions. Les prêtres sont le plus souvent instruits. Sachant lire et écrire le latin, ils sont souvent consultés dans les paroisses avant de prendre une décision. Ils sont souvent mariés, cette charge pouvant même se transmettre au sein d'une même famille. Progressivement l'Église bretonne s'émancipe de la domination franque. Ainsi, les évêques favorables aux Carolingiens sont remplacés en 848 par des évêques bretons, et Salomon érige Dol en archevêché de façon à extraire l'Église bretonne de l'archidiocèse de Tours, mais sans reconnaissance par la papauté.

#### Consolidation et décadence du nouveau royaume

Extension maximale du royaume de Bretagne.

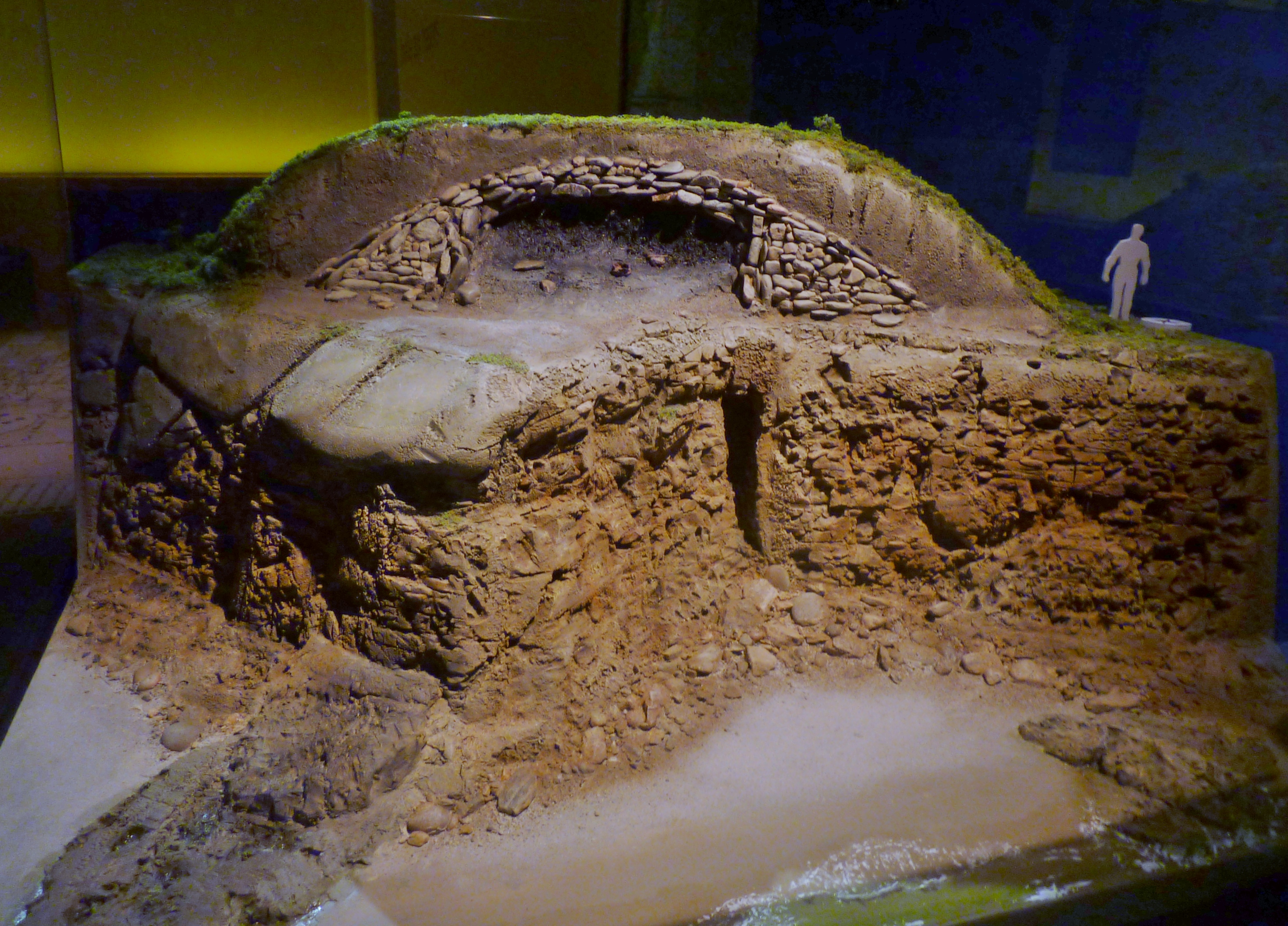
La tombe-barque viking découverte à Groix en 1906 témoigne des velléités d'implantation territoriale de Scandinaves dans la péninsule armoricaine. Cependant, selon des recherches plus récentes, il s'agit plus vraisemblablement d'une tombe de passage érigée par nécessité (photographie d'une reconstitution)

Le royaume de Bretagne connaît son extension maximale sous le règne du roi Salomon. Arrivé au pouvoir en 857 en assassinant son prédécesseur et cousin Erispoë, il hérite d'un royaume dans lequel les Vikings se sont implantés. Passant une alliance avec certains de ceux-ci, ainsi qu'avec Louis, le fils de Charles le Chauve, il entretient un climat de guerre civile dans l'ouest de la Francie occidentale. Ceci oblige Charles le Chauve à concéder par le traité d'Entrammes de 863 une région comprise entre la Sarthe et la Mayenne, puis par le traité de Compiègne de 867 qui mentionne la main-mise sur le Cotentin et les îles de la Manche, les Bretons s'étant sans doute emparés de l'Avranchin un peu antérieurement. Avec cette extension vers l'est, la région connaît une intégration au monde carolingien accrue, ainsi qu'une augmentation de l'influence franque de ses élites. La menace scandinave est pour l'heure jugulée, soit militairement, soit par une série d'accords. Il semble d'ailleurs que les Scandinaves aient commencé à s'installer dans le Cotentin et dans les îles sans rencontrer d’opposition majeure, ce qui explique sans doute le silence des textes à leur propos.
La monarchie bretonne connaît une crise après l'assassinat de Salomon en 874. Ses assassins, Gurwant et Pascweten, puis leurs fils, se partagent le royaume. Ils font appel à des mercenaires vikings qui infestent de plus en plus la région. Face à leurs raids imprévisibles, la cavalerie bretonne est inadaptée ; les élites préfèrent composer avec cette menace plutôt que de la combattre, ce qui entraîne une fuite de la population. Le règne d'Alain le Grand de 890 à 907 permet temporairement de ramener la paix dans le royaume, mais la souveraineté sur le Cotentin, la Mayenne, et l'Anjou n'est déjà plus que théorique. À sa mort, la menace causée par
les hommes du nord atteint son apogée de 907 et 937, cette période voyant un processus de colonisation (principalement dans la vallée de la Loire, avec notamment une ébauche de principauté scandinave à Nantes) s'effectuer, avec expropriation et imposition des populations. L'émergence d'un pouvoir politique viking comparable dans sa forme à ce qui peut s'observer à la même époque en Normandie est à l'œuvre ; il n'aboutit cependant pas, faute d'avoir un chef capable de fédérer les différentes bandes rivales. 
Le rétablissement d'un pouvoir breton n'intervient qu'avec l'émergence d'Alain Barbetorte comme dépositaire de l'autorité, renforcée par sa victoire militaire sur les Vikings lors de la bataille de Trans en 939. Cependant la péninsule reste profondément marquée par cette période. L'émigration des chefs et des moines (et avec eux la translation de reliques) a pour effet de bouleverser les structures de pouvoir, même si ces départs sont le plus souvent temporaires. L'émergence au terme de cette période de Nantes et Rennes comme capitales a pour effet de marginaliser l'ouest bretonnant du jeu politique de la péninsule. Cette évolution est amplifiée par la rupture des relations maritimes entre la Bretagne et l'île de Bretagne causée par les Vikings, isolant ce monde brittonique de ses bases arrière.

## Un duché poursuivant une politique d'indépendance

### Un duché sous dominations étrangères

#### Évolutions sociales de l'après an Mil

##### Recomposition des différents pouvoirs
Le réchauffement climatique de l'an mille ouvre une période qui favorise les défrichements, entraînant une extension des domaines céréaliers jusqu'au XIIIe siècle. La hausse de la population, sensible dès le VIIIe siècle, connaît un pic de croissance à partir de l'an mille. Ces changements entraînent la création de bourgs nouveaux, le démembrement d'anciennes paroisses, ainsi que l'émergence d'un paysage composé de bocage au cours des XIe et XIIe siècles. Face à des sols pauvres et à l'absence d'engrais suffisants, l'écobuage et la rotation des cultures se développent. Les landes procurent un certain nombre de ressources, comme du bois de chauffage, du gibier ou des fruits sauvages. De la population de colons et d'esclaves de la période précédente émergent dans la seconde moitié du XIe siècle les premiers serfs, liés à présent à une terre et non à un maître. Des alleutiers continuent à pouvoir exploiter leurs terres et au XIe siècle les plus riches d'entre eux parviennent à se hisser jusqu'aux rangs les plus bas d'une chevalerie émergente.

La motte castrale de Dinan (« DINANTES ») dans la tapisserie de Bayeux.

Un système féodal se met en place, dont seuls quelques traits liés à la terre (quevaise) sont propres à la Bretagne. Ce pouvoir seigneurial s'incarne localement avec l'apparition des mottes castrales, surtout dans le nord de la région autour de l'an mille ; des châteaux forts en pierre apparaissent vers la fin du XIe siècle et pendant le XIIe siècle, détenus eux par une aristocratie plus restreinte. Cette dernière se met en place au niveau régional, avant tout basé sur le foncier dans les strates les plus basses et sur les droits dans celles les plus élevées. Ce processus à l'œuvre au Xe siècle et XIe siècle va aboutir au XIIe siècle à la mise en place de sept comtés principaux et à une fragilisation du pouvoir ducal.
L'Église bretonne évolue du fait de la réforme grégorienne à partir d'environ 1050. Une part du clergé, des évêques jusqu'au bas-clergé, est alors constituée d'hommes mariés et leurs charges ecclésiastiques sont devenues des biens privés, héréditaires et des dynasties religieuses se sont constituées ; le dernier évêque héréditaire de Quimper disparait en 1113 et les derniers prêtres mariés disparaissent lors des XIIe siècle et XIIIe siècle. Les biens de l'Église sont aussi devenus la propriété de laïques et des restitutions s'opèrent principalement au XIe siècle et XIIe siècle, au bénéfice principalement des ordres réguliers. Le monachisme renaît après le départ des Vikings, principalement grâce aux moines venus du Val de Loire. Dix-sept abbayes (Landévennec, Redon , Saint-Gildas-de-Rhys, Gaël [transférée à Saint-Méen], Saint-Mathieu , Saint-Melaine, Léon, Paimpont, Saint-Gildas-des-Bois, Sainte-Croix de Quimperlé , Notre-Dame de la Chaume, Locmaria, Saint-Georges de Rennes, ...) sont fondées ou restaurées lors du XIe siècle. La création d'ordres nouveaux entraîne l'ouverture de nouvelles abbayes et vingt-sept sont ainsi créées au XIIe siècle (par exemple l'Abbaye Notre-Dame du Nid-au-Merle fondée en 1112, l'abbaye cistercienne de Bégard, fondée en 1130, etc..).

##### Différentes dynamiques socioculturelles
Une ossature urbaine d'environ soixante villes couvre le duché. Aux centres déjà présents au début de l'époque viennent se rajouter des villes constituées autour d'un centre religieux (Redon, Quimperlé, Saint-Malo), ou autour d'un château (une quarantaine entre le Xe siècle et le XIIe siècle). Dans celles-ci, une bourgeoisie émerge, qui parvient à obtenir dès le XIIIe siècle un certain nombre de privilèges, sans pour autant pouvoir obtenir des « corps de ville » élus, et les cités restent dirigées par des seigneurs (à la fin du XIIIe siècle, le duc contrôle vingt-et-une villes, les grands barons vingt-huit, les évêques cinq, le reste étant géré par des co-seigneurs laïques et religieux). Le développement commercial est notable. Une importante flotte maritime attestée dès 1224 exporte du vin, du sel et des toiles. Ces activités attirent des prêteurs étrangers, juifs (surtout à Nantes et Guérande) jusqu'à leur expulsion en 1239, puis italiens par la suite.

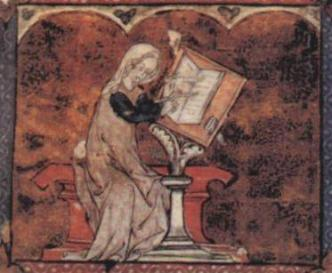
Marie de France traduit douze lais bretons dans les années 1170, leur donnant de la visibilité. Bibliothèque de l'Arsenal, vers 1285-1292

Culturellement, les élites se francisent progressivement et le moyen breton s'installe derrière une ligne qui joint Dinan à la Brière. Différentes littératures émergent. Étienne de Fougères, dans le registre britto-roman, rédige le Livre des Manières et La Chanson d'Aquin ; Marbode ou encore Guillaume de Rennes s'expriment eux dans le registre britto-latin. La Matière de Bretagne est en vogue dans les cours d'Europe et le lai breton connaît son apogée entre la fin du XIe siècle et le début du XIIe siècle, au moment où l'émigration bretonne connaît un pic au royaume de France. En architecture, l'art roman s'établit vers le début du XIe siècle.

#### Dominations successives des maisons de Nantes, de Rennes, puis de Cornouaille
À la sortie de la période précédente s'ouvre une période dominée par la maison de Nantes qui s'étend de 937 à 988. Alain Barbetorte, chef de la maison de Nantes et de la maison de Cornouaille, prend le pouvoir dans la région, mais ne revendique que le titre de duc de Bretagne. Il doit cependant composer avec la maison de Rennes qui contrôle le nord de la péninsule. Dans cette lutte entre la maison de Nantes et celle de Rennes finit par s'imposer cette dernière. À la mort de Barbetorte en 952, une période instabilité s'ensuit et, dès 979, Conan Ier de Bretagne (de la maison de Rennes) peut se présenter comme duc de Bretagne, avant de mettre la main sur le comté de Nantes en 988 (mais sans acquérir celui de Cornouaille).
Pendant la période de domination de la maison de Rennes qui s'étend de 988 à 1066, la région est marquée par une période de luttes incessantes entre pouvoir ducal d'un côté et pouvoirs seigneuriaux de l'autre. Le domaine ducal qui s'étend sur les pays de Rennes, de Vannes et de Nantes est alors le plus important de la région. Les comtés de Tréguier, de Léon, de Cornouaille, Porhoët (ce dernier contrôlé par les Rohans), sont en dehors du domaine ducal. Le comté de Penthièvre passe en 1035 sous le contrôle d'une branche cadette de la maison ducale et devient à partir de cette date un nouveau foyer de dissidence au sein du duché.
La maison de Cornouaille s'impose à la tête du duché de 1066 à 1166. Alain IV, qui règne de 1084 à 1112, est le dernier duc bretonnant et son fils, Conan III, s'illustre par une lutte menée contre les grands seigneurs de la péninsule. Pendant toute cette dernière période, ainsi que les précédentes, les ducs bretons n'entretiennent que peu de relations avec le royaume de France, mais sont par contre dépendants des Normands puis des Plantagenêts. Les chevaliers bretons participent ainsi à la conquête de l'Angleterre à partir de 1066 par Guillaume le Conquérant, représentant jusqu'au tiers de son armée, et recevant en retour des fiefs représentant environ un vingtième du pays (comme Alain le Roux qui récupère le comté de Richmond). Des chevaliers participent aussi à la première croisade à partir de 1096, à commencer par le duc Alain IV.

#### Sous le contrôle des Plantagenêt

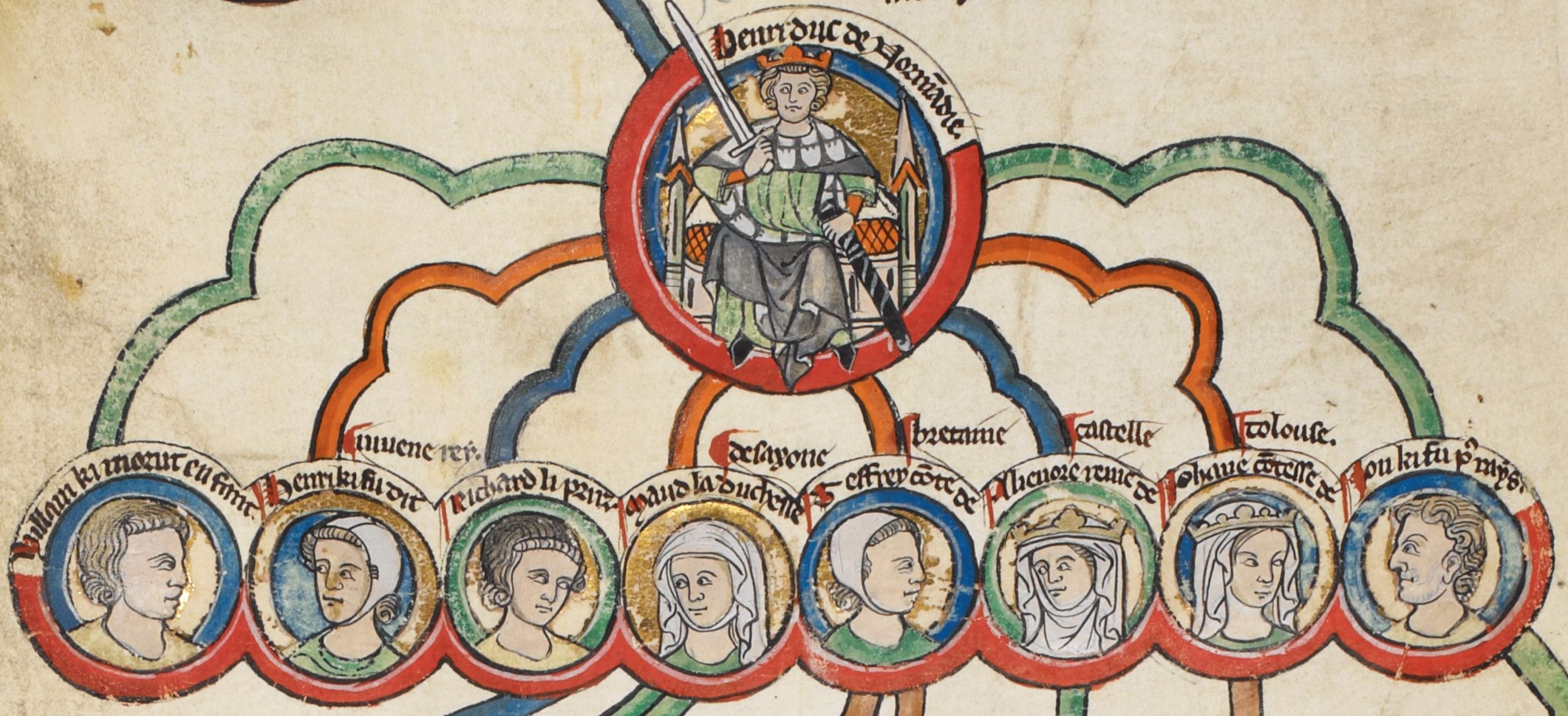
Henri II et ses enfants : Guillaume, Henri le Jeune, Richard Cœur de Lion, Mathilde, Geoffroy, Aliénor, Jeanne et Jean sans Terre. Rouleau généalogique des rois d'Angleterre, British Library, vers 1300-1308.

Les Plantagenêts prennent pied en Bretagne à la faveur d'une crise de succession intervenant à la mort de Conan III en 1148, celui-ci reniant sur son lit de mort son fils Hoël. Ce dernier a cependant le temps de s'emparer du comté de Nantes, mais le perd au profit de Geoffroy Plantagenêt, comte du Maine et d'Anjou, en 1156. À la mort de Geoffroy Plantagenêt en 1158, son frère Henri II Plantagenêt récupère le comté de Nantes et entend bien mettre la main sur l'ensemble du territoire breton. Conan IV de Bretagne, qui a hérité du duché par Conan III, est contraint par Henri II Plantagenêt de marier sa fille Constance au fils du souverain Plantagenêt Geoffroy. Prétextant le jeune âge des fiancés, Henri II d'Angleterre exerce à partir de 1166 la réalité du pouvoir (la Bretagne est pour la première fois dirigée de façon effective par un souverain étranger), et contraint en 1169 Louis VII de France à reconnaître sa prééminence en Bretagne. Il doit faire face plusieurs fois à la révolte des seigneurs locaux, mais parvient à la dominer en les battant militairement, ou en fiançant des chevaliers Normands à de riches héritières bretonnes. Le système mis en place par Henri II ne survit que difficilement à sa mort en 1189.
Arthur Ier de Bretagne qui doit hériter du duché de Bretagne, mais aussi de la couronne d'Angleterre à la suite de la mort de Richard Cœur de Lion en 1199, est assassiné en 1203 par le frère de Richard, Jean sans terre qui cherche à récupérer la couronne anglaise. C'est alors Alix de Thouars, la fille que Constance de Bretagne a eue avec Guy de Thouars à la suite d'un remariage, qui hérite. Trop jeune pour exercer le pouvoir, c'est son père qui assure la régence jusqu'à son mariage avec Pierre de Dreux, instaurant une nouvelle dynastie en Bretagne.
Les Plantagenêts sont à l'origine de plusieurs avancées en Bretagne, étant les créateurs d'un pouvoir ducal véritable, reposant sur une chancellerie disposant de son propre personnel, ainsi que sur un pouvoir administratif reposant localement sur huit sénéchaux révocables. Un droit écrit commence à être codifié, le plus ancien étant l'Assise du comte Geoffroy qui introduit en 1185 le droit d'aînesse dans le duché, mettant ainsi fin à la fragmentation des fiefs. Économiquement, cette période de paix favorise le développement de la flotte maritime bretonne. Ce même texte précise que la Bretagne possède alors neuf baronnies : Ancenis, Châteaubriant, Retz, Rohan, Penthièvre, Fougères, La Roche-Bernard, Vitré, Léon et de Pontchâteau. (Au haut Moyen Âge, parmi les seigneurs représentés aux États de Bretagne, les barons de Pontchâteau et de Pont-l'Abbé n'ont qu'une place dont ils jouissent alternativement, car on n'a pu décider lequel des deux est le véritable baron de Pont.) En raison des mariages survenus, les baronnies de La Roche-Bernard et Vitré passèrent dans la maison de Laval et celles de Pontchâteau se réunirent avec celle de Léon, alors que celles de Fougères et Penthièvre se fondirent dans le domaine ducal ; il ne resta que quatre barons dès le XIVe siècle ; mais d'autres baronnies furent créées : Derval, Malestroit, Quintin sous le règne de Pierre II, puis celles d'Avaugour et Lanvaux, portant à nouveau leur nombre à neuf.

#### Sous le contrôle des Capétiens
Lorsque Guy de Thouars accède au rang de baillistre de Bretagne en 1203, il tente dans un premier temps d'affirmer l'indépendance du duché, mais dès 1206 le roi français Philippe Auguste rentre dans la région avec une armée pour affirmer son autorité. Il contraint l'héritière ducale Alix de Thouars à un mariage avec un prince capétien Pierre de Dreux. Ce dernier reste fidèle au roi français, participant à plusieurs opérations militaires lors des années suivantes comme la croisade des Albigeois. Les relations commencent à se détériorer lors de la régence de Blanche de Castille, et Pierre de Dreux participe à quatre révoltes contre elle entre 1227 et 1234. L'accession de Jean Ier de Bretagne à la tête du duché à sa majorité en 1221 ouvre pour la Bretagne une période de paix, par une soumission sans faille au royaume de France, qui s'étend jusqu'à sa mort en 1286 ; cette politique est par la suite continuée par ses successeurs jusqu'au duc Jean III qui meurt en 1341.
Le domaine ducal connaît une période de croissance, au détriment des possessions des autres puissants du duché. En 1222, le comté de Penthièvre est réuni au domaine, puis plus tard d'autres seigneurs endettés auprès du duc doivent céder Dinan, Morlaix, ou encore Brest. Une administration efficace, souvent copiée sur le modèle royal, continue sa mise en place tout le long du XIIIe siècle, si bien qu'à sa mort en 1305 le duc Jean II lègue 166 000 livres tournois, somme considérable pour l'époque. Le duché est promu au rang de duché-pairie en 1297, ce qui renforce le contrôle du roi de France en imposant au duc un certain nombre d'obligations.
L'influence française continue de pénétrer au sein du duché par d'autres biais. La région ne possédant pas d'université, les écoliers bretons sont dans l'obligation de se rendre dans celles de Paris, d'Angers, ou d'Orléans. Ils reviennent ensuite imprégnés d'une culture nouvelle qui se diffuse alors dans le duché. Le premier recueil juridique breton, La Très Ancienne Coutume de Bretagne, est ainsi rédigé de 1312 à 1325 selon un modèle plus parisien que local.

### Guerre de Succession de Bretagne
Le duché de Bretagne se trouve engagé dans la Guerre de Cent Ans lorsque le duc Jean III meurt sans héritier en 1341. Deux prétendants s'opposent alors pour lui succéder : le demi-frère du défunt, Jean de Montfort, et sa nièce, Jeanne de Penthièvre. Le camp des Montfort obtient le soutien du roi Édouard III d'Angleterre, alors que celui des Penthièvre obtient celui du roi Philippe VI de France, les deux rois étant en conflit ouvert depuis 1337. Le duché représente alors une région stratégique dans les premières années de la Guerre de Cent Ans. Le camp français y voit une occasion de récupérer des ressources en hommes, en navires et en ravitaillement, là où le camp anglais y voit la possibilité de sécuriser la route maritime vers ses possessions de Bordeaux et de Gascogne. La guerre civile qui s'ouvre ravive une vieille opposition politique, culturelle et linguistique, la basse-Bretagne soutenant globalement le camp des Montfort, là où la haute-Bretagne prend parti pour les Penthièvre (et avec eux, pour les blésistes, via le mari de Jeanne de Penthièvre).
La première phase du conflit dure de 1341 à 1343. Jean de Montfort est fait prisonnier par des forces françaises dès décembre 1341 et c'est sa femme Jeanne de Flandre, qui, en juin 1342, au terme du siège d'Hennebont, parvient à sécuriser un débarquement de troupes anglaises dans la région. La situation militaire s'enlise, aucun des deux camps ne voulant se lancer dans une bataille ouverte qui pourrait être décisive, et la trêve de Malestroit est signée le 19 janvier 1343 dans la chapelle de la Madeleine de Malestroit par Édouard III d'Angleterre et Philippe VI de France.

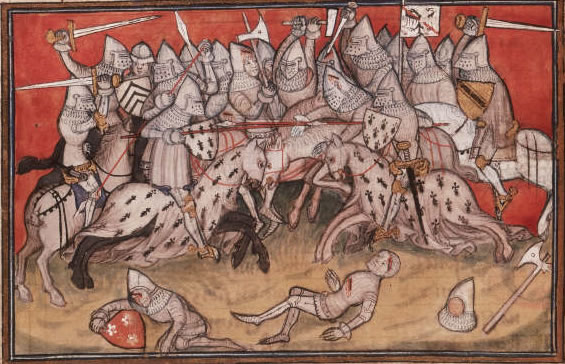
La bataille d'Auray met fin en septembre 1364 à la seconde phase de la Guerre de Succession de Bretagne. Chanson de Bertrand du Guesclin, vers 1380-1392, British Library.

Une seconde phase, de plus faible intensité, s'étend de 1345 à 1364. Jean de Montfort rompt la trêve en 1345 pour aller en Angleterre chercher des renforts auprès du roi Édouard III d'Angleterre, mais meurt en septembre de la même année lors d'un siège devant Quimper. Dans le même temps, sa femme Jeanne de Flandre sombre dans la folie et son fils est encore trop jeune pour lui succéder. Côté blésiste, Charles de Blois est fait prisonnier en 1347 pendant la bataille de La Roche-Derrien et est enfermé pendant neuf ans à la tour de Londres. Les alliés anglais des Montfort doivent à cette époque limiter leurs dépenses militaires, alors que la plus grosse partie des affrontements contre les Français ont lieu sur d'autres fronts. Les troupes anglaises commettent un certain nombre d'exactions pendant la période et rançonnent les villes autour de leurs places fortes de façon à pouvoir entretenir leurs troupes. Le conflit s'achève finalement lors de la Bataille d'Auray en septembre 1364 lorsque s'affrontent les deux prétendants le jeune Jean IV, fils de Jean de Montfort et Charles de Blois ; ce dernier est tué et le traité de Guérande de 1365 fixe provisoirement la situation en instituant Jean IV comme nouveau duc.
La paix est cependant compliquée à construire et Jean IV doit même s'exiler en Angleterre de 1373 à 1379. Il faut attendre la signature d'un second traité de Guérande en 1381 pour que la neutralité du duché dans la guerre entre Anglais et Français soit reconnue par le roi de France. En échange de cette reconnaissance, le duc breton prête une allégeance de forme au roi français, et les dernières troupes anglaises sont évacuées.

### Un duché luttant pour son indépendance
Du XIVe siècle jusqu'en 1789, les États de Bretagne sont la cour souveraine du duché de Bretagne ayant des compétences principalement financières ou fiscales pour décider des impôts, de leur assiette, de leur montant, de leur répartition et de leur collecte, mais aussi de la guerre, de tout ce qui concerne l'administration du pays.

#### Société desXIVeetXVesiècles
La population bretonne commence à baisser avant qu'une épidémie de peste noire ne touche la région en 1348. Si les chiffres de population ne sont pas connus à cette date, ils sont estimés à 1 ou 1,1 million d'habitants vers la fin des années 1390, puis à 850 000 en 1430. Après une période de stabilité allant de 1430 à 1460, une reprise démographique a lieu, malgré des épisodes de peste en 1462-1463 puis en 1473, puis la guerre franco-bretonne à la fin du siècle.

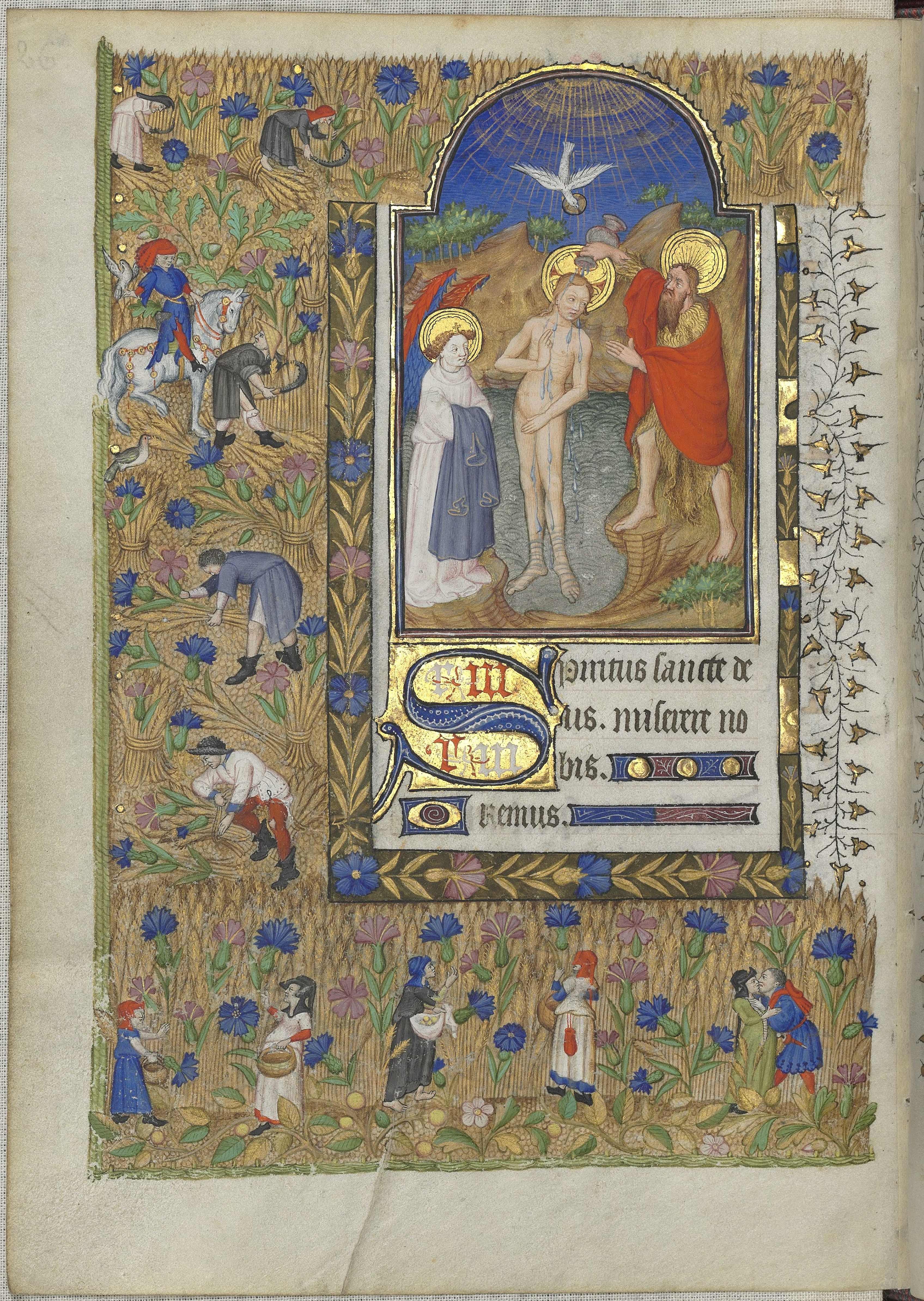
Baptême du Christ et scènes de récoltes. Heures de Marguerite d'Orléans, peintes à Rennes vers 1430. Bibliothèque nationale de France.

Dans les campagnes, des domaines de plus de 1 000 hectares sont tenus par une aristocratie et représentent une minorité des seigneuries à côté desquelles des « sieuries » de tailles plus réduites (moins de vingt hectares) peuvent représenter 90 % du total des seigneuries. Celles-ci connaissent des évolutions opposées. Entre la fin du XVe siècle et le milieu du XVIe siècle, les grandes seigneuries doivent faire face à la baisse de leurs revenus et à une réduction de la superficie de leurs terres à la suite d'afféagements et du renforcement de l'administration ducale ; dans le même temps les sieurs, plus dynamiques, construisent des moulins ou rachètent des terres ou des droits seigneuriaux. Le servage disparaît, même si la quévaise et d'autres formes de tenure en basse-Bretagne peuvent s'en rapprocher. Une étude faite à Carnac en 1475 fait apparaître environ 10 % de paysans aisés, pour 40 % vivant correctement, 30 % ayant des conditions de vie précaires et 20 % vivant dans la misère.
Le monde urbain reste limité et une soixantaine de villes ne regroupent à la fin de la période que 80 000 personnes pour une population de 1,25 million d'habitants. Les villes sont de taille modeste pour l'époque (14 000 habitants à Nantes, 13 000 à Rennes, 5 000 à Vannes, 4 000 à Fougères, Guérande et Morlaix). Les villes côtières sont davantage tournées vers le commerce, alors qu'à l'intérieur des terres, elles vivent de leurs foires et marchés. Leurs équipements, construits sans véritable plan d'urbanisme, sont exposés aux catastrophes naturelles comme les crues fréquentes de la Loire et de la Vilaine, les incendies (Nantes en connaît trois majeurs en 1405, 1410 et 1415), ou d'autres types (Nantes est touchée par un séisme en 1401). De toutes les infrastructures nécessaires aux villes, les remparts pèsent le plus sur leurs finances (une trentaine sont construits au XVe siècle), à une époque où le progrès des techniques militaires entraîne régulièrement la construction d'améliorations. Au cours du siècle et demi de cette période, les municipalités bretonnes rattrapent leur retard sur les cités françaises et acquièrent un certain nombre d'avantages politiques, administratifs et sociaux.

#### Une économie diversifiée profitant de la neutralité bretonne
La région reste encore très boisée, principalement en Bretagne centre (Duault, Loudéac, Paimpont) et orientale (Fougères, Rennes, Châteaubriant, Sautron, Touffou), ce qui permet aux seigneurs de dégager des revenus et aux paysans d'avoir accès à des ressources complémentaires, mais un début de surexploitation commence à être sensible dès le milieu du XVe siècle. La lande connaît une période d'extension jusqu'à la fin du XVe siècle avant de connaître elle aussi un reflux du fait du développement des activités humaines. La poussée démographique de la fin du XVe siècle s'accompagne dans les campagnes de la remise en culture des friches, ainsi que de la mise en place de talus et de fossés, faisant ainsi progresser les zones de bocages sur les zones de champs ouverts.

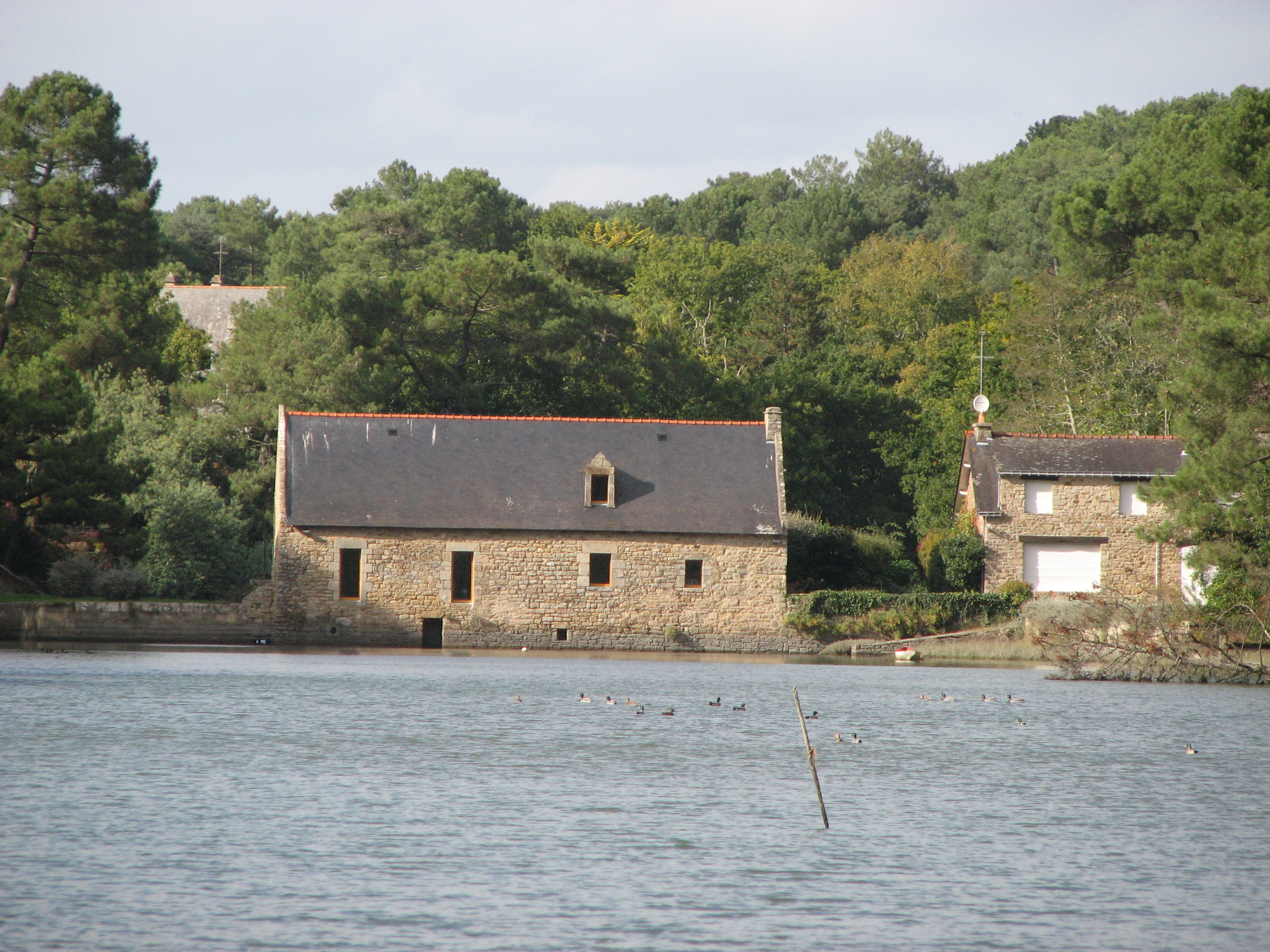
Le moulin à marée de Campen dans le golfe du Morbihan est attesté depuis le XVe siècle.

L'agriculture reste majoritairement composée de céréales pauvres, dont seule une petite partie est exportée vers l'Angleterre ou l'Espagne via Bordeaux. Le seigle et l'avoine sont cultivés dans les sols pauvres de l'Argoat, alors que le froment occupe une part importante des sols plus riches de la zone côtière. À ceci s'ajoute une culture de légumes diversifiée comme du chou, du panais, de l'oignon, ou de l'ail. Des élevages de bovins et de porcs se retrouvent partout dans la région. Le morcellement poussé des champs représente alors un handicap, alors que les perfectionnements techniques sont peu nombreux à l'époque (certains secteurs ne comptent qu'un nombre limité de charrues par village) ; le progrès le plus notable est alors la prolifération des moulins à vent près de Guérande ou de Bourgneuf et celle des moulins à marée dans le golfe du Morbihan et sur les côtes du Léon. En marge de cette agriculture vivrière émergent des cultures tournées vers l'exportation. En plus de la vigne, dont la culture se concentre du golfe du Morbihan à la région nantaise, vient s'ajouter la culture de plantes textiles comme le chanvre et le lin (sur la côte nord pour cette dernière). Émerge alors une classe de paysans-marins dont les activités évoluent dans l'année ; ils se rencontrent surtout le long des côtes, mais leurs activités irriguent le centre Bretagne, des paysans des monts d'Arrée pouvant utiliser dans la seconde moitié du XVe siècle le réal espagnol pour certains paiements.
Sur les côtes, la pêche en eau douce continue à être pratiquée (tout comme la pêche à pied) et est essentiellement destinée à une consommation locale. Seules quelques espèces comme le saumon, l'anguille, l'esturgeon et les lamproies sont exportées. La pêche côtière en bateau connaît un essor au XIVe siècle, notamment pour le merlu, alors que la pêche hauturière est encore limitée, une espèce comme la morue n'apparaissant sur les marchés de la région que lors de la première moitié du XVe siècle.
Plusieurs types d'industries coexistent. Si les carrières de pierre et les forêts ne fournissent qu'une demande locale, les ardoises de haute-Bretagne et l'argile pour tuiles de Penthièvre s'exportent en dehors du duché. Les forges des zones forestières doivent avoir recours à du fer étranger. La construction navale produit différents types de navires (jusqu'à 1 000 tonneaux) pour différents clients à l'export (roi de France, Zélande, Écosse). La production d'objets manufacturés est prospère et les exportations de cuirs bretons sont, avec celles de toiles, celles qui sont le plus dynamiques, notamment vers l'Angleterre et l'Espagne.
Le commerce breton est limité à l'intérieur des terres. Son pendant maritime est aussi limité au XIVe siècle, mais connaît une croissance par la suite. La capacité commerciale de sa flotte à la fin du XVe siècle atteint une vingtaine de milliers de tonneaux. La neutralité bretonne permet d'assurer des débouchés partout en Europe et sa monnaie indépendante, résistant mieux aux difficultés monétaires, favorise elle aussi les échanges. Les techniques financières bretonnes restent cependant plus simples que celles pratiquées à la même époque en Flandre ou à Bordeaux. La zone de couverture du commerce breton s'agrandit : alors qu'à la fin du XIVe siècle il se limite à une zone allant de la Flandre au Nord de l'Espagne, il s'implante en Angleterre au début du XVe siècle et connaît une extension maximale au milieu de ce même siècle, même si certains au début du XVIe siècle s'aventurent jusqu'au Brésil (1528) ou à Terre-Neuve (le Canada est découvert en 1534 par un marin de Saint-Malo : Jacques Cartier). Cependant cette prospérité maritime ne contribue que peu à l'essor de l'économie bretonne.

#### Une vie culturelle marquée par la fin du Moyen Âge

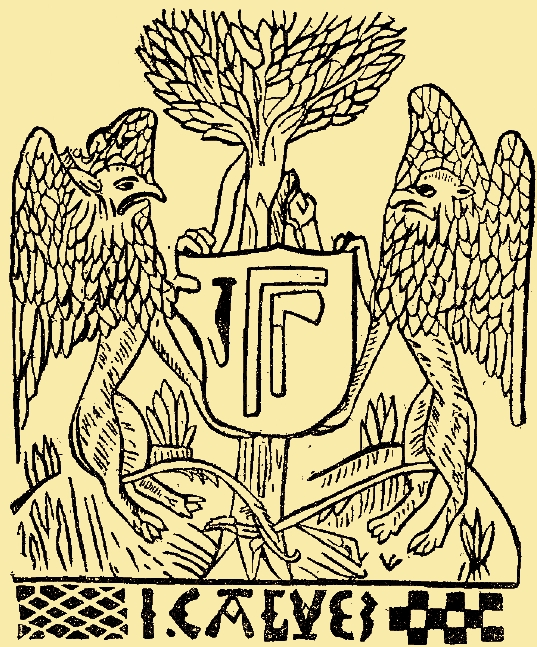
Le Catholicon est le premier dictionnaire de breton et français, édité en 1499 à Tréguier.

Favorisée par le contexte politique et économique, la vie culturelle connaît une dynamique particulière à la fin du Moyen Âge. Présentes dès le XIIIe siècle, les écoles primaires dans les villes et les paroisses rurales se multiplient, l'enseignement pouvant se poursuivre ensuite dans quelques établissements religieux. L'ouverture d'une université bretonne est, elle, en projet dès 1414 et aboutit en 1460 à Nantes. L'imprimerie arrive dès 1484 en Bretagne, d'abord à Bréhan, puis à Tréguier, Rennes et enfin Nantes. À côté des livres religieux sont aussi imprimées des productions locales comme les Lunettes des princes en 1493, ou le Catholicon en 1499, premier dictionnaire trilingue du monde, mais aussi premier dictionnaire breton et français. Des littératures de langue française et bretonne connaissent un essor sur cette période.
L'architecture gothique que l'on trouve à l'époque est influencée par des styles de différentes régions et certaines réalisations sont proches de ce que l'on peut rencontrer en Île-de-France, en Normandie (façade occidentale de la cathédrale de Saint-Pol-de-Léon), en Angleterre (nef de Saint-Mathieu à Plougonvelin), ou encore de style angevin (voûte de la cathédrale de Vannes). L'école de Pont-Croix est limitée au Pays Bigouden. Le gothique rayonnant se retrouve dans le chœur de la cathédrale de Quimper et de nombreux clochers cornouaillais relèvent du gothique flamboyant. Signe des évolutions politiques du duché, des fleurs de lys, emblème de la royauté française, apparaissent sur les bâtiments après le mariage d'Anne de Bretagne et de Louis XII en 1499. La toute fin de la période ducale est marquée par l'arrivée précoce des premiers bâtiments renaissance, style choisi en 1522 pour la tour de l'église Notre-Dame de Croaz Batz à Roscoff.

#### Une politique d'indépendance affirmée au long duXVesiècle

Expansion du domaine ducal de 1400 à 1428.

Aidé par une démographie et une économie fortes, le duché parvient à affirmer son autonomie tout au long du XVe siècle. Le pouvoir ducal peut alors s'appuyer sur une petite noblesse qui lui est fidèle, ainsi que sur un peuple soutenant plutôt la politique d'indépendance, mais doit faire face à une aristocratie qui ressent mal le renforcement de la maison de Montfort. Parmi eux, les Rohan, les Rieux, les Laval et les Penthièvre sont les plus puissants. Ils entretiennent des relations poussées avec l'administration et les armées des Capétiens puis des Valois, et contrôlent certains secteurs stratégiques comme le château de Clisson.
Le duc Jean V, qui règne de 1402 à 1442, mène une politique de neutralité entre royaumes de France et d'Angleterre, permettant ainsi le ravitaillement de troupes anglaises en Normandie en 1417, tout en laissant par la suite des Bretons comme Arthur de Richemont, Richard d'Étampes, ou encore Gilles de Rais s'engager à titre individuel du côté français. Il peut même proposer sa médiation entre les deux puissances, comme en 1415 et 1419. Une tradition de mécénat se met en place, ce qui permet au duc d'imposer son image, déjà présente sur les pièces de monnaie, couvert d'une couronne symbole de souveraineté revendiquée. La frappe de monnaies d'argent, mais aussi d'or, privilège régalien, est pratiquée (Louis XI ne reconnait ce privilège qu'en 1465). Enfin, grâce à une politique habile à destination de la papauté, Jean V obtient que les souverains pontifes successifs apportent leurs cautions à l'émancipation du duché (et autorisent à partir de 1452 que ses successeurs nomment eux-mêmes cinq des neuf évêques bretons).
Ses successeurs dirigent le duché moins longtemps (François Ier de 1442 à 1450, Pierre II de 1450 à 1457 et Arthur III de 1457 à 1458), mais le régime est assez puissant pour qu'ils puissent poursuivre une réelle politique d'indépendance. L'aide militaire bretonne de François Ier est indispensable au roi français Charles VII lors de sa reconquête de la Normandie, puis plus tard en Guyenne. Son successeur Pierre II fait baisser l'influence française en perfectionnant les institutions ducales et dote le duché d'un budget au niveau des États moyens de l'époque. Il établit des relations directes avec des souverains étrangers (Castille, Portugal) et refuse l'hommage lige à Charles VII, tout comme son successeur à la tête du duché Arthur III.
Le contexte géopolitique change avec l'arrivée au pouvoir du duc François II. La guerre de Cent Ans est achevée depuis 1453 et la guerre civile qui touche alors l'Angleterre de 1455 à 1485 coupe la Bretagne d'un allié potentiel. Dans ces conditions, le roi français Louis XI cherche à soumettre le duché. Sous l'impulsion de son conseiller Pierre Landais, le duc répond en renforçant son réseau de fortifications, en soutenant les révoltes de féodaux contre le roi et en établissant des liens avec la Savoie, Milan, l'Écosse et le Danemark. La couronne française s'appuie elle sur l'aristocratie bretonne et verse des pensions importantes aux grands féodaux du duché. C'est dans les rangs de ces derniers qu'une révolte éclate en 1487, qui débouche sur l'entrée sur le territoire breton d'une force française de 12 000 hommes pour les soutenir. L'armée royale est soutenue par le vicomte de Rohan, le maréchal de Rieux, le comte de Laval, Pierre de Rohan (sire de Quintin), Pierre du Pont , Rolland de Rostrenen, Jean du Périer, etc.., alors que parmi les nobles bretons restés fidèles au duc on trouve le seigneur de Léon (le seul des Rohan resté fidèle au duc), les sires du Parc, Jacques Le Moyne, de Coëtquen, de la Moussaye, etc...
En moins de deux ans de conflit, les troupes bretonnes sont finalement battues lors de la bataille de Saint-Aubin-du-Cormier le 28 juillet 1488. Le traité du Verger qui en découle ordonne que le duc prête hommage au roi et que ses filles ne puissent être mariées sans son aval. Les places fortes de l'Est du duché sont par ailleurs occupées. Le duc meurt moins de deux mois plus tard, laissant sa fille Anne de Bretagne, âgée de 12 ans, comme héritière.

### L'intégration de la Bretagne au royaume de France

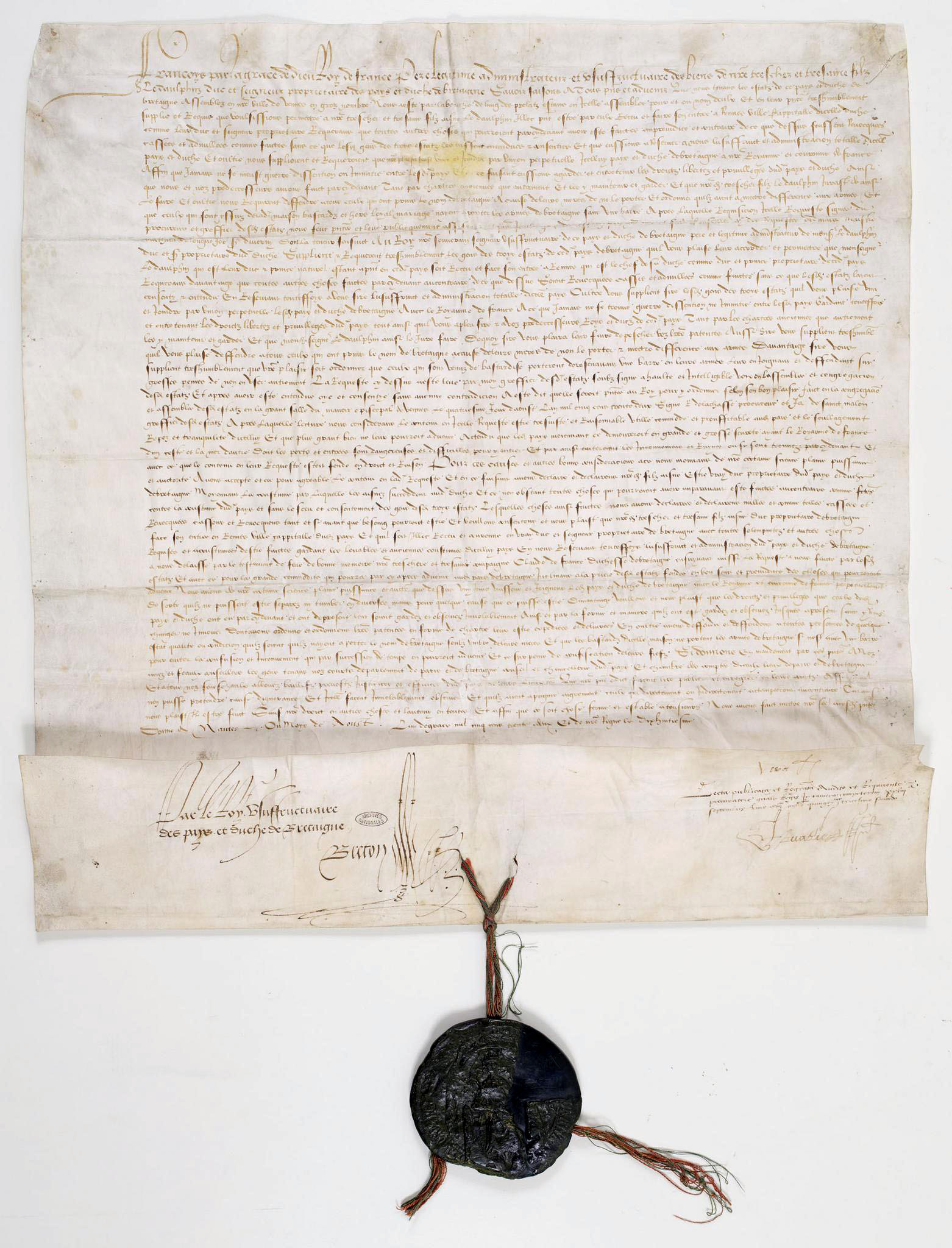
Lettres patentes proclamant la réunion perpétuelle du duché de Bretagne à la couronne de France, août 1532. Archives nationales.

La guerre avec la France reprend dès janvier 1489, mais le duché peut cette fois compter sur l'aide militaire de ses alliés : des renforts allemands débarquent à Roscoff, 6 000 Anglais à Morlaix et des troupes du comte de Salinas reprennent quelques places fortes tenues par les Français (mais Guyon du Quélennec, alors amiral de Bretagne, reste fidèle au roi, qui conserve grâce à lui Brest et la flotte bretonne).
Une nouvelle trêve est obtenue, signée en juillet de la même année à Francfort entre Charles VIII et Maximilien d'Autriche. La duchesse Anne conclut avec ce dernier un mariage en 1490 de façon à renforcer l'alliance contre la France ; ceci se traduit par une nouvelle incursion française qui débouche cette fois sur un nouveau mariage (le précédent n'ayant pas été consommé) entre Anne et Charles VIII, conclu en décembre 1491. La duchesse cède alors à son mari tous droits sur le duché. Celui-ci reconduit les privilèges dont bénéficient les Bretons en 1492, mais supprime plusieurs administrations propres au duché afin de pousser son intégration au royaume. La mort de Charles VIII en 1498 met cependant fin à ce processus et Anne recouvre certains de ses droits sur le duché. Son remariage avec le nouveau roi de France Louis XII intervient en 1499, mais cette fois les clauses du mariage préservent l'indépendance du duché.
Le royaume de France récupère les droits sur le duché dès 1514 à la suite du mariage de Claude de France, la fille héritière d'Anne de Bretagne, avec le futur roi de France François Ier. Contrairement à son prédécesseur Charles VIII, il ne procède à aucun changement institutionnel majeur en Bretagne, mais place peu à peu des hommes de confiance lors de vacances d'office. Il se ménage aussi la fidélité de la noblesse locale, permettant ainsi une prise de contrôle du duché en douceur par le roi.
L'année 1532 voit l'aboutissement de ce processus d'intégration. Les États de Bretagne réunis à Vannes adoptent le 4 août 1532 un vœu reconnaissant le dauphin comme duc, ce qui aboutit à la promulgation de l'édit d'Union le 13 août à Nantes, réunissant les deux entités, tout en garantissant les droits et privilèges de l'ancien duché « sans rien y changer ni innover ». L'édit du Plessis-Macé signé en septembre 1532 délimite les libertés fiscales, judiciaires et ecclésiastiques de la province.

## La province française

### Âge d'or desXVIeetXVIIesiècles

#### Altération du pouvoir local au profit de la royauté
À la suite de son union avec la France en 1532, la Bretagne cesse d'avoir des relations politiques directes avec des pays étrangers, mais profite de la conjoncture économique favorable pour développer le commerce maritime en exportant ses produits agricoles et manufacturés, ce qui fait d'elle « le premier peuple navigant de l'Europe du XVIe siècle » ; l'économie bretonne devient tributaire des choix royaux. La province dispose cependant de certaines libertés prévues par l'Édit d'Union et de certaines administrations propres. Les États de Bretagne, états généraux possédant certaines attributions politiques et administratives, ont alors à leur tête un gouverneur choisi par le pouvoir royal et sont composés de représentants des trois ordres globalement dominés par la noblesse. Ils se basent juridiquement sur la coutume de Bretagne qui leur garantit trois libertés fondamentales : l'absence de levée d'impôt sans accord préalable de la part des États, les charges ecclésiastiques ne peuvent échoir qu'à des Bretons et les Bretons ne sont justiciables que devant les tribunaux bretons et selon la coutume. À cette première institution s'ajoute le Parlement de Bretagne, cour de justice créée en 1554 et siégeant à partir de 1561 à Rennes. Il est constitué de seize Bretons et de seize non-Bretons auxquels s'ajoute un président non Breton. Le Parlement et les États s'opposent régulièrement au pouvoir royal, et ce dernier est souvent amené à jouer sur la rivalité entre ces deux institutions pour affirmer son autorité.

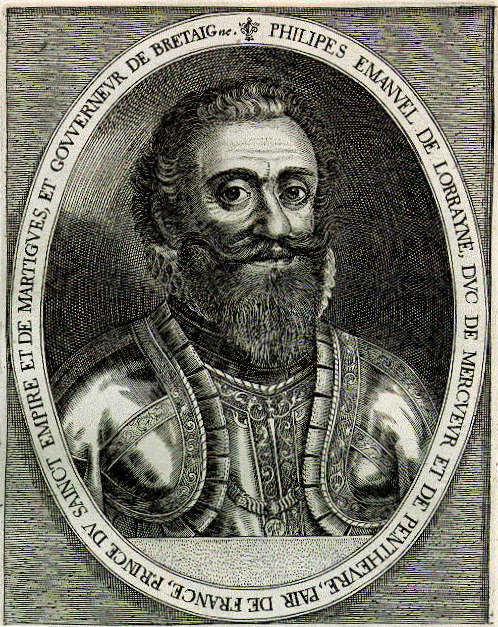
Le duc de Mercœur tente en 1589 et 1598 de se constituer une principauté autonome en Bretagne.

Les premières oppositions entre le pouvoir royal et la Bretagne sont dans un premier temps masquées par des tensions religieuses, prenant pour fond les guerres de religion qui voient l'opposition des Catholiques et des Huguenots. La Réforme a alors peu de prise dans la province en raison de son éloignement, et se concentre principalement en Haute-Bretagne dans les grands centres urbains, concernant presque exclusivement la noblesse. L'opposition au pouvoir royal d'Henri III commence lorsque celui-ci veut imposer la levée de 40 000 hommes aux villes closes en 1574, puis à créer des offices qui grèvent le budget provincial les années suivantes. L'assassinat du duc de Guise, chef de la Ligue catholique, par Henri III en 1588 cristallise cette résistance. Le duc de Mercœur, beau-frère du roi et gouverneur de Bretagne, profite de la situation pour tenter de se tailler un pouvoir propre en Bretagne en tirant profit de l'opposition locale au pouvoir royal. L'assassinat d'Henri III en 1589 déclenche le début d'une guerre de succession, l'héritier désigné, le duc de Navarre, étant protestant. En Bretagne, chaque camp fait appel à des alliés étrangers, espagnols pour les Catholiques qui s'installent à Brest, ou anglais pour les Protestants qui s'installent à Paimpol. La région est divisée. Les brigands et les jacqueries font des ravages et le duc de Mercœur ne parvient pas à asseoir son pouvoir sur la Bretagne. La conversion d'Henri IV au catholicisme, puis la signature de l'édit de Nantes en 1598, permettent de rasseoir le pouvoir royal sur la province.
Le premier quart du XVIIe siècle est marqué par les intrigues du gouverneur suivant, le duc de Vendôme, qui complote contre la régente Marie de Médicis puis contre son demi-frère le roi Louis XIII. Le duc de Vendôme ne parvient cependant pas à obtenir le soutien des notables locaux ou de la population. À la demande des États, il est démis de sa charge et son remplacement est demandé. Richelieu en profite pour se faire nommer à cette fonction, ce qui lui permet les années suivantes de saper le pouvoir provincial, d'obtenir la création de diverses charges et d'augmenter à plusieurs reprises les dons gratuits. Ce processus de centralisation s'accentue encore sous la régence d'Anne d'Autriche.

#### Prospérité économique
Dans le domaine maritime, la Bretagne connaît une évolution de ses activités. Le roulage est florissant jusqu'au milieu du XVIe siècle avant de connaître un déclin. En effet, pendant la guerre de la Ligue, la plupart des ports bretons, à l'exception de Brest, prennent parti pour les Catholiques ; leurs convois deviennent la cible des corsaires anglais ou rochelais. Cette activité reprend modérément une fois la paix revenue en 1598, mais doit faire face à de nouvelles limitations. Sur le plan technique, les ports bretons, nombreux mais de taille modeste, sont handicapés par la hausse du tonnage des navires. Politiquement, la fin de l'indépendance empêche les Bretons d'envoyer des ambassadeurs à l'étranger pour défendre leurs intérêts, et la politique française tournée vers la guerre est un frein au commerce. Enfin, humainement, les Bretons se limitent aux métiers de marins peu rémunérateurs sans pour autant devenir des marchands, limitant l'entrée de richesses dans la région. Dans le même temps, le cabotage, qui prend le pas sur le roulage, va connaître un pic d'activité vers 1670 avant de subir à son tour le déclin.
La physionomie du littoral se modifie également : alors qu'au milieu du XVIe siècle on compte environ 130 ports répartis sur l'ensemble du littoral, le XVIIe siècle voit une contraction des activités sur des ports de taille moyenne comme Audierne ou Pénerf et surtout vers les trois grands ports de l'époque que sont Morlaix (et ses avant-ports de Saint-Pol-de-Léon et de Roscoff), Nantes et Saint-Malo.
L'ingérence encore limitée de l'autorité royale, qui permet aux Bretons de gérer au mieux de leurs intérêts leur propre économie, et le commerce maritime florissant, permettent à la balance commerciale bretonne d'être largement positive pendant ces deux siècles. Les exportations concernent des produits comme les céréales (notamment le Trégor et la côte sud allant de l'embouchure de la Vilaine à celle de la Laïta) vers la péninsule Ibérique et surtout les toiles de lin et de chanvre dont la valeur à l'exportation va jusqu'à atteindre 9 à 10 millions de livres dans les années 1690 dans le Trégor, le Léon ou le pays de Saint-Malo. Enfin, la position de la Bretagne à mi-chemin entre le nord et le sud de l'Europe lui permet de facilement redéployer ses activités en fonction de la conjoncture, profitant au XVIe siècle de la prospérité espagnole, puis au siècle suivant de celles de la Hollande et de l'Angleterre.

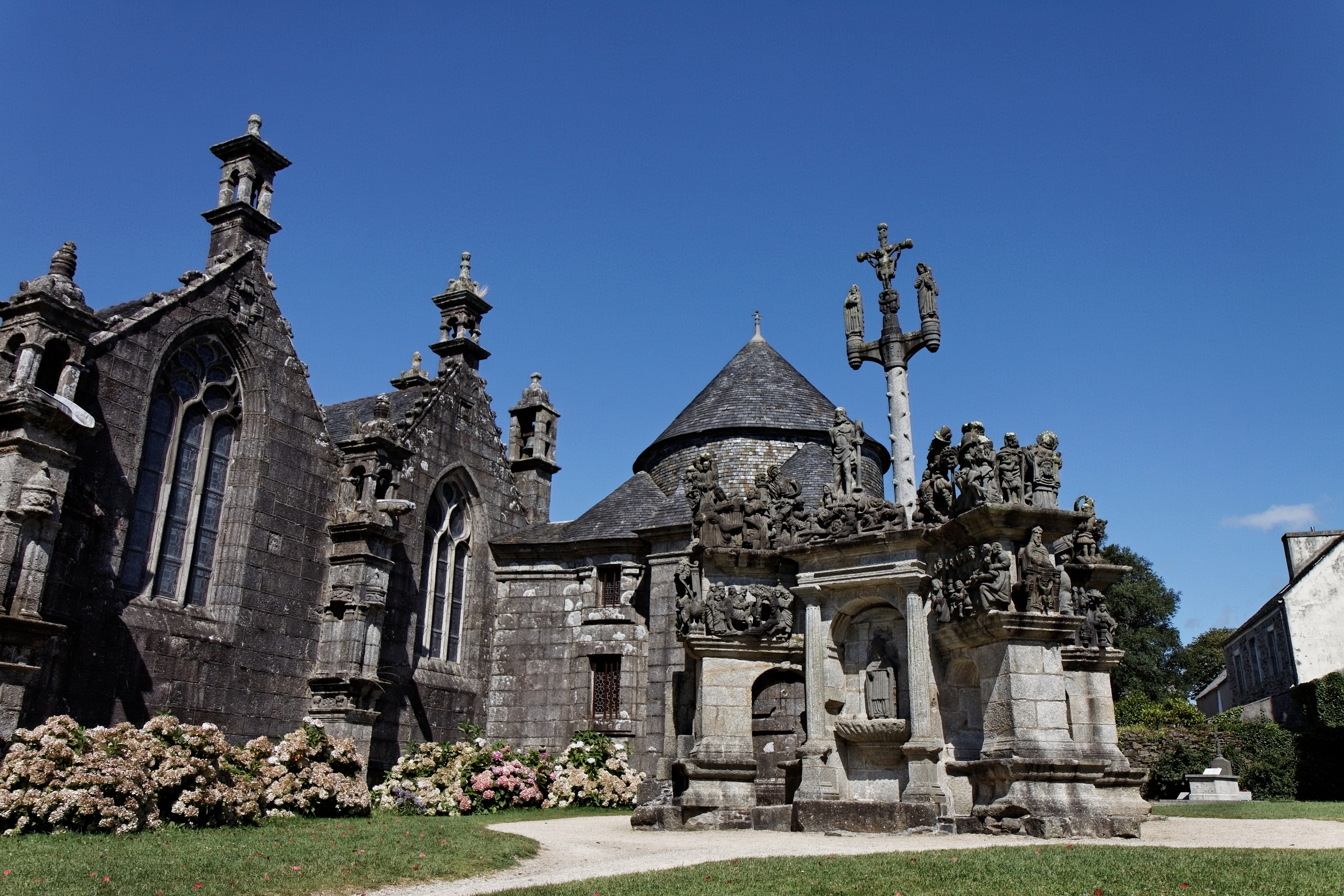
L'Enclos paroissial de Guimiliau, expression artistique permis par l'enrichissement de la province à l'époque.

Cette prospérité économique draine une quantité importante de matériaux précieux en Bretagne. Ainsi entre 1581 et 1590, l'hôtel de la Monnaie de Rennes est le premier de France, loin devant celui de Paris. Entre 1551 à 1610 les hôtels de Rennes et de Nantes frappent à eux deux 35 % de l'argent français ; cette proportion tombe cependant à 16 % pour la période 1610-1680, une partie de la production étant centralisée à Paris. Cet enrichissement permet le développement des arts et un accroissement significatif de la construction de châteaux seigneuriaux et de grandes demeures de marchands. L'enrichissement des juloded permet par ailleurs la construction de nombreuses églises richement décorées et d'enclos paroissiaux, particulièrement en basse-Bretagne. Cette prospérité est aussi à l'origine de l'introduction de styles artistiques étrangers dans la région. Les artistes de la marine royale travaillant à l'arsenal de Brest et formés au classicisme sont ainsi amenés à travailler pour des paroisses du Léon et de Cornouaille.

#### Essor démographique fort et évolutions sociétales

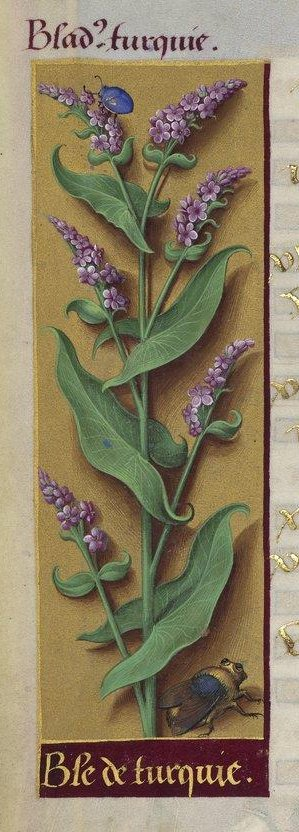
Représentation du blé noir dans Les Grandes Heures d'Anne de Bretagne, BNF, vers 1503-1508.

Dans le domaine de l'agriculture, peu d'évolutions techniques sont notables à cette époque. En dehors de la ceinture dorée qui bénéficie d'engrais marins comme le maërl, le goémon ou le varech, les terres siliceuses favorisent l'élevage par rapport aux cultures. De plus, des techniques largement répandues comme l'étrépage ou l'écobuage tendent à appauvrir les sols. Le froment est cultivé en majorité le long des côtes nord et sud, alors que le seigle, plus adapté aux sols pauvres, est cultivé dans l'intérieur des terres. L'arrivée de la culture du sarrasin au début du XVIe siècle va changer la donne, celui-ci s'adaptant très bien aux sols pauvres de l'intérieur tout en présentant des rendements très importants pour l'époque. Cela permet de réserver les sols riches à des céréales plus nobles destinées aux exportations. L'élevage, principalement bovin, est aussi particulièrement développé comparé au reste du royaume, ce qui permet une économie rurale plus diversifiée et permettant de compenser les mauvaises récoltes qui, dans d'autres régions, causent des crises démographiques.

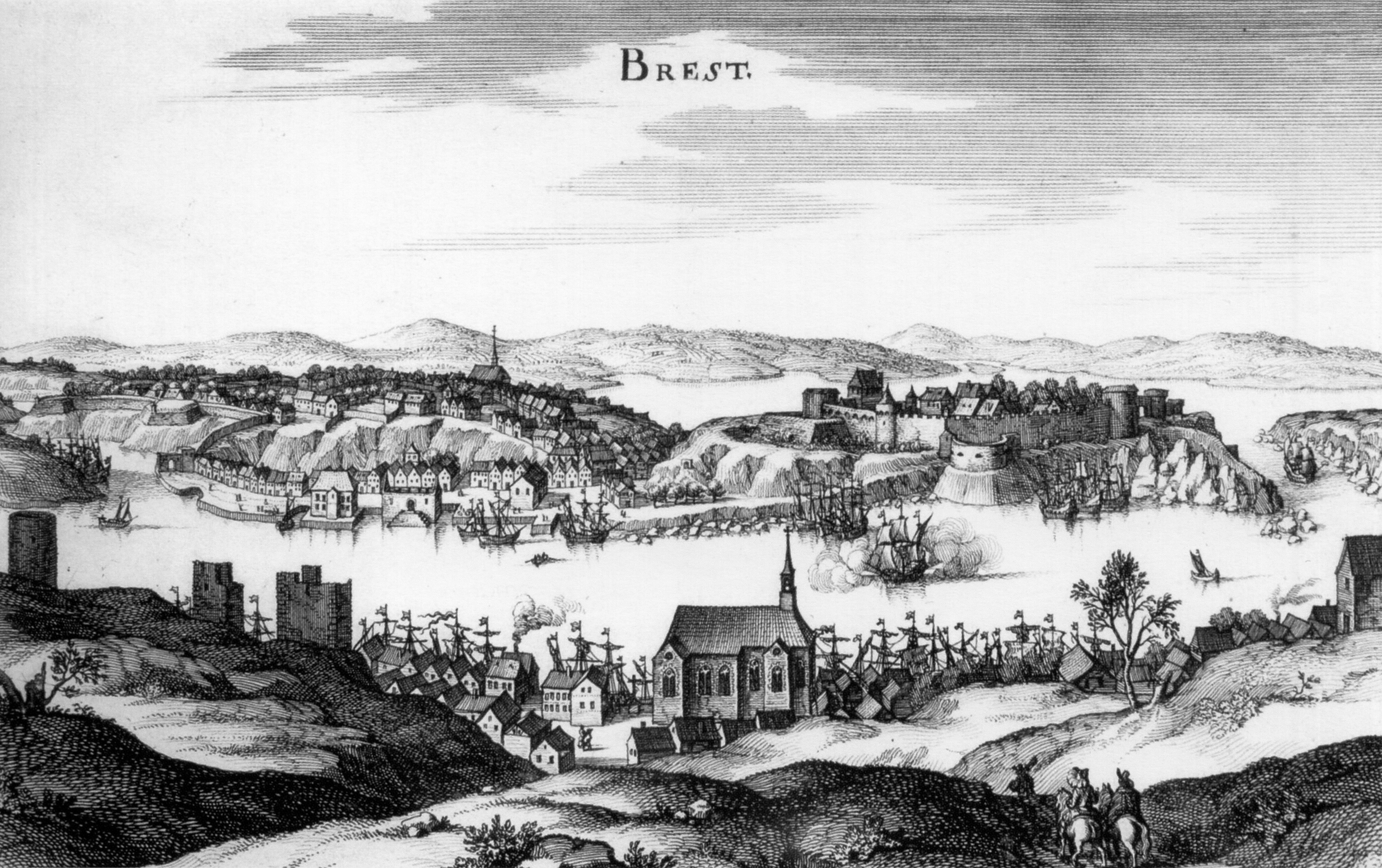
Brest s'affirme comme un port majeur à partir de la fin du XVII. Gravure de Matthäus Merian, vers 1630-1640.

Sur le plan démographique, la Bretagne se singularise du reste de la France. Alors qu'au XVIe siècle une forte hausse puis un ralentissement démographique sont enregistrés partout ailleurs, la population bretonne connaît une nouvelle dynamique de hausse après la fin de ce siècle, pour atteindre un maximum vers 1670-1680. La région connaît alors une densité de population du même ordre que les régions européennes les plus développées comme l'Italie du nord ou les Pays-Bas. Cette croissance touche cependant différemment les zones rurales et urbaines : dans ces dernières la hausse est plus forte, surtout dans les zones côtières. Entre la fin du XVe siècle et la fin du XVIe siècle, Nantes passe ainsi de 14 000 à 25 000 habitants et Saint-Malo de 4 000-5 000 à 10 000-11 000 habitants. D'autres villes comme Vannes, Quimper, Morlaix ou Saint-Brieuc connaissent elles aussi une progression démographique, sans pour autant atteindre le seuil des 10 000 habitants. Les campagnes doivent, elles, compter avec un exode rural dû à l'attractivité des villes, mais aussi avec des crises comme la guerre de la Ligue à la fin du XVIe siècle qui y réduit fortement le nombre de baptêmes. Vers la fin du XVIIe siècle, la population de la province atteint les 2 millions d'habitants, contre 1,3 à 1,5 million à la fin du XVe siècle, soit 10 % de la population du royaume. À la même époque, Nantes compte 40 000 habitants, Saint-Malo 25 000 et Rennes entre 15 et 20 000 habitants. La fin du roulage pénalise de petits ports comme Le Croisic, Le Conquet, ou Roscoff, alors que d'autres ports bénéficient d'importants développements guidés par des investissements extérieurs : Brest sous l'action de Colbert, qui décide d'en faire un port militaire de premier ordre, passe de 2 000 habitants en 1661 à 15 000 habitants au début du XVIIIe siècle ; Lorient, créée ex nihilo en 1666 par la Compagnie française pour le commerce des Indes orientales, compte 6 000 habitants en 1702. L'évolution de la population rurale est plus irrégulière et les dynamiques varient d'un pays à l'autre.
La religion catholique connaît un regain de vitalité à l'époque et influence grandement certaines formes artistiques. La province compte environ un prêtre pour cent cinquante habitants, mais le haut clergé est caractérisé par son absentéisme. Les missions lancées à la suite du concile de Trente permettent de nombreuses conversions et sont à l'origine de l'usage des taolennoù pour enseigner la religion à des Bretons encore grandement illettrés. Un important répertoire de cantiques se constitue à partir du début du XVIIe siècle en empruntant des airs et des paroles de gwerzioù. Une forme de syncrétisme est aussi perceptible à l'époque, avec l'utilisation de la figure de l'Ankou par des missionnaires et son entrée dans la décoration des églises, mais aussi avec la christianisation de monuments païens comme le Menhir de Saint-Uzec.

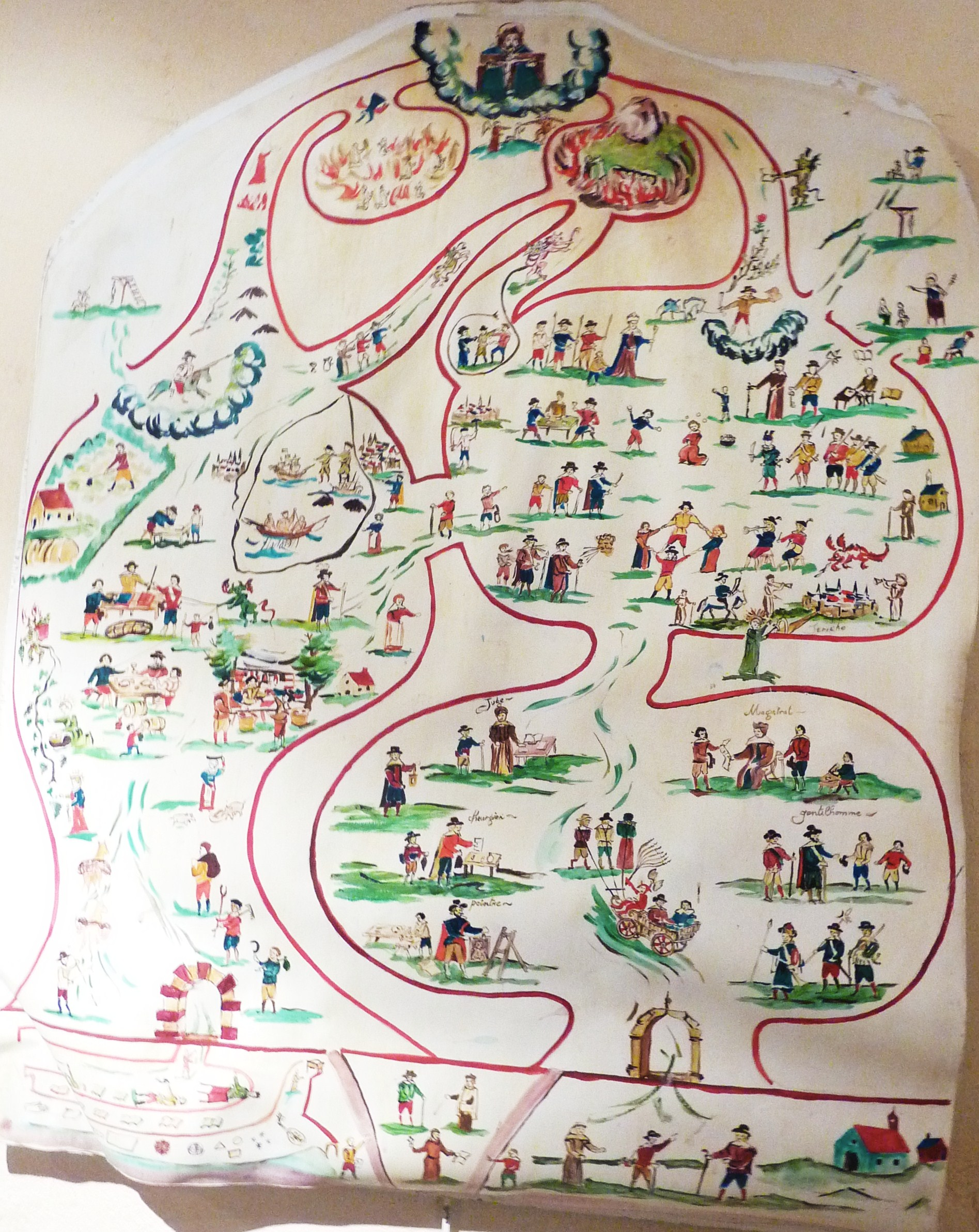
Taolenn utilisé par Michel Le Nobletz au XVIIe siècle.
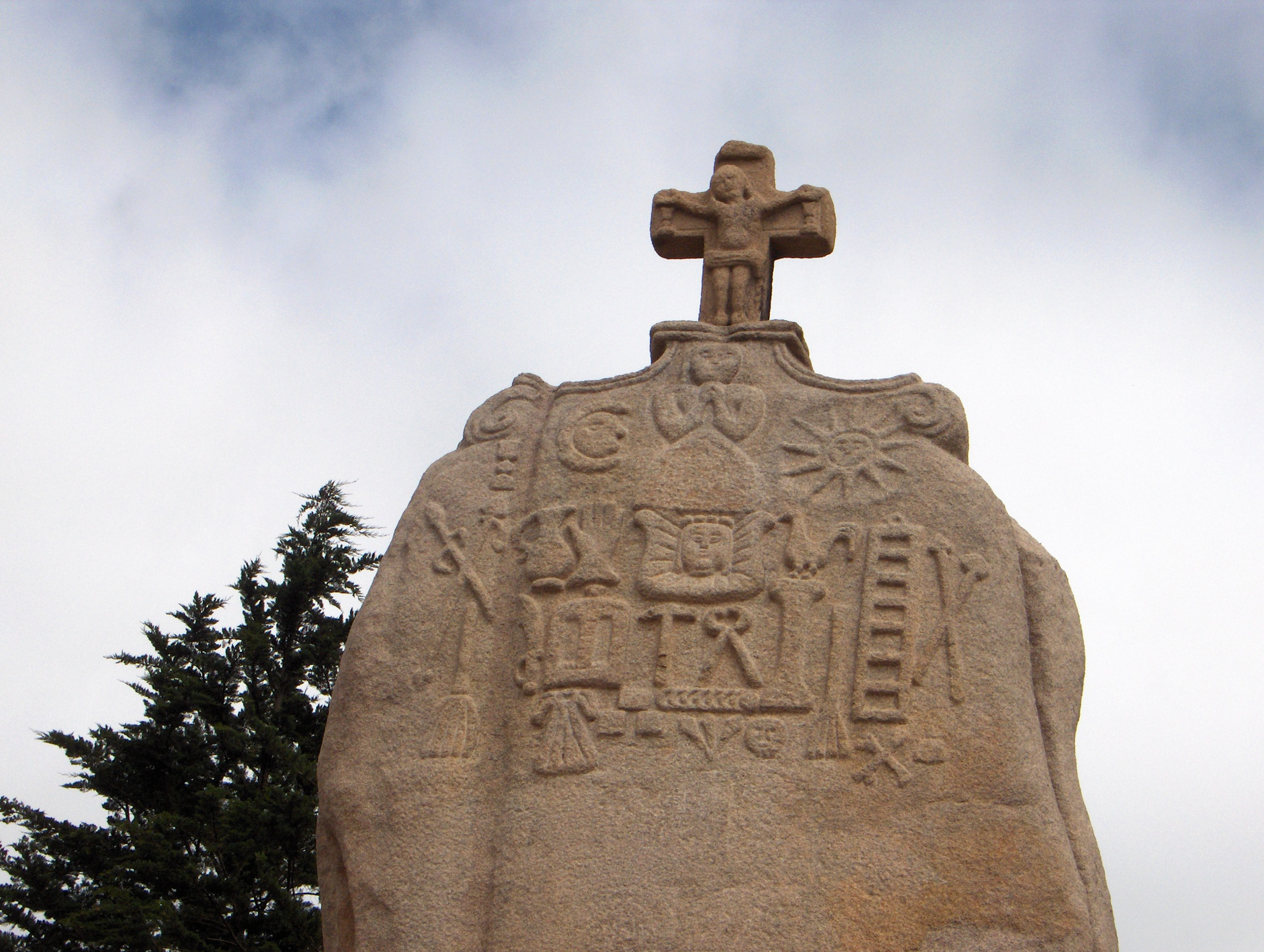
Menhir de Saint-Uzec christianisé.
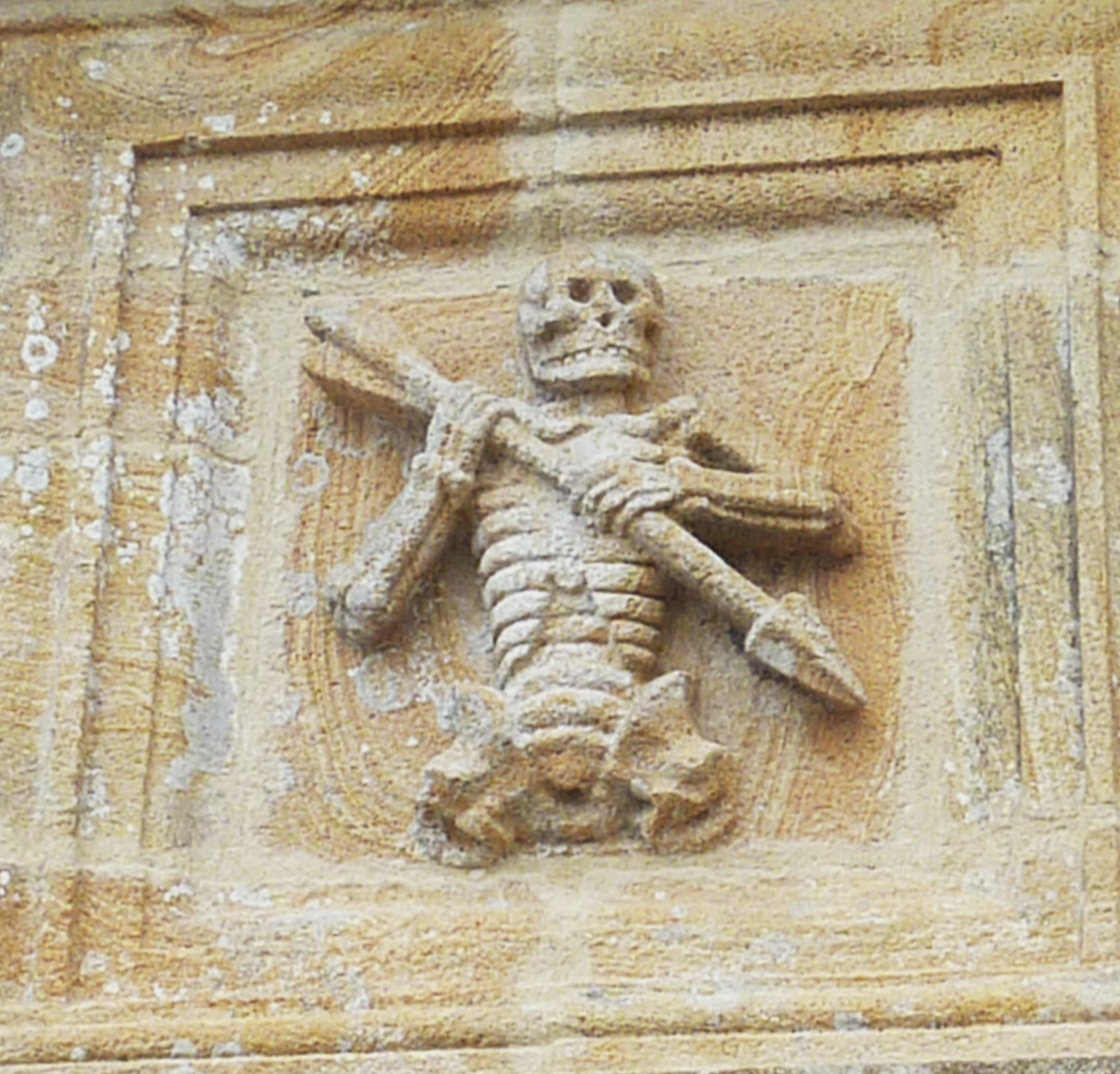
Ankou présente sur l'ossuaire de Ploudiry.
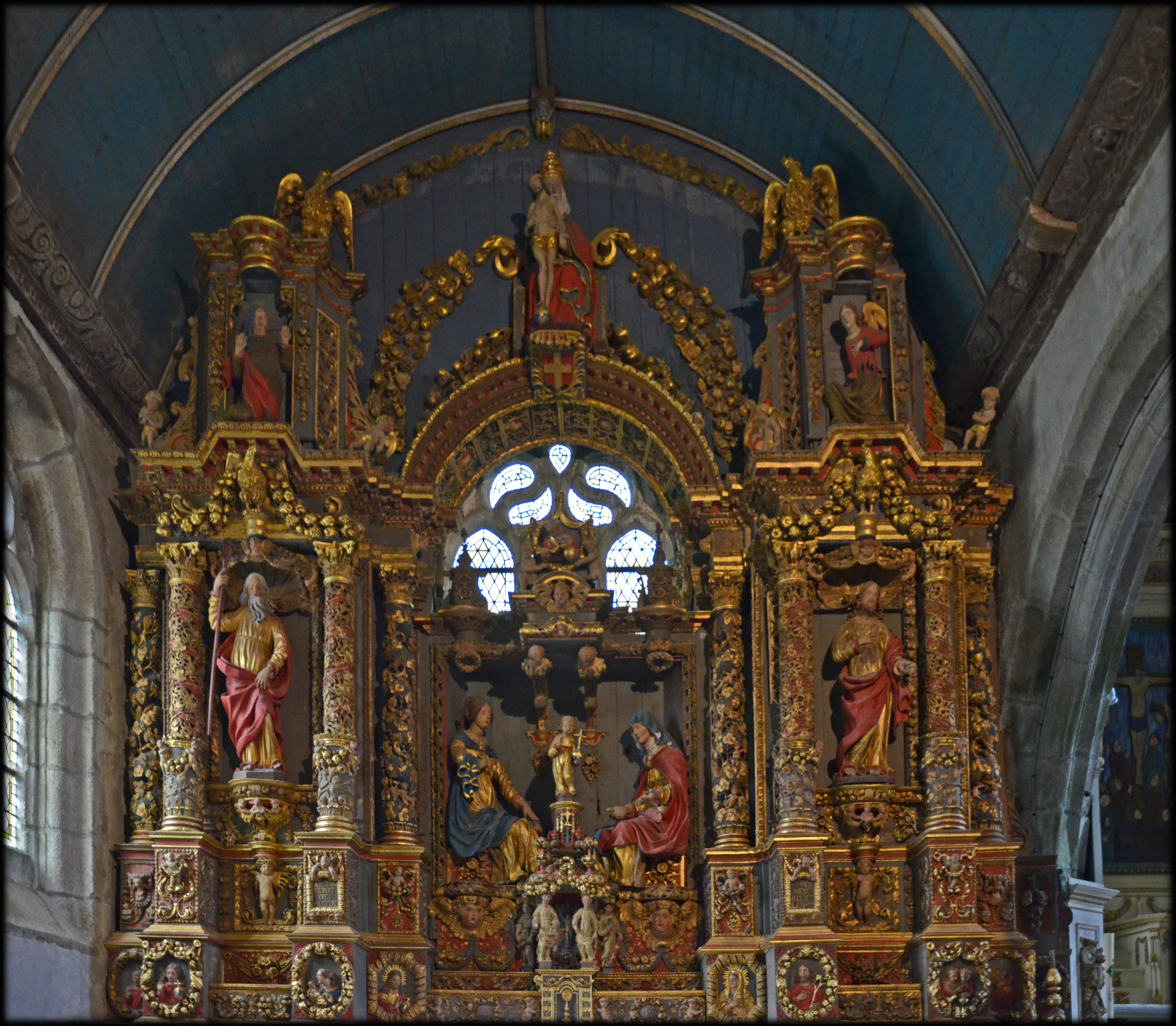
Retable richement décoré de l'église de Commana.

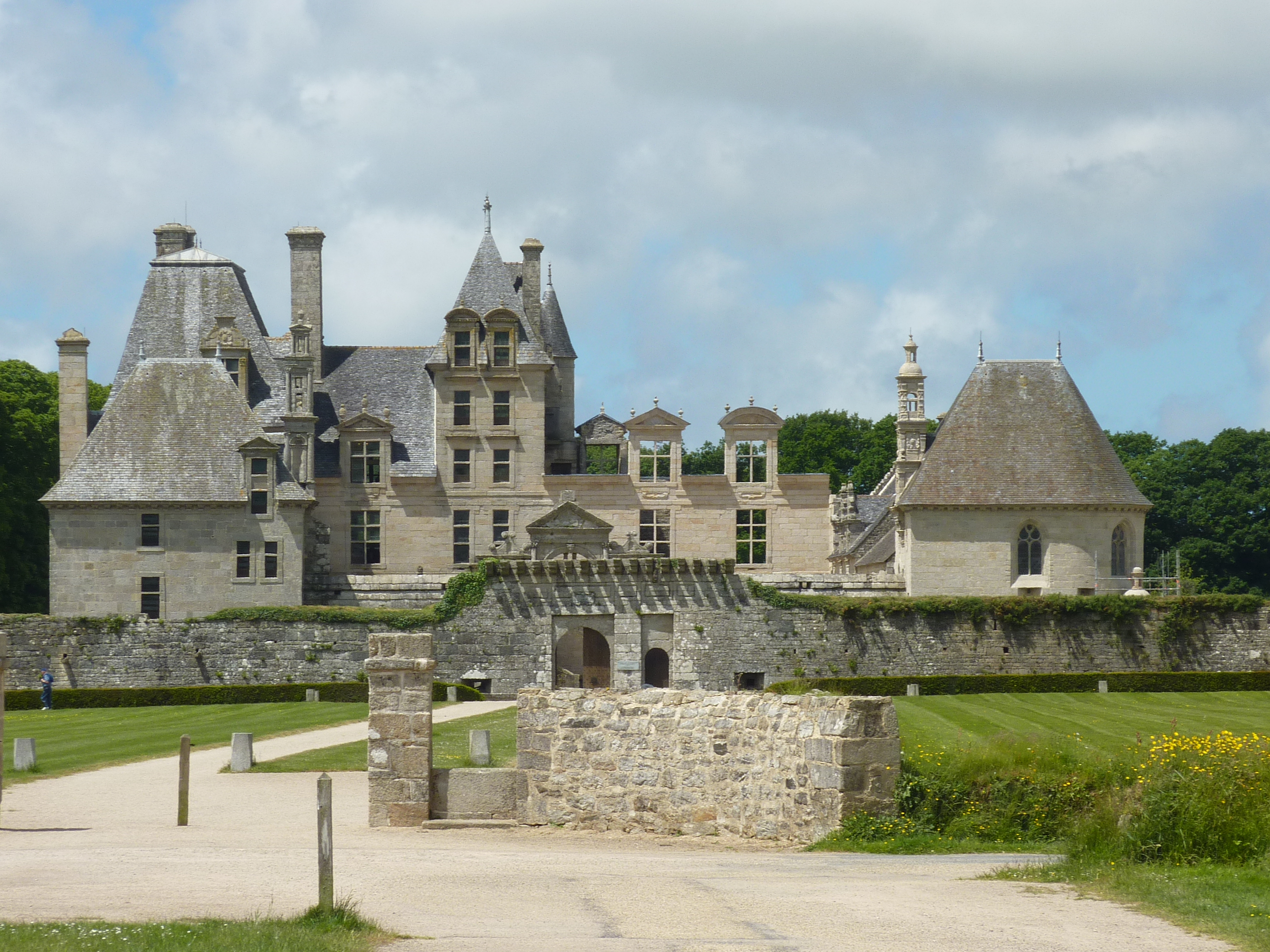
Le château de Kerjean, construit à la fin du XVI, est représentatif de l'architecture Renaissance en Bretagne.

Sur le plan culturel, il existe une littérature en langue française, sous l'influence grandissante d'éléments extérieurs à la province, et traitant de sujets profanes ou religieux. La production en langue bretonne existe également mais se fait à l'oral ; les contes et chansons populaires sont connus grâce aux collecteurs d'airs du XIXe siècle, mais la datation pose encore des questions. Sur le plan architectural, les styles gothique et Renaissance cohabitent. C'est d'abord dans la création de vitraux que le style Renaissance commence à percer, avant de s'imposer plus tard aux sculptures puis à l'architecture. Les résidences seigneuriales et celles de riches marchands marquent ces évolutions : les décors d'inspiration antique s'imposent à partir du XVIIe siècle ; les cours et enceintes sont détruites au profit de terrasses et de jardins à la française. Les maisons à pans de bois sont progressivement remplacées par des maisons et hôtels en pierres comme à Saint-Malo, Locronan, Roscoff, ou Rochefort-en-Terre.

### Difficultés de la fin duXVIIeà la Révolution

#### Affirmation puis érosion de l'absolutisme royal en Bretagne
À partir du règne de Louis XIV, la politique bretonne est marquée par une intervention croissante de l'État allant de pair avec la mise en place d'un absolutisme qui tend à placer toutes les provinces françaises sous l'autorité du gouvernement, mais aussi par les évolutions stratégiques nationales. Le tandem Louis XIV-Colbert va chercher à réduire le poids politique des États afin d'obtenir le financement des guerres menées par la royauté. Malgré l'aide du frère de Colbert, Charles Colbert de Croissy, commissaire du roi aux États de Bretagne, cette politique entraine une résistance des trois ordres : les nobles craignent qu'elle ne nuise à leurs privilèges, les catégories populaires qu'elle ne nuise aux avantages fiscaux de la province et la bourgeoisie se sent menacée sur ces deux points. L'opposition reste cependant divisée.

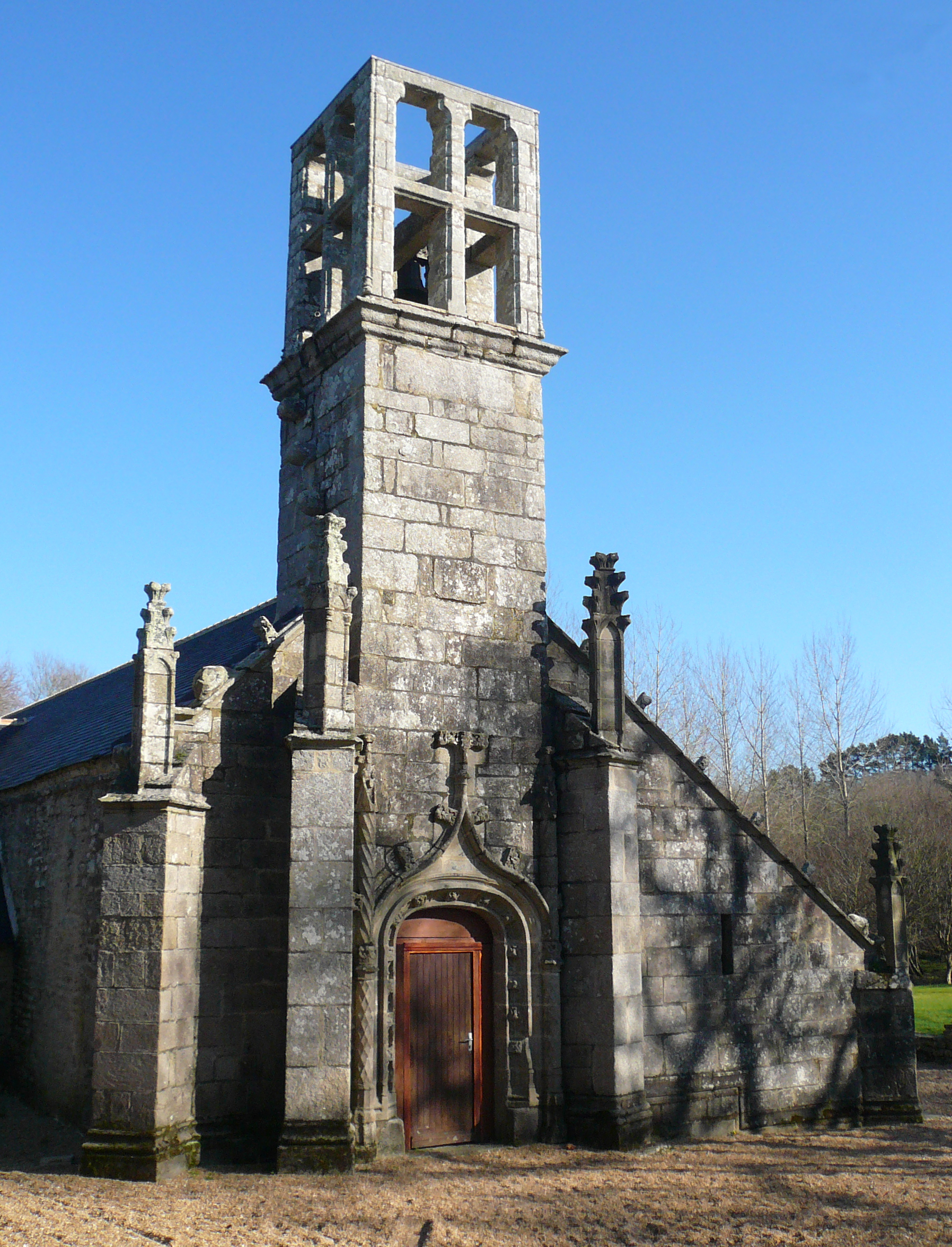
Clocher décapité à Lanvern, conséquence de la révolte des Bonnets rouges.

Cette résistance va connaître un pic avec la révolte des Bonnets rouges en 1675. Alors que la Guerre de Hollande débutée en 1672 s'avère plus longue et coûteuse que prévu, des mesures fiscales touchant nobles et paysans sont prises pour faire rentrer de l'argent dans les caisses royales. Les États de Bretagne, où domine la noblesse, tentent en 1674 de racheter avec des dons gratuits les édits royaux à l'origine de ces taxes, mais ceux-ci sont rétablis dès l'année suivante sans qu'ils ne soient consultés. Des troubles éclatent alors un peu partout en Bretagne, menés par certains parlementaires mais aussi par des Bretons plus modestes. Le duc de Chaulnes, gouverneur de la province, ne parvient pas à faire revenir le calme et les troupes royales doivent intervenir. Politiquement, la répression se fait à différents niveaux : le parlement de Bretagne quitte Rennes pour Vannes où il est exilé de 1675 à 1690 ; le gouverneur est secondé puis remplacé par une intendance qui est mise en place en 1689 ; et en guise de représailles, les clochers sont abattus dans les villages où le soulèvement a été le plus fort. Les États de Bretagne ne sont par la suite plus capables de s'opposer à la mise en place de nouveaux impôts : la capitation est instaurée en 1694, le dixième instauré en 1710 est remplacé par le vingtième en 1749 et 1756. La répartition de ces impôts reste cependant fixée par les États, qui en font retomber la plupart sur le monde paysan.
Sur le plan économique, la région doit aussi subir les conséquences de la politique royale : le protectionnisme mis en place par Colbert entraine la mise en place d'une politique similaire en Angleterre, ce qui coupe les débouchés bretons pour plusieurs produits comme les toiles. Le trafic des grands ports et le cabotage sont aussi touchés lors des guerres contre l'Angleterre, cette dernière ayant la maitrise des mers. Ce mécontentement contre la fiscalité est à l'origine de la conspiration de Pontcallec entre 1718 et 1720, soutenue par la petite noblesse mais pas par la population.
La mort de Louis XIV en 1715 entraine le début d'une ère de reconquête de pouvoir du côté breton. Ne pouvant s'opposer efficacement à la mise en place d'impôts nouveaux, les États parviennent cependant à les conditionner à l'obtention de droits nouveaux, ce qui procure à la Bretagne des avantages administratifs et financiers inédits dans le royaume. Cette politique de marchandage devient particulièrement intense à partir de 1750 et culmine avec « l'affaire de Bretagne » qui voit s'opposer de 1760 à 1774 un Parlement mené par La Chalotais et le duc d'Aiguillon, commandant en chef de Bretagne. Ce dernier doit finalement se retirer en 1768, au profit du Parlement. Localement les États connaissent cependant une division grandissante entre la noblesse et le Tiers état, marquée surtout après 1776 et qui préfigure la journée des bricoles de 1789.

#### Contractions et reconversions économiques

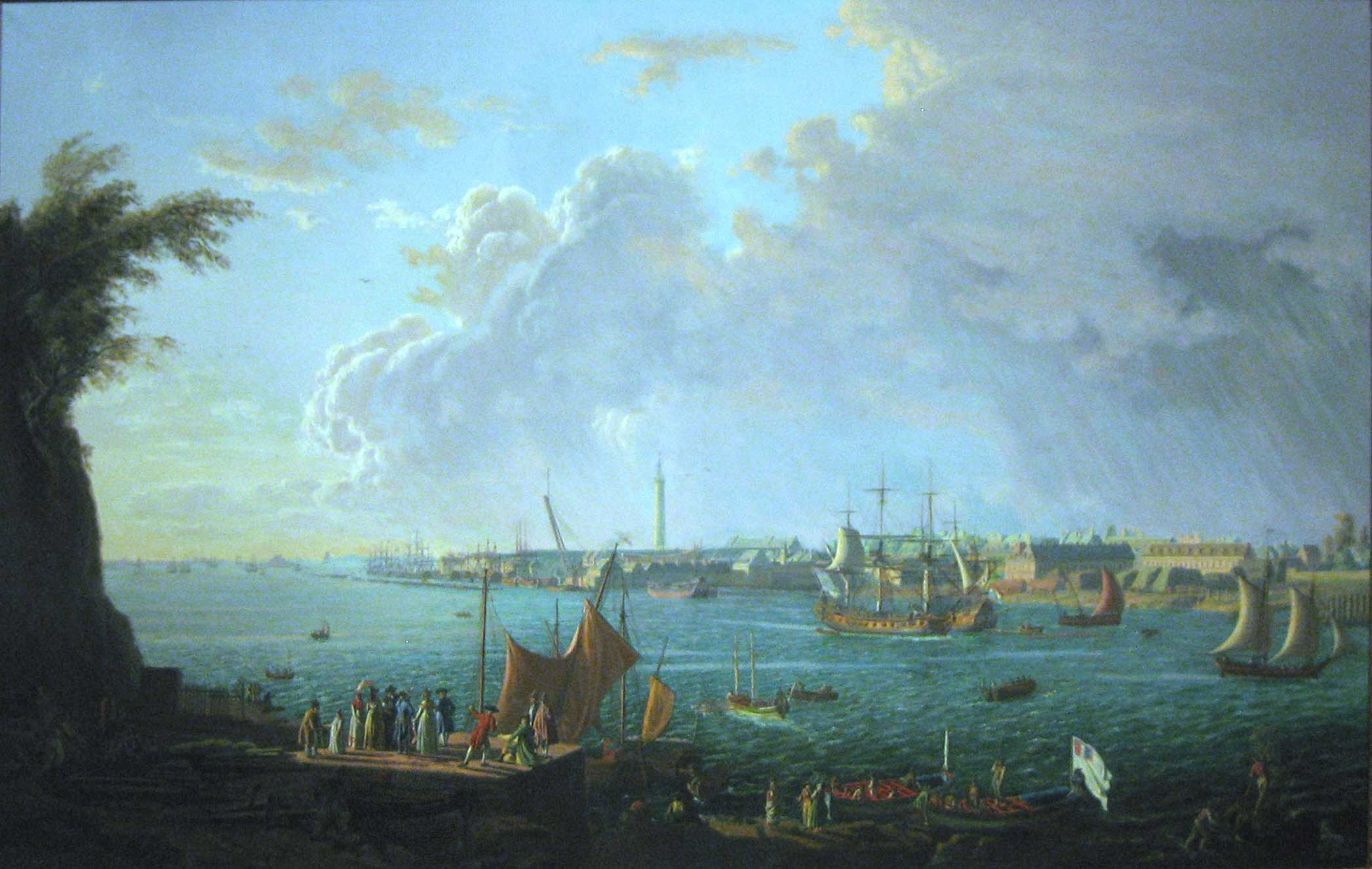
Créé en 1666, Lorient se hisse dès le XVIII parmi les premiers ports bretons. D'après Jean-François Hue, 1792.

Dans le domaine maritime, la Bretagne conserve sa place au niveau français. La flotte bretonne représente en tonnage 25 % de celle du royaume et 35 % en termes de construction navale sur la période 1762-1785. Sur le plan commercial, Lorient nouvellement créé se hisse dans un trio de tête composé par ailleurs de Nantes et de Saint-Malo, alors que les petits ports restent aussi nombreux. Morlaix tombe en décadence après plusieurs échecs d'expéditions commerciales vers Terre-Neuve ou l'Amérique du Sud. Globalement, un phénomène de concentration est perceptible, rendu nécessaire par la hausse des capitaux nécessaires pour se lancer dans des opérations commerciales de plus grandes ampleurs. Nantes, favorisé par son éloignement en cas de guerre et par un arrière-pays favorisant ses débouchés, se hisse à la seconde place française derrière Bordeaux. Le port est aussi le premier port négrier de France, les navires nantais ayant transporté entre 310 000 et 350 000 esclaves au cours du XVIIIe siècle, sur un total d'environ 400 000 pour l'ensemble des ports bretons. La pêche connaît aussi des évolutions notables : la pêche à la morue connaît le même phénomène de concentration des capitaux que le commerce, privilégiant Saint-Malo ainsi que la baie de Saint-Brieuc ; la pêche à la sardine se développe principalement sur la côte sud, du Conquet au Croisic et particulièrement à Douarnenez, Concarneau et Belle-Île-en-Mer.

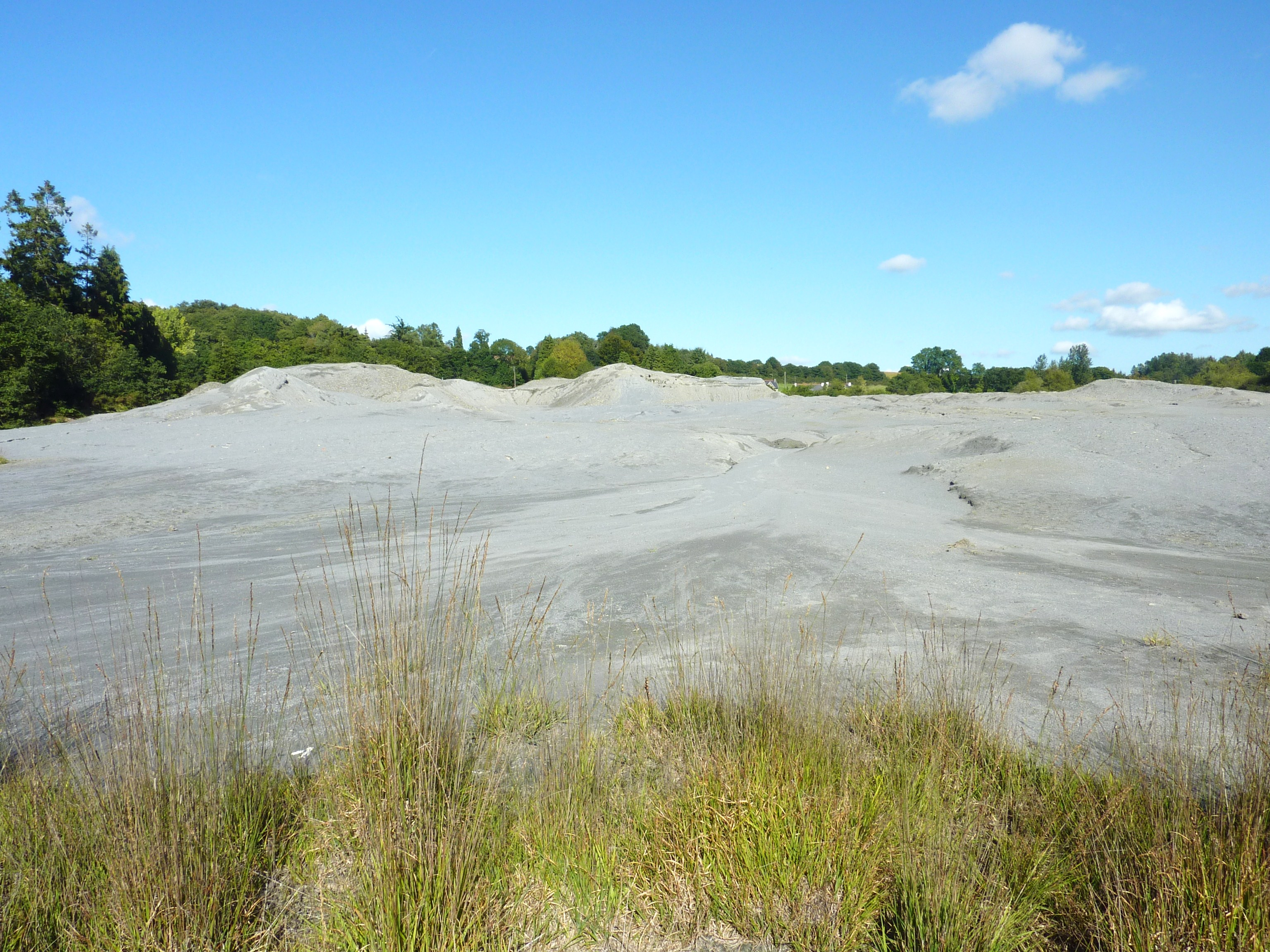
Terril de l'ancienne mine de plomb argentifère de Poullaouen.

Dans le domaine industriel, la Bretagne reste tournée essentiellement vers la production de toiles, tout en connaissant un certain développement de son industrie minière. Son industrie textile doit cependant composer avec les guerres et la perte consécutive de son débouché anglais. L'industrie drapière concentrée autour de Josselin, Ploërmel et Malestroit triple en valeur entre 1733 et 1778 en écoulant sa production grossière auprès des paysans locaux. Les régions productrices de toiles de lin grossières comme Morlaix et Landerneau, dont les clients étaient anglais, tentent d'écouler leurs productions en Espagne, mais sans parvenir au XVIIIe siècle à atteindre la moitié de la production atteinte au XVIIe siècle. À l'opposé, des toiles de meilleure qualité produites dans l'arrière-pays de Saint-Brieuc parviennent à s'écouler davantage, principalement en Amérique du Sud grâce à la mise en exploitation dans ces régions de mines d'or et d'argent. Cependant, cette région ne voit pas l'apparition de riches marchands comme les juloded du Léon du siècle précédent et subit les effets de la guerre d'indépendance des États-Unis à partir de 1775. Les toiles de chanvre, concentrées dans une région allant de Saint-Malo à Vitré, trouvent un nouveau débouché en Afrique et dans les Antilles et leur valeur double entre 1751 et 1775. Nantes connaît aussi le développement de cotonnades et de toiles peintes, autorisées en France à partir de 1759. La région produit au moment de la révolution 120 000 pièces par an, contre 180 000 pour Paris. Dans le domaine minier, les mines de plomb argentifère de Pontpéan et de Poullaouen assurent un sixième des besoins en plomb du pays et représentent 0.4 % de la production mondiale d'argent. La région ne bénéficie cependant pas de ces exploitations, car les capitaux étant principalement détenus par des Parisiens, les bénéfices ne restent pas en Bretagne. Les cadres comme les techniciens étrangers sont en outre à l'origine de réactions xénophobes dans la population.
L'agriculture progresse en France, mais la Bretagne reste à l’écart de ces évolutions. La noblesse bretonne n'a en effet pas cherché à introduire de nouvelles méthodes coûteuses, préférant augmenter ses revenus par la hausse de ses droits seigneuriaux, et l’apport d'engrais marin à l'intérieur des terres est contrarié par le médiocre réseau de transport de l'époque. Les céréales conservent une place importante, sans pour autant connaître de gains de productivité. La population de la province continuant d'augmenter, il en résulte une hausse des prix, plus importante au XVIIIe siècle en Bretagne que dans le reste de la France du nord. Les cultures maraîchères connaissent, elles, une progression dans la ceinture dorée ainsi que qu'autour de Nantes et de Rennes. Dans la seconde moitié du XVIIIe siècle, le pommier à cidre se popularise de plus en plus vers l'ouest de la Bretagne et le cidre tend à remplacer presque complètement les vins parmi les boissons paysannes. Parallèlement, la vigne se replie autour de la région de Nantes. L'élevage des chevaux se développe de façon importante, surtout dans le Léon, de même que celui des moutons de pré salé dans la baie du mont Saint-Michel.

#### Une société en évolution et des centres urbains en mutation
La population évolue plus faiblement au XVIIIe siècle, connaissant une hausse de 10 % entre 1680-1690 et 1789 contre 30 % pour la population française dans le même temps. En Bretagne, la population passe ainsi de 2 millions à 2,2 millions d'habitants sur cette période, après avoir connu un pic à 2,3 millions d'habitants en 1770. La région connaît deux crises démographiques pendant cette période, en 1693-1694 et en 1741-1743, mais aussi à partir de 1760 à cause d'un solde naturel négatif. La baisse du niveau de vie des couches populaires les rend plus exposées aux mauvaises récoltes et aux épidémies qui se développent sur cette période. La variole, le typhus, la typhoïde ou la dysenterie touchent aussi ponctuellement la région, parfois introduites par les équipages de navires revenant de l'étranger. Le faible essor démographique est absorbé par les villes. À l'exception de Saint-Malo, qui passe de 25 000 habitants à 15 000 entre 1690 et 1750, les autres villes voient leur population augmenter : Nantes compte entre 80 000 et 90 000 habitants en 1789, Rennes entre 40 000 et 45 000, Brest environ 40 000 et Lorient entre 20 000 et 25 000 habitants.
Le monde urbain se métamorphose sous l'action combinée des guerres maritimes que se livrent la France et l'Angleterre de 1688 à 1815, et des fortunes du commerce. La région connaît une quarantaine d'incursions anglaises sur ses côtes entre 1683 et 1783. À partir de la fin du XVIIe siècle, les ouvrages défensifs se multiplient autour des principaux ports. Les abords de Brest, visés en 1694 par un débarquement à Camaret et de Saint-Malo sont fortifiés en premier ; le sud de la Bretagne suit au XVIIIe siècle à la suite du siège de Lorient en 1746. Le quai de la Fosse à Nantes voit s'installer les hôtels particuliers des riches négociants, Rennes est reconstruite après avoir été ravagée par un incendie en 1720, Brest concentre la moitié de l'activité de construction navale militaire française et Lorient continue son essor. Le mouvement préromantique est perceptible par la construction de folies dans les campagnes environnant les principales villes. Le brassage de population y est assez important, des familles non-bretonnes, notamment venant d'Irlande, de Normandie, ou de Bayonne, venant s'implanter pour le haut commerce. Ces brassages sont moins importants dans les villes plus petites comme Saint-Malo ou Morlaix. Le monde rural reste pour sa part dominé par les pouvoirs seigneuriaux. L'exploitation des paysans par la noblesse s'accentue, ainsi les usurpations comme les impôts augmentent.

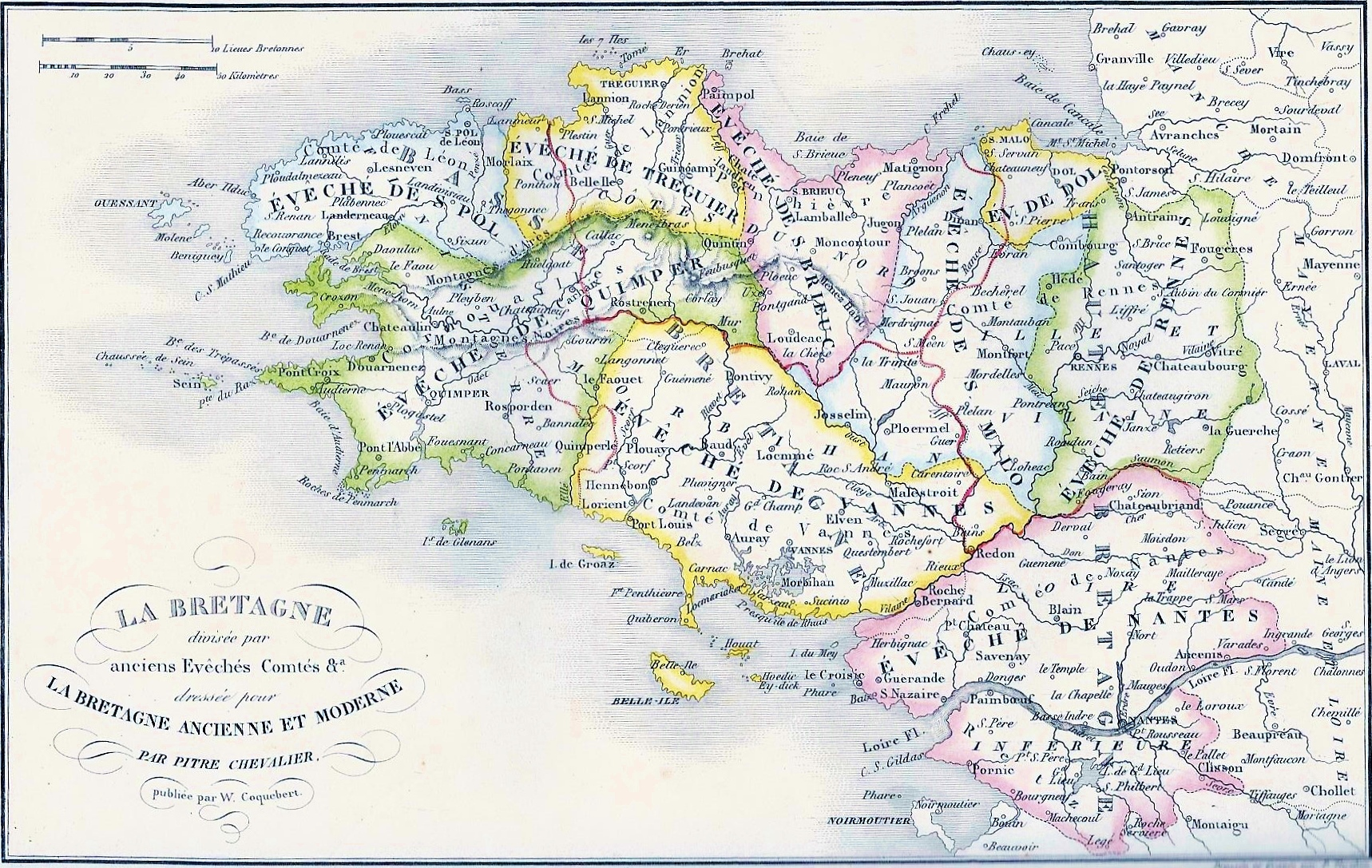
Carte des évêchés bretons d'Ancien Régime (par Pitre-Chevalier dans "La Bretagne ancienne et moderne", 1844).

L'enseignement secondaire, réservé à une minorité majoritairement issue de la moyenne bourgeoisie, est dominé d'une part, par les jésuites qui, depuis le siècle précédent et jusqu'en 1763, gèrent trois collèges à Quimper, Vannes et Rennes, et d'autre part, par les oratoriens qui gèrent celui de Nantes. L'université de Nantes est amputée en 1735 de sa faculté de droit qui est transférée à Rennes afin d'être plus proche du Parlement de Bretagne. Un total d'environ 20 000 personnes a, à l'époque, accès aux livres et aux nouveautés des Lumières, soit 1 % de la population de la région. Rennes et Brest sont les deux principaux foyers intellectuels de l'époque, les échanges ayant lieu dans des chambres de lecture ou des loges maçonniques. La publication d'ouvrages de plus en plus engagés oblige à partir de 1743 à accentuer le contrôle des libraires et des imprimeurs ; entre 1778 et 1780, 177 000 imprimés (200 titres) sont saisis. En juillet 1784 le premier hebdomadaire breton, « L'Affiche de Rennes », commence à être publié. Sur le plan linguistique, la zone bretonnante tend à se contracter à l'ouest d'une ligne allant de Saint-Nazaire à Saint-Brieuc et passant par Josselin et Loudéac. Elle regroupe environ 42 % de la population provinciale, soit environ un million de locuteurs. En dehors des deux foyers de francisation que sont Brest et Lorient, cette zone est homogène. À l'Est, les villes de Haute-Bretagne comptent des foyers bretonnants, constitué d'émigrés de Basse-Bretagne.
La structure sociale reste divisée en trois ordres. La noblesse compte 25 000 personnes, soit près d'1 % de la population bretonne, et se concentre à 56 % sur 20 % du littoral. La vieille noblesse d'origine médiévale est la plus importante ; seules 303 familles sont anoblies au XVIIIe siècle. Cette classe a une influence importante sur l'économie ; sa richesse s'accroit lors de ce siècle. Le clergé recrute essentiellement dans la moyenne et petite bourgeoisie, ainsi que dans la partie aisée de la paysannerie ; la noblesse ne fournit que 10 % de son effectif. Le tiers état compte pour 98 % de la population bretonne. Issue de celle-ci, une bourgeoisie de plus en plus nombreuse et instruite s'oppose à la noblesse dans un processus qui va aller en grandissant jusqu'à la Révolution française.

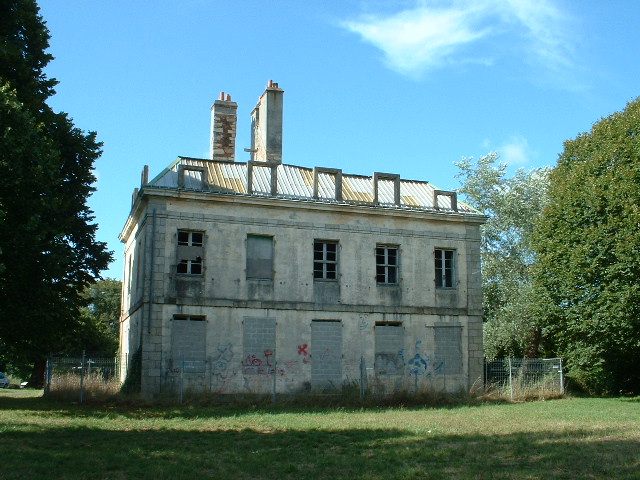
Le château de Soye, folie dans la région de Lorient.
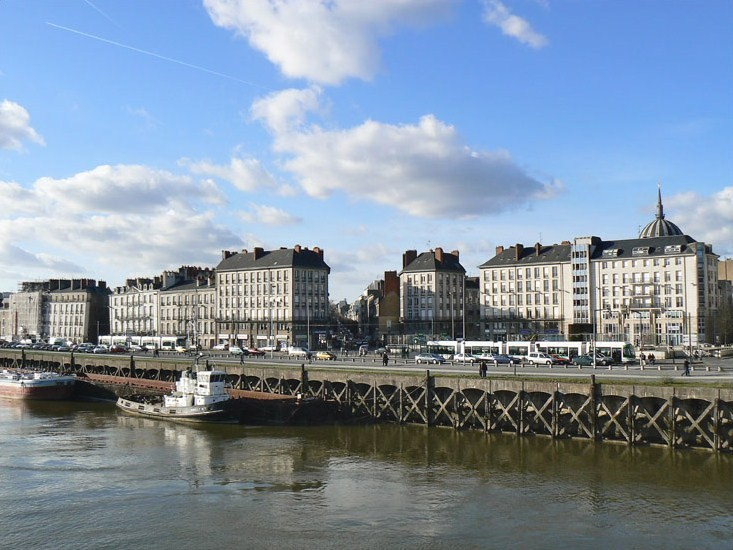
Le quai de la Fosse à Nantes, avec ses maisons de négociants.
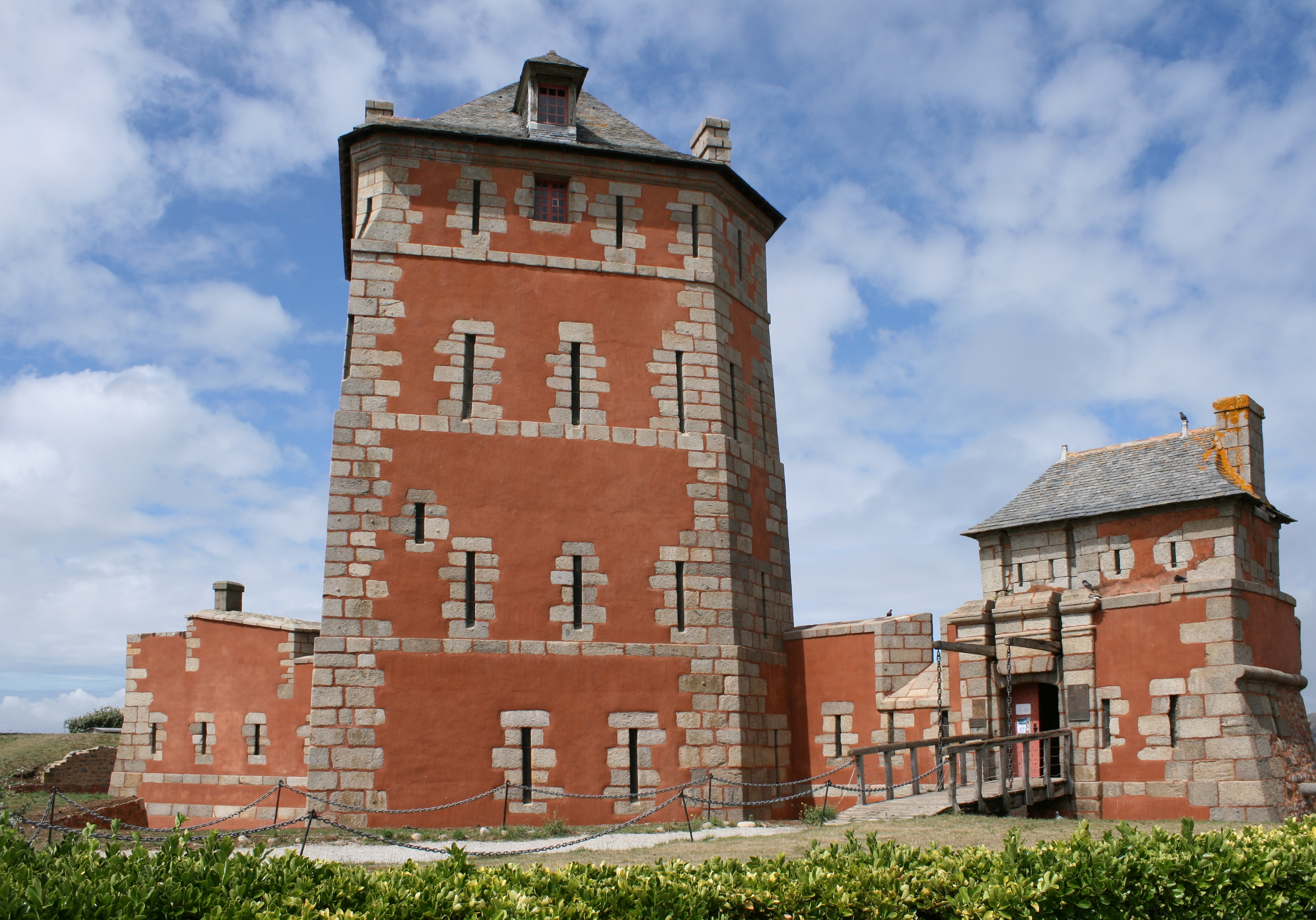
La tour Vauban construite à Camaret-sur-Mer pour protéger la rade de Brest.
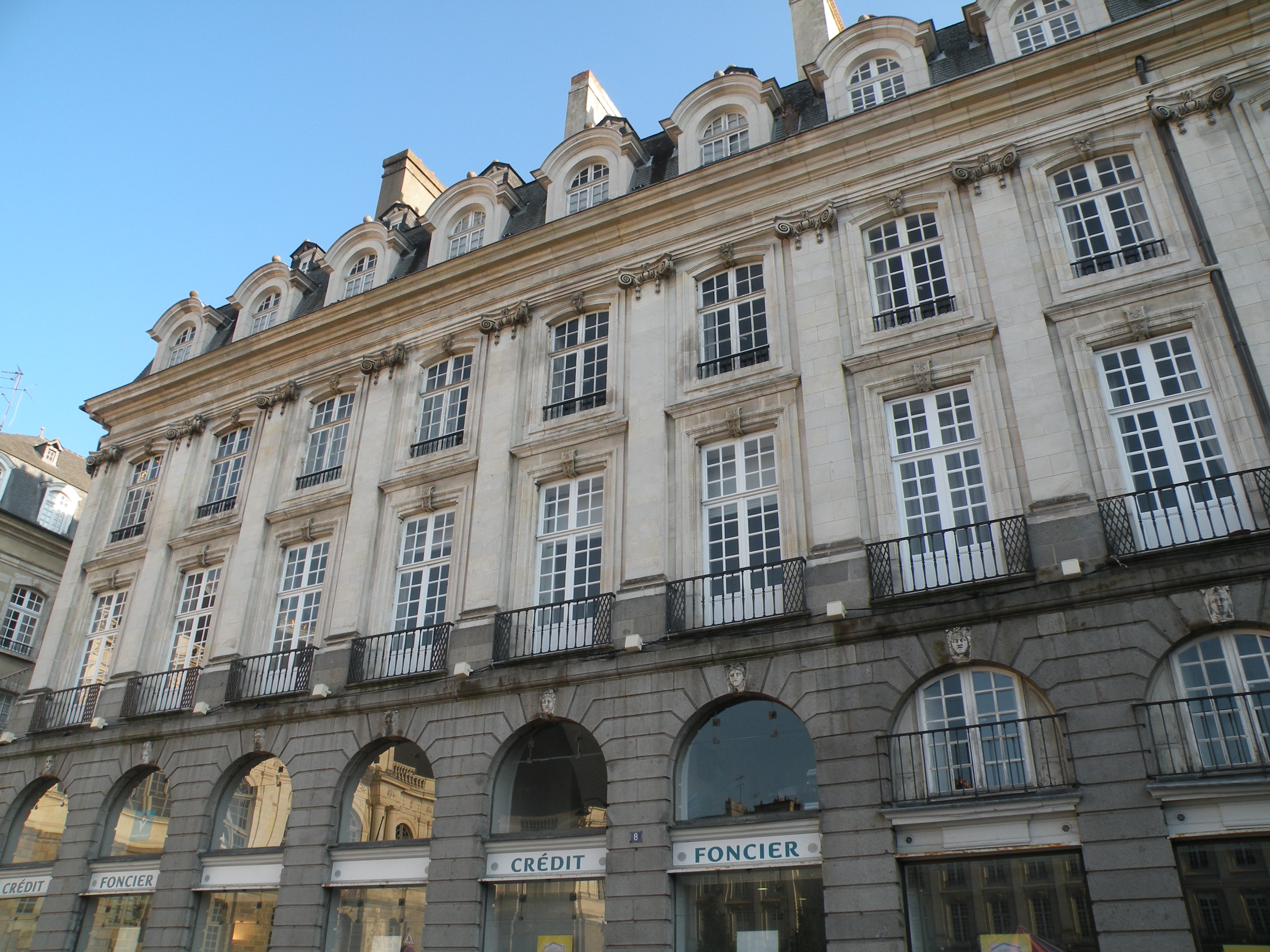
Immeuble de la place du Parlement-de-Bretagne, construit à Rennes après l'incendie de 1720.

## De la Révolution à l'Empire

### Les débuts de la Révolution
Le roi Louis XVI prend l'initiative le 5 juillet 1788 de convoquer les États généraux pour le 1er mai de l'année suivante. En Bretagne, leur préparation est marquée par une opposition forte entre la noblesse et le tiers état, ce dernier exigeant une hausse du nombre de ses représentants et une répartition plus égale des impôts. Les États de Bretagne s'ouvrent à Rennes le 29 décembre 1788 dans le couvent des cordeliers. Les 26 et 27 janvier 1789, la journée des bricoles éclate dans la ville, la noblesse poussant le bas peuple de la ville contre la bourgeoisie, avec trois morts à la clef. Devant l'impossibilité de trouver un accord entre le Tiers et la noblesse pour la désignation des députés, Louis XVI impose des règles spécifiques à la Bretagne. La noblesse décide alors de n'envoyer aucun représentant à Versailles en signe de protestation.

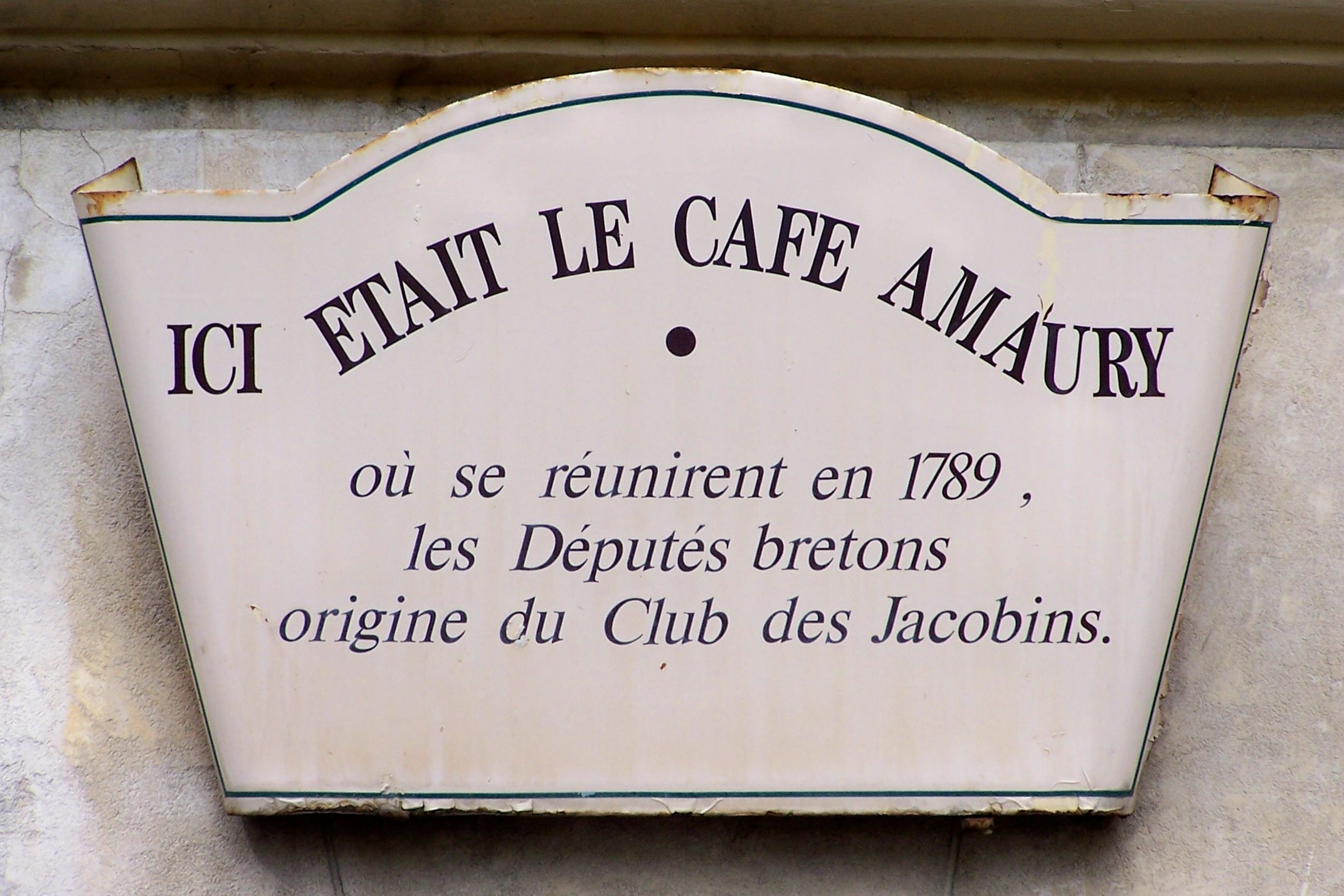
Le club breton joue un rôle majeur dans les débuts de la Révolution française.

Les députés bretons du Tiers commencent à se réunir dès leur arrivée à Versailles, à la fin avril 1789, en un « club breton », afin de coordonner leurs actions et leur correspondance avec leur province. Le Chapelier s'y affirme comme leader ; le club s'ouvre peu à peu à des députés d'autres régions. Le club et les députés bretons jouent un rôle central lors de la nuit du 4 août qui a pour conséquence d'abolir les privilèges et par là même les droits particuliers de la Bretagne. Peu de ses députés s'y opposent, ces privilèges provinciaux garantis par l'édit d'union de 1532 profitant avant tout à la noblesse, mais cette suppression fait moins l'unanimité parmi les électeurs de ces députés en Bretagne.
Sur place, la région reste en majorité épargnée par la Grande Peur, à l'exception de ses marches à l'est. Le Parlement et les États de Bretagne sont dissous respectivement les 3 et 5 novembre 1789. La province laisse place à partir de 1790 à cinq départements qui recoupent les divisions existantes de la province : Côtes-du-Nord, Finistère, Ille-et-Vilaine, Loire-Inférieure et Morbihan. L'idée d'un sixième département formé autour de Saint-Malo est un temps envisagée, mais est finalement délaissée. La bourgeoisie parvient à occuper dès 1789 la majeure partie des nouveaux postes et fonctions, mais pour leur part, les paysans n'ont pas réussi à obtenir la fin du domaine congéable et les conditions économiques s'aggravent en cette période de troubles. C'est de nouveau la bourgeoisie qui parvient à récupérer la plupart des biens de l’Église et des nobles émigrés à partir de 1791. La confiscation de la Révolution par la bourgeoisie provoque l'opposition des autres classes sociales : les nobles s'organisent, le clergé bascule dans l'opposition et la paysannerie se démarque de plus en plus de la bourgeoisie. La Constitution civile du clergé votée en juillet 1790 fait basculer la situation sur place comme dans le reste de l'Ouest français.

### Mouvements d'opposition à la Révolution

#### Des débuts désorganisés

Les Révoltés de Fouesnant, ramenés par la garde nationale de Quimper en 1792. Jules Girardet, vers 1886.

La Constitution civile du clergé rencontre une forte opposition en Bretagne, où entre 75 et 90 % des prêtres refusent de prêter serment. Ils sont soutenus par les paysans, notamment dans le Léon, dans le Vannetais et en Haute-Bretagne, régions qui commencent à s'agiter à la fin de 1790 ou au début de 1791. Le ressentiment se tourne vers les villes, là où sont prises les décisions. Un premier affrontement a lieu le 13 février 1791 à Vannes entre paysans et révolutionnaires, ce qui cause une dizaine de morts parmi les paysans. La situation est cependant différente dans les autres villes, où la présence de l'armée et l'achat de blé par les bourgeois permettent de maintenir le calme. L'instauration du service militaire par tirage au sort à l'été 1792 cause de nombreux heurts dans les campagnes, comme à Fouesnant en juillet, et des troupes paysannes de plusieurs milliers d'hommes attaquent Lannion ou encore Pontrieux en septembre.
L'aristocratie est aussi à l'origine de plusieurs mouvements de réaction contre la révolution lors des premières années. Quoique privés de leurs droits féodaux qui leur aliénaient les paysans, les aristocrates retrouvent une certaine influence sur ceux-ci. À la suite de la fuite de Louis XVI en juin 1791, certains tentent un soulèvement à Malestroit et à Machecoul, mais sont facilement battus par la garde nationale. Mieux préparée, l’insurrection préparée par l'Association bretonne et dirigée par La Rouërie, découverte dès juin 1792, ne parvient pas non plus à se concrétiser. Elle joue cependant un rôle dans le début de la Chouannerie à partir de 1793.

#### Vers une opposition plus massive
Le premier mouvement d'opposition est d'inspiration républicaine. Vers la fin de la Législative, en 1792, commence à apparaître une opposition des députés bretons envers les sans-culottes parisiens. En août 1792, les Côtes-du-Nord expédient une circulaire aux autres départements bretons pour qu'ils demandent qu'une ville autre que Paris soit choisie comme siège de la Convention ; l'administration de la Loire-Inférieure écrit à la même époque « si des Parisiens oublient qu'ils sont français et nos frères, nous n'oublierons jamais que nous sommes Bretons et les ennemis nés des tyrans ». Globalement, les députés de la région votent avec les Girondins ; l'opposition aux Montagnards s'accentue après la condamnation à mort de Louis XVI le 15 janvier 1793. Après la victoire des Montagnards le 2 juin, ceci débouche sur une insurrection fédéraliste. Du 19 au 25 juin, des députés des communes des cinq départements se réunissent à Rennes et votent la levée de quelques troupes. Celles-ci, venant majoritairement d'Ille-et-Vilaine, du Morbihan et surtout du Finistère (les Côtes-du-Nord et la Loire-Inférieure préférant conserver leurs troupes pour combattre les chouans), rejoignent à Caen les fédéralistes normands. Cependant, la défaite de ces troupes lors de la bataille de Brécourt le 13 juillet 1793 met fin à cette insurrection.

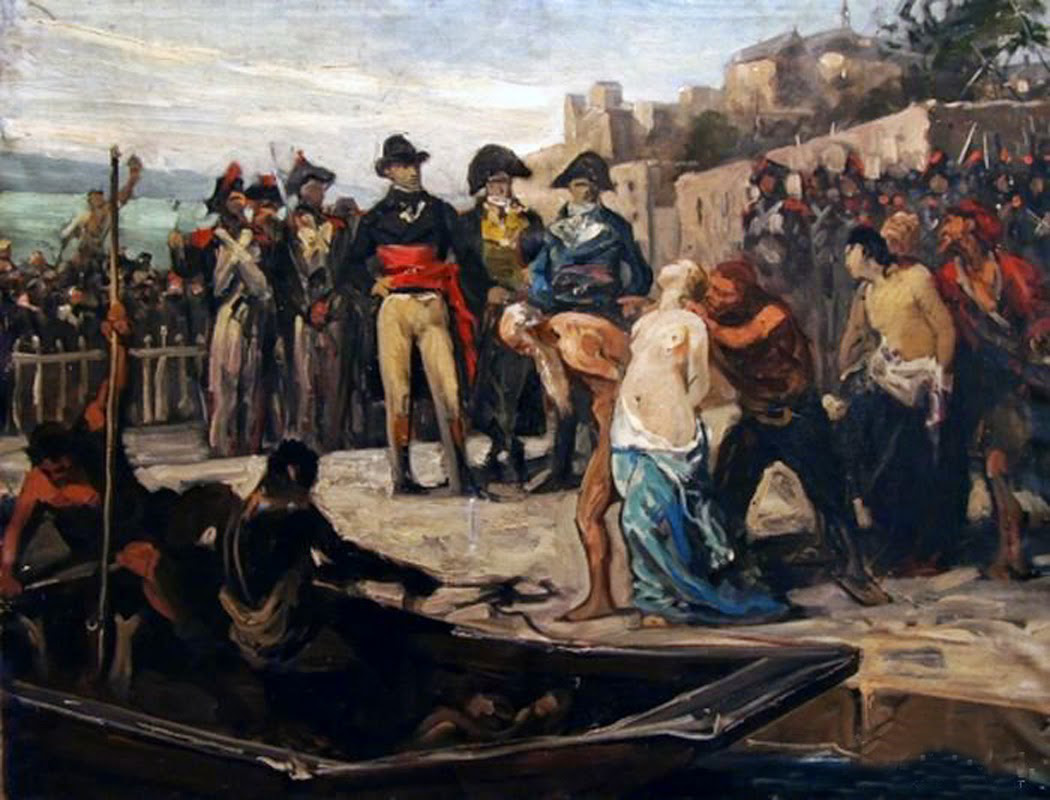
Les Noyades de Nantes, sont mises en place dans le cadre de la Terreur à l'automne 1793 par Carrier pour réprimer les soulèvements. Joseph Aubert, esquisse, 1882, Musée d'art et d'histoire de Cholet.

Une autre insurrection touche les campagnes de la région au printemps 1793. En effet, la décision de la Convention, le 24 février, d'imposer la levée de 300 000 hommes par tirage au sort à l'échelle du pays est mal acceptée en Bretagne, d'autant plus que les fonctionnaires proches du pouvoir révolutionnaire en sont exemptés afin de ne pas perturber le fonctionnement de l'administration. La première révolte éclate le 10 mars 1793 à Saint-Philbert-de-Grand-Lieu avant de se propager presque à toute la Haute-Bretagne et à une partie du Léon. Des renforts républicains arrivent dans la région à partir du 25 mars ; dès le mois d'avril la situation tourne à leur avantage. À partir de l'automne de la même année, l'arrivée dans la région de chouans venant de Vendée relance l'agitation, notamment avec le passage de la virée de Galerne dans l'est de la Haute-Bretagne. La répression de celle-ci se fait dans le cadre de la Terreur : par exemple à Nantes, Carrier fait fusiller ou noyer des milliers de personnes. La nature de cette répression, tournée notamment contre la religion, précipite à partir du début de 1794 les paysans dirigés par des chefs locaux issus de la paysannerie comme Pierre Guillemot ou Georges Cadoudal dans une forme de guérilla qui touche les campagnes à des degrés divers,. La chute de Robespierre en juillet 1794 permet aux Thermidoriens de négocier une paix avec les insurgés, ce qui aboutit au traité de La Mabilais le 20 avril 1795, qui garantit l’amnistie aux insurgés et instaure la liberté de culte.
L'aristocratie est aussi à l'origine de soulèvements dans la région : le comte de Puisaye parvient à structurer les restes de la chouannerie de 1793 et se rend à Londres en septembre 1794 pour obtenir des soutiens à l'organisation d'un débarquement anglais en Bretagne pour y créer un nouveau front. Bien qu'il obtienne assez vite le soutien du premier ministre britannique William Pitt, le contingent britannique n'arrive en Bretagne que le 25 juin 1795. À peine débarquée à Quiberon, la force expéditionnaire est battue par les Républicains du général Hoche.
La mise en place du Directoire, notamment en raison de l'annulation en 1797 d'une élection ayant fourni de nombreux députés royalistes, relance une période d'agitation dans la région. Elle reste cependant limitée et la situation s'enlise jusqu'en 1799. L'arrivée au pouvoir de Napoléon Bonaparte, à la suite du coup d'État du 18 Brumaire, entraîne une politique plus conciliante dans ses premières années de règne (liberté religieuse, suspension des levées d'homme) et permet de ramener le calme.

### Conséquences socio-politiques de la Révolution et de l'Empire
Le bilan économique de la période est lourd pour la région. La plupart des grands ports sont durement touchés : l'abolition du monopole de la Compagnie des Indes réduit les activités de Lorient, l'abolition de l'esclavage pendant la période révolutionnaire ainsi que les difficultés de commercer avec les Antilles touchent Nantes, alors que Saint-Malo se relance dans la guerre de course qui, en dépit des succès de Surcouf, n'apporte qu'un succès mitigé. Brest de son côté est soumise au blocus anglais et voit ses activités de construction navale et d'armement transférées vers Anvers. À l'intérieur des terres, l'industrie de la toile est elle aussi lourdement touchée, coupée de ses clients à cause des guerres contre l'Angleterre, mais les forges enregistrent pour la même raison de nombreuses commandes et se développent pendant cette période.

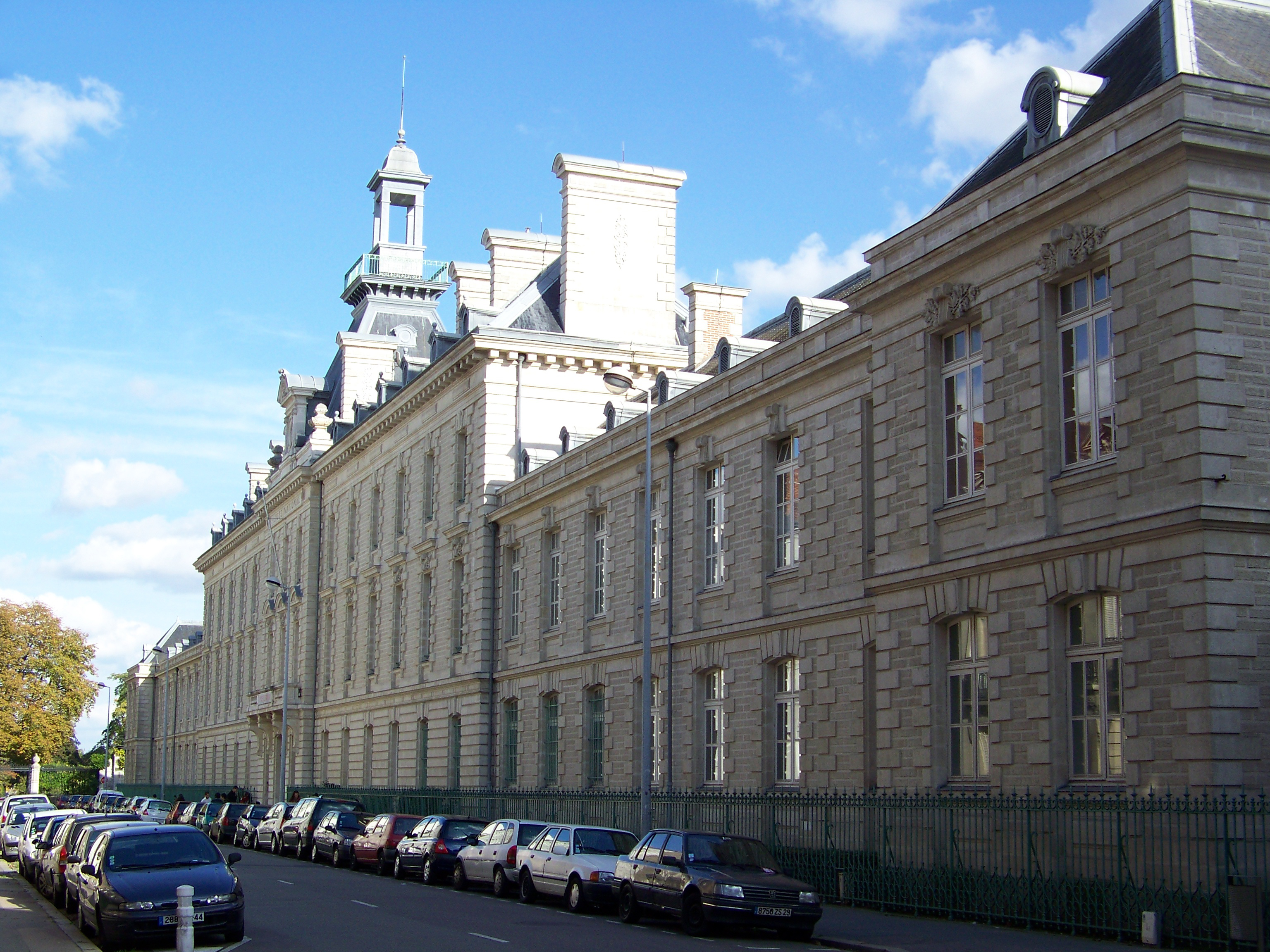
Le lycée impérial de Nantes est créé en 1803.

Politiquement, la région perd toute autonomie à l'époque. Les cinq départements créés n'ont plus de liens entre eux, bien que la cour d'appel de Rennes créée en 1800 reprenne le découpage de l'ancienne province. Les préfets mis en place à la tête de chaque département ont plus de pouvoir que les intendants de l'Ancien Régime et sont étroitement contrôlés par les ministères de l'Intérieur et de la Police. La plupart des cadres de l'administration comme les préfets, les évêques, les enseignants de lycées ou de facultés sont choisis en dehors de la région. Localement, les fonctionnaires et conseillers municipaux des villes de plus de 5 000 habitants sont choisis directement par l'empereur.
Culturellement, la langue bretonne est exclue de l'enseignement des trois lycées nouvellement créés à Rennes, à Nantes et à Pontivy en 1802-1803, de même que des facultés qui rouvrent à Rennes en 1808. Des coutumes locales comme la soule, ou la représentation de mystères sont aussi ponctuellement combattues.
La région est par ailleurs dotée de nouvelles infrastructures à l'époque. La construction du canal de Nantes à Brest débute pour libérer les ports de Brest et de Lorient du blocus côtier. Une ligne de télégraphe, la seconde en France, est aussi déployée entre Paris et Brest entre 1795 et 1799. De la même façon un réseau de routes stratégiques est créé autour de Pontivy, qui, située au centre de la péninsule, est aménagée et développée pour permettre un meilleur contrôle de la région ; elle prend d'ailleurs le nom de « Napoléonville » pendant l'Empire. À l'Est, Clisson est reconstruite sur un plan à l'italienne après avoir été ravagée par la chouannerie.

## Époque contemporaine

### UnXIXemarqué par de fortes disparités

#### Le poids des traditions et de l'isolement
Didier Masseau, évoquant le récit fait par Louis René Villermé et Louis-François Benoiston de Châteauneuf lors de leur voyage en Bretagne en 1840-1841 résume ainsi leurs impressions : « Des routes encore rares, des montagnes qui séparent des populations voisines, une langue totalement incompréhensible au voyageur venu de la capitale (...), des mœurs ancestrales qui se perpétuent, tout semble éloigner cette région périphérique des progrès de la société moderne (...).Région de tous les archaïsmes,, la Bretagne est le réservoir des superstitions les plus enracinées (...) et lui fait préférer les récits mensongers au langage de la vérité  ».

#### Des secteurs économiques en crise et d'autres porteurs d'innovations

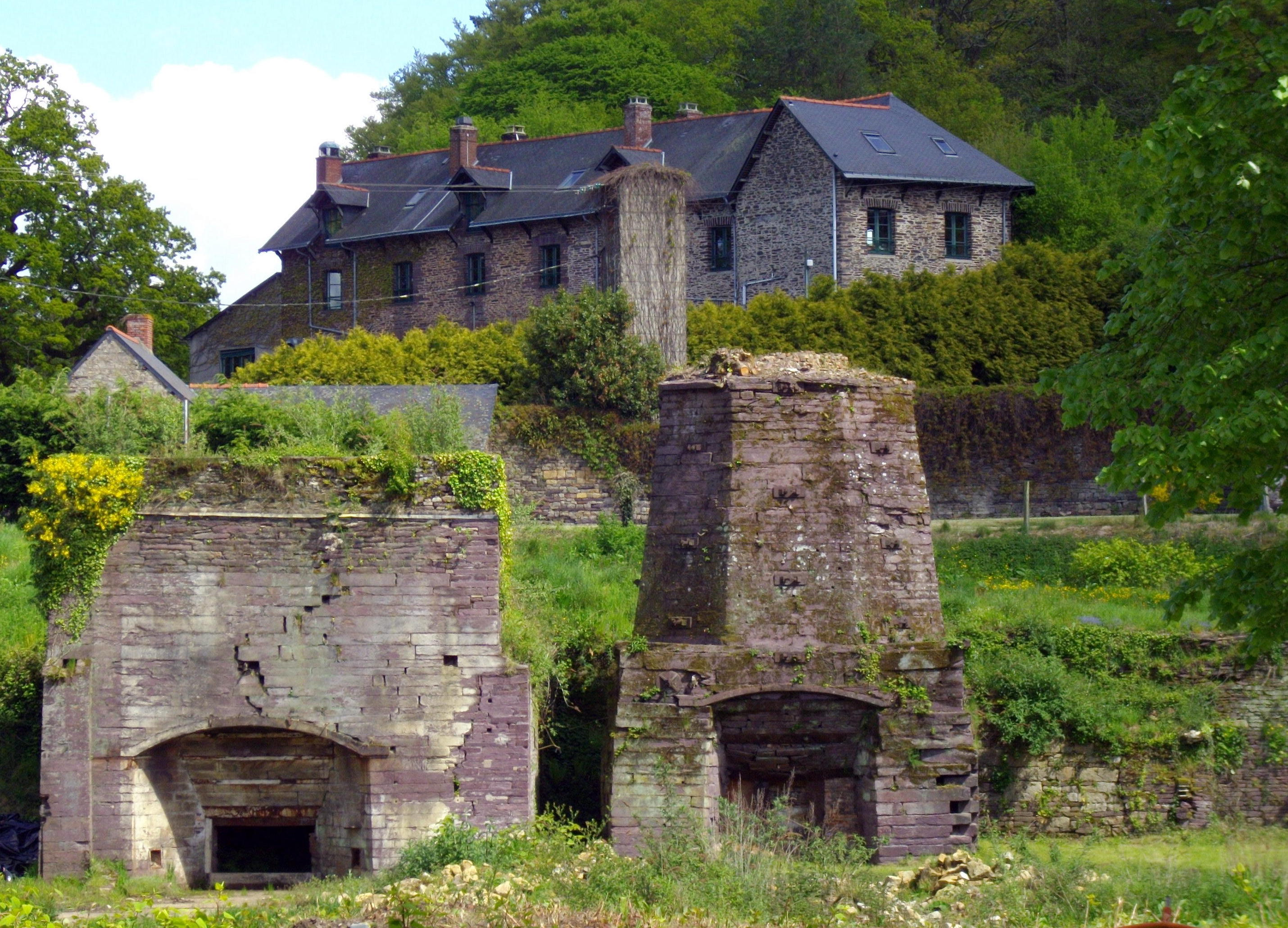
Aux forges de Paimpont, les hauts fourneaux s'arrêtent définitivement en 1884, victimes de la conjoncture économique.

Au XIXe siècle, l'économie bretonne doit faire face à l’effondrement de certaines de ses activités traditionnelles. Les forges, sollicitées pour les besoins de la Marine pendant le Premier Empire puis par la construction des voies ferrées au milieu du siècle et enfin par la mécanisation de l'agriculture, font cependant face à un déclin à partir de 1860, en raison de l’archaïsme de leurs méthodes et de la concurrence d'autres régions françaises plus rapidement et plus fortement industrialisées. Seules des forges situées près de la mer, et donc de débouchés particuliers, comme Basse-Indre et Hennebont, parviennent à se maintenir en se modernisant. À la suite des forges, la plupart des mines ferment au cours du siècle, voire au début du XXe siècle, comme celles de fer, de plomb argentifère ou de charbon. De la même manière, la production de toiles continue son déclin, marquée par une absence de modernisation et une concurrence grandissante avec les filatures mécaniques du Nord. En 1914, il ne subsiste des usines de textiles que dans les bassins de Nantes et de Rennes. Dans le domaine commercial, la plupart des ports secondaires tentent de se reconvertir dans le cabotage, notamment en construisant des bassins à flot (par exemple, Le Légué en 1878 ou Paimpol en 1884), mais ne peuvent faire face à la concurrence du rail. Enfin, la pêche à la morue par les terre-neuvas, active dans une partie du littoral nord allant de Cancale à Paimpol, baisse progressivement en raison de la difficulté du métier, de la hausse des coûts des armements et de la baisse du prix de revient. Au début du XXe siècle, l'activité se maintient difficilement dans la région de Saint-Malo et disparait de celle de Saint-Brieuc.

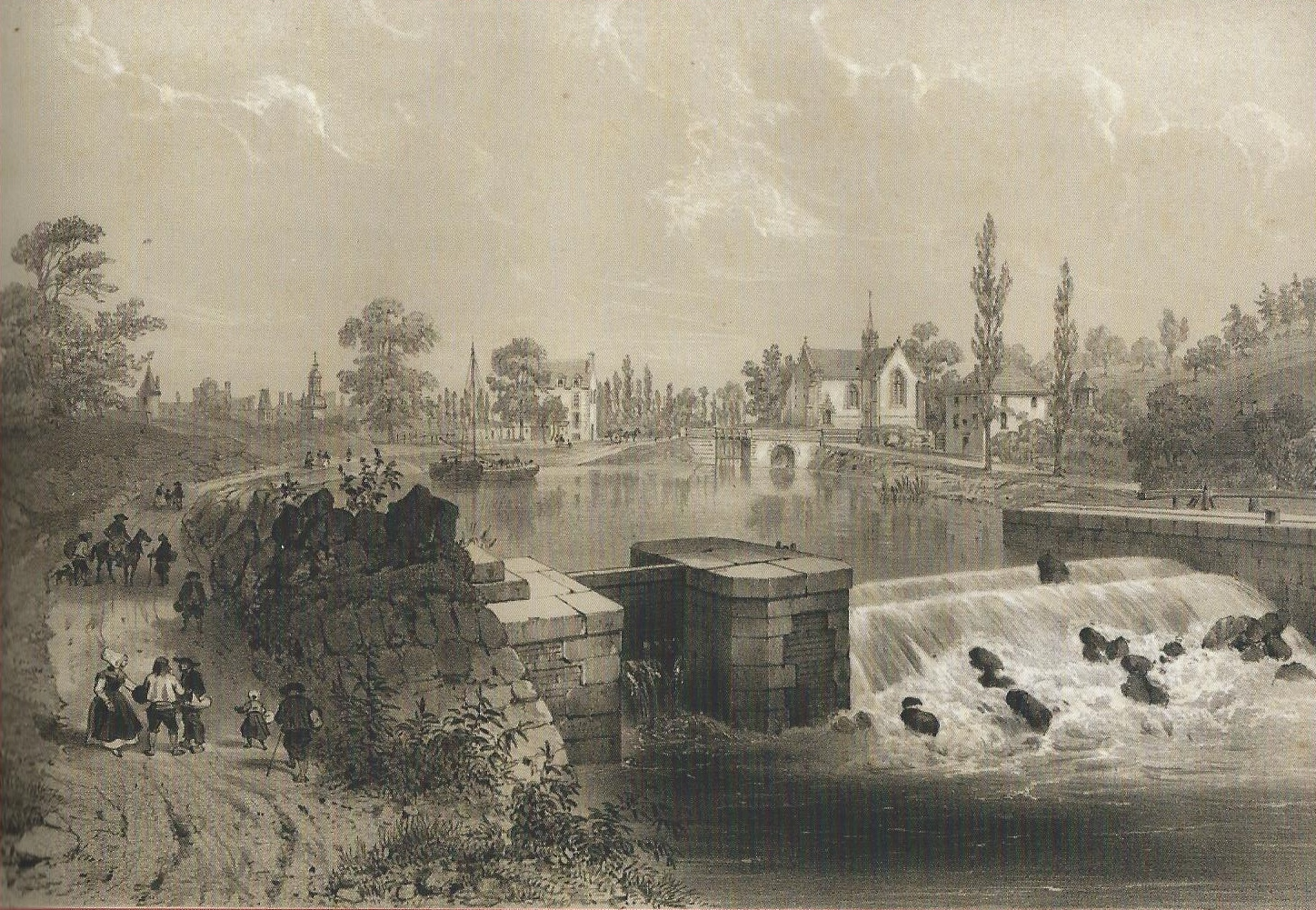
Le canal de Nantes à Brest à Rohan (Morbihan) en 1865, dessin de Félix Benoist.

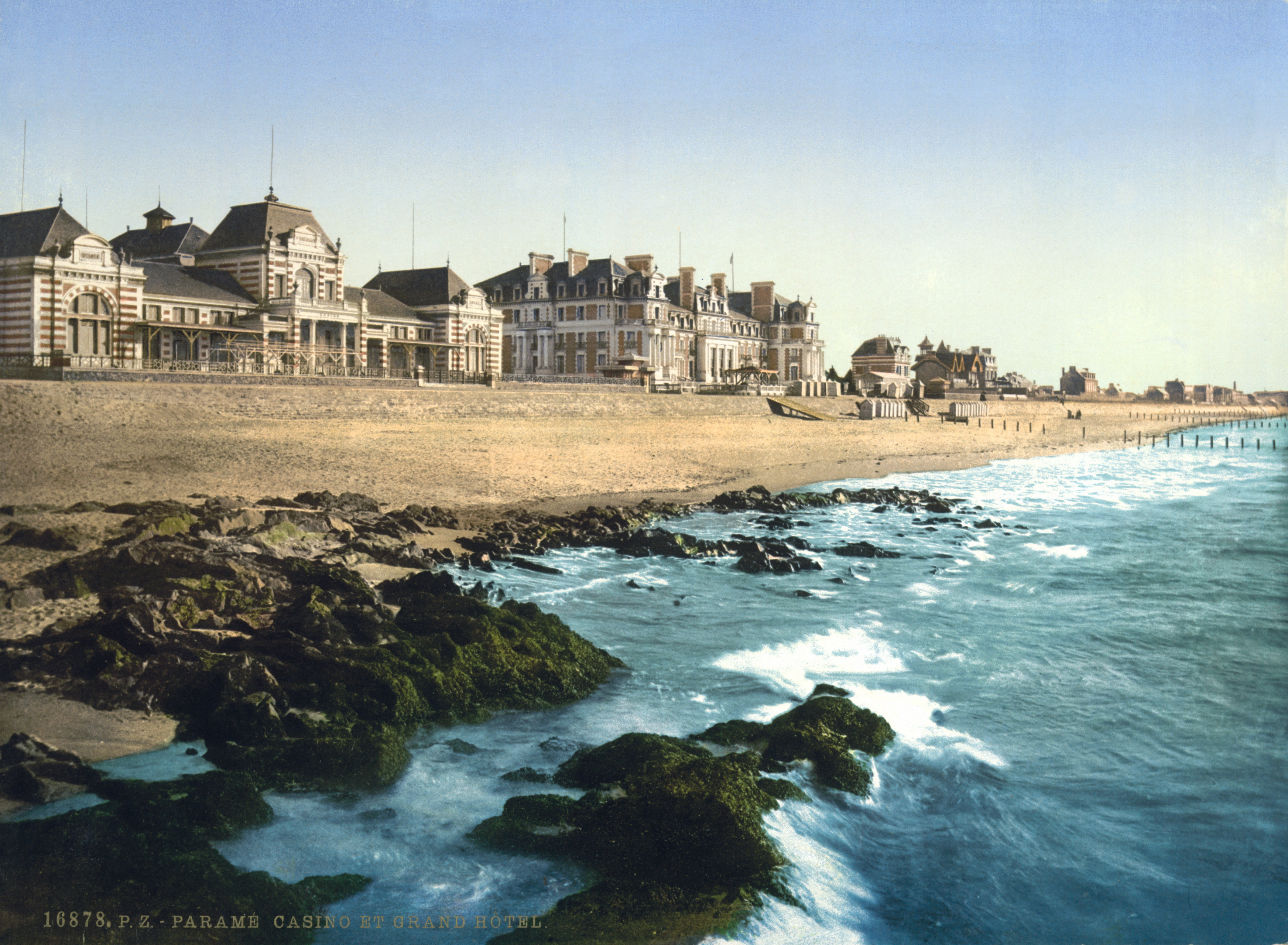
Construits en 1883, le Grand Casino, démoli en 1937 et le Grand Hôtel de Paramé, transformé en Thermes marins en 1963.

Le XIXe siècle est aussi une période de modernisation des moyens de communication. Le canal du Blavet est achevé en 1826, celui de Nantes à Brest en 1842 et celui d'Ille-et-Rance en 1843. La décennie suivante, le chemin de fer arrive dans la région : Nantes est reliée au reste de la France en 1851, Rennes en 1857, Lorient et Guingamp en 1862, Quimper et Pontivy en 1864 et Brest en 1865. Le réseau routier double sa longueur au XIXe siècle, notamment grâce aux politiques d'aménagement du territoire de la monarchie de Juillet : création d'un réseau de routes stratégiques dans les zones touchées par les guerres vendéennes (dans le sud-est du département d'Ille-et-Vilaine et dans la Loire-Inférieure) et amélioration des routes royales, notamment entre Rennes et Brest. Cependant, ces connexions se font en priorité pour desservir les arsenaux (Brest, Lorient, Indret) et pour connecter la région à Paris dans une optique de centralisation. Les connexions nord-sud ne sont pas améliorées et restent difficiles. Ces évolutions permettent de faire évoluer positivement certains secteurs économiques comme l'agriculture ou la pêche, voire sont à l'origine de la création de ceux-ci comme dans le cas du tourisme.
D'autres secteurs émergent à l'époque grâce à des évolutions technologiques. La découverte de l'appertisation permet, le long de la côte sud, le développement d'une industrie de la conserve centrée sur la sardine. Son apogée se situe autour de 1880, la Bretagne concentrant alors 132 des 160 usines de sardines françaises. Ces usines sont souvent contrôlées par des capitaux nantais et des groupes comme Cassegrain (en 1861) ou Saupiquet (en 1877) y sont créés. Une nouvelle génération de fonderies modernes produisant du fer blanc se développe pour fournir ces conserveries. Les forges d'Hennebont qui comptent 250 ouvriers lors de leur création en 1858, en comptent 3 000 en 1914. La modernisation de la construction navale est elle aussi source de croissance : Saint-Nazaire avec l'aide de l'Écossais John Scott ouvre en 1861 un chantier de construction de navire en fer. En 1881, suivent dans la voie de la construction en fer les Ateliers et Chantiers de la Loire et les Chantiers de l'Atlantique créés avec des capitaux nantais. La marine militaire suit cette évolution : les arsenaux de Brest et de Lorient passent eux aussi à la construction en fer. De ce dernier arsenal sort en 1861, la frégate cuirassée La Couronne, suivie en 1876 et 1879 des cuirassés intégraux La Dévastation et Le Redoutable. En 1913, 50 % des navires de la marine nationale sortent des chantiers bretons. Enfin, le chemin de fer permet dans la dernière partie du XIXe siècle de développer un tourisme le long des côtes, d'abord pour les habitants aisés des villes de la région, puis à destination des Parisiens et des étrangers. Des villes comme Paramé ou Dinard voient des villas se construire pour accueillir cette dernière clientèle.
Des secteurs plus traditionnels connaissent aussi un développement significatif à cette époque. Fougères voit se développer une industrie de la chaussure : d'abord à base de sabots en tirant profit des forêts environnantes, puis à partir des années 1860 à base de cuir. Nantes voit le développement d'une industrie du sucre, avec la création par Cossé-Duval d'une raffinerie de sucre candi en 1836, ou l'ouverture des biscuiteries Lefèvre-Utile en 1846. La petite industrie domine le paysage régional ; en 1896, on dénombre ainsi 325 000 établissements industriels dans les cinq départements bretons.

#### Une agriculture en mutation

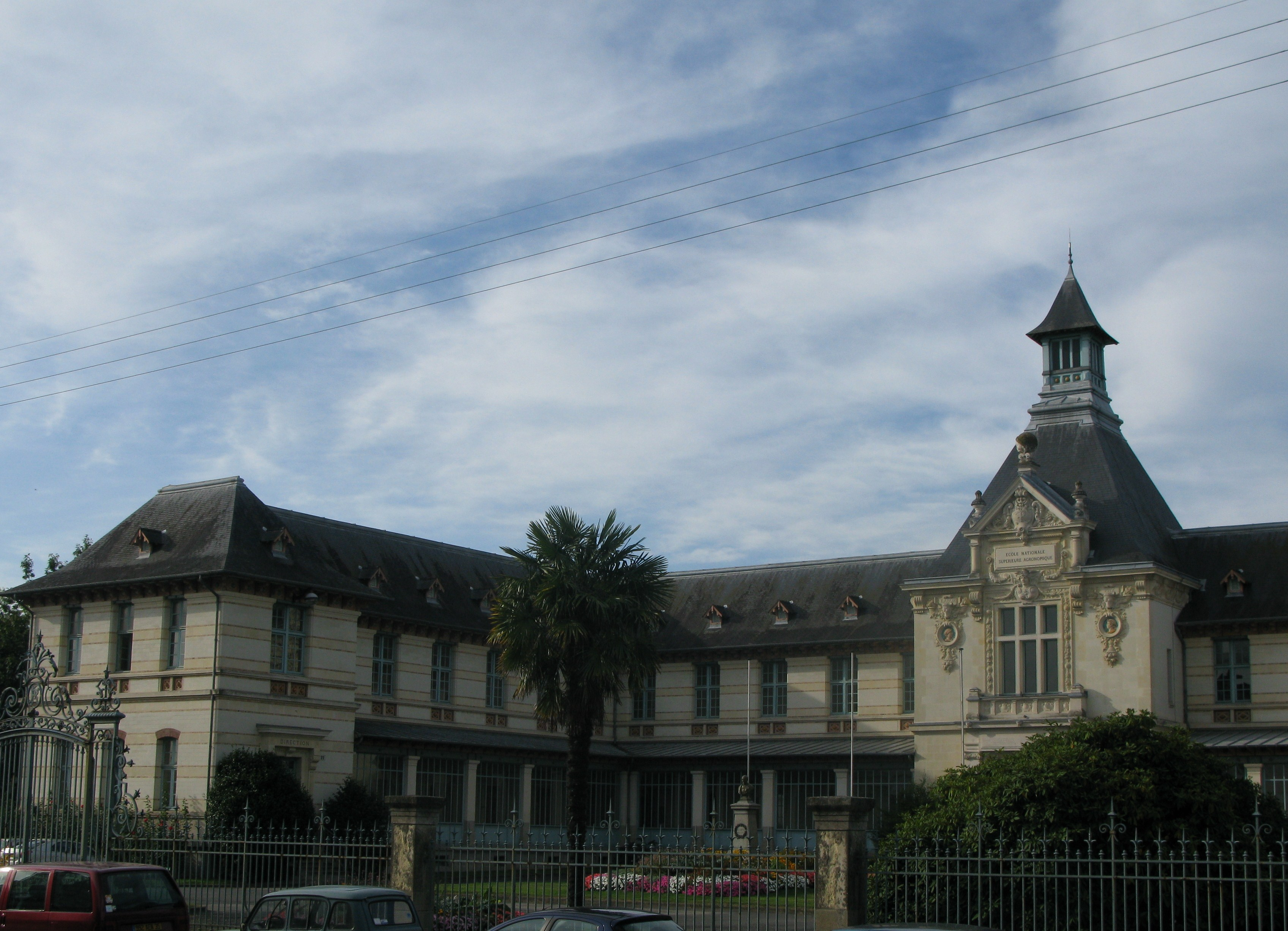
L'école régionale d'agriculture, créée en 1830, est déménagée à Rennes en 1895.

Le XIXe siècle voit la modernisation de l'agriculture bretonne grâce à plusieurs facteurs. La diffusion de méthodes modernes passe par la formation des exploitants actuels et futurs. Jules Rieffel joue un rôle clef en étant à l'initiative en 1830 de la création d'une école d'agriculture à Nozay qui devient une école régionale d'agriculture en 1848 puis est transférée à Rennes en 1895, mais aussi par la création de revues destinées à diffuser des idées nouvelles. Deuxième facteur, la mécanisation ne commence à prendre de l'ampleur qu'à partir de 1870, même si l'introduction d'outils nouveaux est antérieure. En 1823, le nantais Pierre Athénas adapte un versoir hélicoïdal à une charrue. À la fin des années 1830, la charrue créée par Mathieu de Dombasle commence à être popularisée dans la région. En 1882, le Finistère arrive à la quatrième place nationale au nombre de batteuses, les Côtes-du-Nord à la huitième et l'Ille-et-Vilaine à la onzième place. Troisième facteur, l'apport d'engrais phosphatés se développe à partir de 1850, d'abord lentement puis rapidement après 1880, aidé par la modernisation des modes de transport.
La lande continue d'occuper une place importante dans l'agriculture bretonne du XIXe siècle, notamment grâce à sa libre disponibilité pour les paysans les plus pauvres, pour lesquels ce système est indispensable à la survie. L'étrépage continue d'y être pratiqué : les paysans enlèvent à la houe la pellicule supérieure du sol et cette dernière est utilisée comme litière puis comme fumier. Les zones décapées servent ensuite de pâtures. Il s'ensuit un cycle de jachères. Les parties ligneuses des ajoncs peuvent servir de bois de chauffe. En 1834, près de 27 % de la surface de la région est couverte de lande, soit 900 000 hectares, mais cette proportion monte à 40 % dans les départements du Finistère et du Morbihan. Le défrichement touche tout d'abord la Haute-Bretagne, avant de s'étendre à la Basse-Bretagne, surtout après 1880. Les surfaces tombent ainsi à 785 000 hectares en 1862, puis à 422 000 hectares en 1913.
Les productions agricoles se diversifient. Sur la période, le blé passe du quart à la moitié des surfaces, l'orge et l'avoine progressent pour occuper le tiers de la surface céréalière, alors que le seigle et le sarrasin perdent chacun la moitié de leur surface. La pomme de terre double sa surface et les raves, encore inconnus au début du siècle, occupent un septième des surfaces en 1913. Les équilibres se modifient aussi dans l'élevage, au détriment de l'élevage ovin. Le cheptel bovin augmente d'un tiers en un siècle. Aidé par l'amélioration de l’alimentation, le poids des bêtes double ; le nombre de porcs double également, grâce à l’essor de la culture de la pomme de terre. L'élevage des chevaux de trait profite du développement du chemin de fer, notamment à Landivisiau.
Les exportations se développent : par exemple, les producteurs d'oignons de la région de Roscoff exportent leurs produits en Angleterre dès 1828. Ces Johnnies sont jusqu'à 200 en 1860. Plus généralement, l'arrivée du chemin de fer permet une exportation plus rapide des productions vers l'extérieur, notamment vers Paris, et entraîne une hausse des prix de vente, favorable aux paysans mais pénalisant les ouvriers des petites villes.

#### Pression démographique et émigration
La population bretonne croît d'environ un million d'habitants entre 1815 et 1914, ce qui permet à la région de rester autour de 8 % du total de la population française. Cette croissance démographique est due à la combinaison d'un taux de natalité élevé et d'un recul lent du taux de mortalité. Il en résulte une population jeune, dont les moins de 20 ans représentent au cours de la période environ 40 % de la population, alors que l'espérance de vie des Bretons dépasse les 41 ans dans tous les départements à partir de la période 1891-1900. La densité de population de la région reste supérieure à la moyenne française, se situant à 92 habitants par km2 en 1911 contre 75 pour le reste du pays.

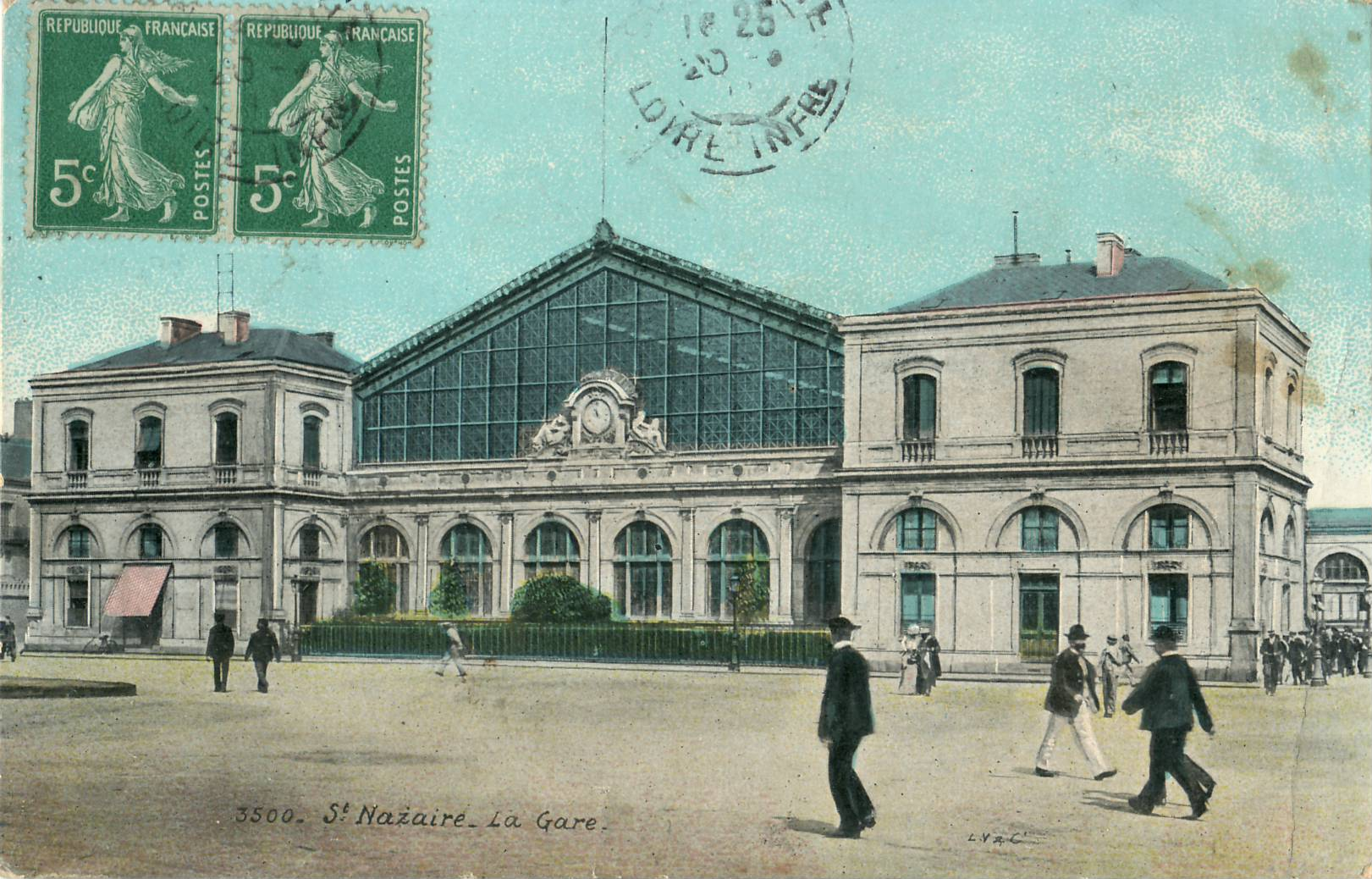
Saint-Nazaire connaît une croissance forte au XIX qui l'amène à 19000 habitants en 1865.

La population reste majoritairement rurale, la proportion d'« urbains » ne passant que de 20 % à 26 % entre 1876 et 1911. Ce taux reste très inférieur à la moyenne française qui dépasse 54 % en 1911. Ce sont les bourgs ruraux qui connaissent une croissance forte, plutôt que les grandes villes. Certaines petites villes de la côte sud se développent rapidement grâce à l’essor des conserveries : Le Guilvinec passe en quelques années de 500 à 3 000 habitants, Concarneau de 2 500 à 5 000 et Douarnenez de 1 800 à 7 500. Dans la plupart de ces cités, les modes de vie restent très proches de ceux des campagnes environnantes et le breton comme le gallo s'y maintiennent facilement jusqu'à la Première Guerre mondiale. Quelques grandes villes s'imposent néanmoins à l'époque. Nantes passe ainsi de 74 000 habitants en 1801 à presque 200 000 à la veille de la guerre, et est la seule ville bretonne à compter une industrie différenciée et à être dotée de capitaux propres, ainsi que du premier tramway français. Rennes passe de 25 000 habitants en 1801 à 80 000 en 1911 et s'affirme comme une ville administrative et universitaire. Brest et Lorient sont toutes les deux dépendantes des activités de la Marine, la première comptant 85 000 habitants en 1911 (pour une agglomération de 115 000) et la seconde 45 000 habitants pour une agglomération de 55 000. Saint-Nazaire, portée par la construction navale, passe de 4 200 habitants en 1846 à 19 000 habitants en 1865.

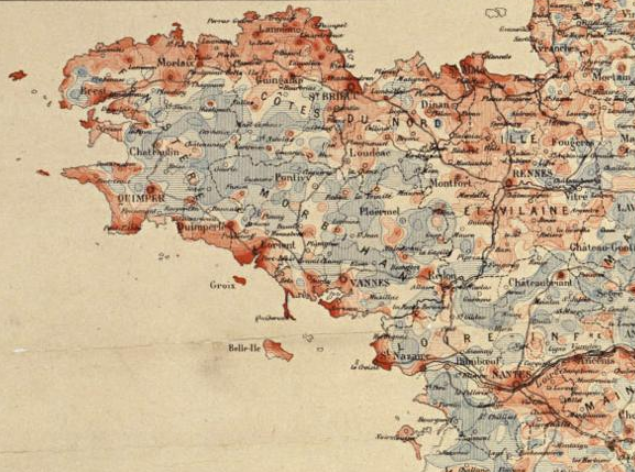
Densité de population en Bretagne en 1887.

Après 1850, un mouvement d'émigration va se mettre en place, en raison de plusieurs phénomènes. En interne à la Bretagne, le départ des paysans de l'intérieur de la région pour les zones côtières est notable, causé par la fermeture des forges, mines et fabriques de toiles qui constituaient des compléments financiers indispensables et par une mise en valeur des terres trop lente pour absorber la hausse des populations des campagnes. Parallèlement, environ 500 000 personnes quittent la Bretagne pour d'autres régions entre 1871 et 1911. Cette émigration est facilitée par l'arrivée du chemin de fer dans la région dès 1852. Les émigrés vont pour moitié en région parisienne, où les femmes travaillent surtout comme domestiques et les hommes comme terrassiers. Les marins bretons s'implantent eux dans les grands ports français : les marins d'État à Toulon ou Cherbourg, ceux du commerce au Havre, et les pêcheurs à Boulogne-sur-Mer ou à La Rochelle. Des quartiers bretons s'y créent, comme celui de Saint-François au Havre ou celui de Saint-Sauveur à La Rochelle. Ils sont au contraire peu nombreux à émigrer à l'étranger ou dans les colonies.
La population reste marquée par de nombreux problèmes de santé et plusieurs crises de subsistance se déclarent pendant le siècle. En 1910, les Bretons restent les plus nombreux en France à être exemptés de service militaire en raison de rachitisme, d'idiotisme ou de tuberculose. Les épidémies reculent globalement pendant le siècle, mais des maladies endémiques comme la typhoïde, la dysenterie, la variole et surtout la tuberculose continuent de toucher la région. Elles s'expliquent par la médiocrité de l'alimentation, celle-ci restant déséquilibrée et peu fournie en viande fraîche, mais aussi par une absence d'hygiène généralisée dans les campagnes. L'éducation connaît une baisse importante après la période révolutionnaire. En 1832, 952 communes bretonnes sur 1 475 ne comptent aucune école. Les progrès restent lents : en 1878, le Finistère se classe ainsi au 87e rang des 89 départements français concernant le taux de scolarisation des 6-13 ans, le Morbihan à la 85e place, les Côtes-du-Nord à la 82e, la Loire-inférieure à la 77e et l'Ille-et-Vilaine à la 67e. L'alcoolisme comme le nombre de suicides connaissent par ailleurs une progression dans la seconde moitié du siècle.
Dans l'ensemble la Bretagne reste une terre à moderniser et est présentée comme telle lors des expositions universelles parisiennes qui marquent la fin du XIXe siècle et le début du XXe siècle.

#### Politique, syndicats, Église: évolution des relations de pouvoir

##### Une terre conservatrice
Pendant la Restauration et la monarchie de Juillet, le mode de suffrage reste censitaire. La Bretagne compte moins d'élus que le reste de la France : 1 électeur pour 423 habitants en 1820, contre 1 pour 300 en moyenne. Ce taux n'a augmenté que de 20 % en 1830. Les élus, majoritairement nobles ou grands propriétaires terriens, sont pour la plupart Ultras. Lors de la révolution de juillet 1830, seule Nantes connaît des troubles.
Le corps électoral double entre 1830 et 1848, à la suite des abaissements progressifs des seuils d'éligibilité, mais la région reste en deçà de la moyenne française, avec 1 électeur pour 220 habitants en Bretagne en 1848 contre 1 pour 150 habitants en moyenne dans le reste du pays. Dans le même temps se constitue une association d'opposition républicaine, l'« association républicaine de l'Ouest », portée par Guépin à Nantes ou Morhéry à Loudéac.
La révolution qui instaure en 1848 la Deuxième République est accueillie de façon globalement favorable. Les élections d'avril 1848 fournissent en Bretagne des élus majoritairement issus des professions libérales (37 sur un total de 70 députés), de droite (48) et soutenus par le clergé, alors que ceux issus de la vie économique sont minoritaires (16). Lors des élections présidentielles de la même année, la Bretagne vote en majorité pour Louis-Napoléon Bonaparte, mais Cavaignac obtient un meilleur score que dans le reste de la France (53 % pour Bonaparte en Bretagne contre 74,2 % au niveau français, 43,06 % pour Cavaignac en Bretagne contre 19,4 % au niveau français). Les députés bretons, majoritairement légitimistes, s'opposent au coup d'État du 2 décembre 1851 (44 sur 59), mais lors du plébiscite des 20 et 21 décembre 1851, comme lors des élections législatives du 19 février 1852, les Bretons votent en majorité pour le parti impérial, malgré des taux de participation bas, autour de 67 %. Le clergé de son côté soutient aussi localement le nouvel empereur, à la suite de son appui à l'expédition de Rome de 1849 pour soutenir le pape et à la loi Falloux de 1850 relative à la liberté d'enseignement.

##### La marche des idées républicaines

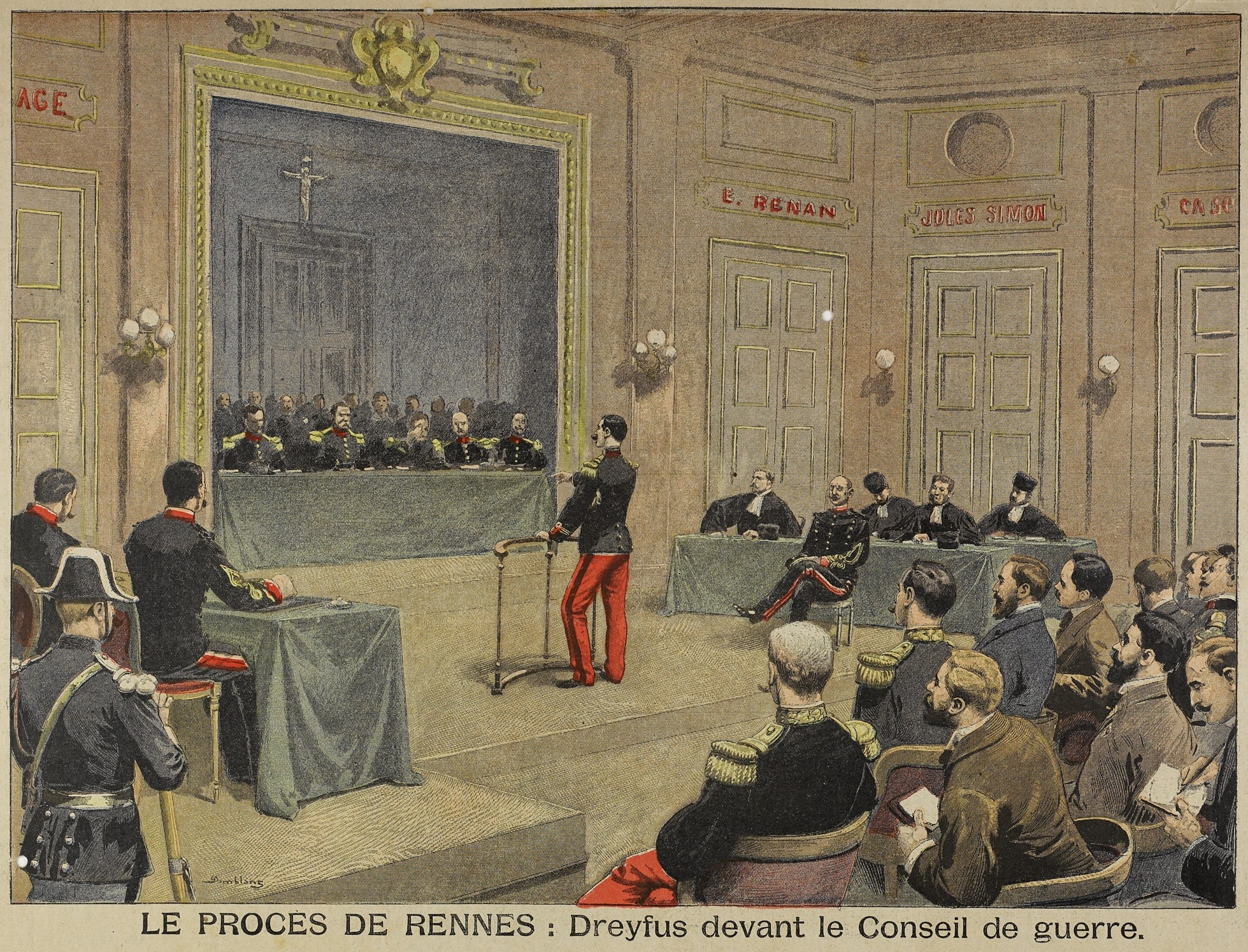
Le procès d'Alfred Dreyfus au Conseil de guerre de Rennes en 1899.

Le Second Empire connaît un soutien limité qui se dégrade à partir du début des années 1860. Le soutien nouveau de Napoléon III à l'unité italienne lui aliène le clergé. Dans les dernières années de cette décennie, la bourgeoisie bretonne bascule quant à elle dans l'opposition républicaine. Le plébiscite de 1870 voit cependant une large victoire du « oui » avec 90,6 % des votants en faveur de la nouvelle constitution impériale (contre 81,3 % au niveau national), mais le « non » fait de bons scores dans les grandes villes comme Brest (où il est majoritaire), Nantes (40,1 %), ou Lorient (27 %).
La chute de l'Empire pendant la guerre de 1870 voit les Bretons participer activement à la constitution du nouveau gouvernement provisoire : le général Trochu de Belle-Île-en-Mer en est le président, Jules Simon de Lorient en est le ministre de l'instruction publique, le général Le Flô de Lesneven, le ministre de la Guerre et Alexandre Glais-Bizoin de Quintin est membre de la délégation de Tours. Cependant, la mobilisation bretonne amène également l'épisode de Conlie, où le contingent de 60 000 Bretons mobilisés par le général de Kératry pour la contre-offensive contre les Prussiens, est parqué désarmé dans des conditions insalubres par Léon Gambetta et les Républicains craignant « une nouvelle armée de chouans ».
La Troisième République a des difficultés à s'affirmer dans la région, en raison des différences économiques existantes entre la Bretagne et le reste de la France (grandes propriétés nobiliaires contre petites propriétés privées) et en raison de son opposition à l'Église alors que celle-ci est forte dans la région. La montée du républicanisme dans les années 1870 se fait par les villes, grandes et moyennes, au détriment des éléments les plus radicaux. Pour la première fois lors des élections législatives de 1881, les Républicains prennent la majorité aux Conservateurs. L'encyclique Inter Sollicitudines de 1892 du pape Léon XIII, demandant aux catholiques français d'accepter la République, provoque l'effondrement des candidats monarchistes aux législatives de 1893. Les questions religieuses resurgissent cependant à partir du début du XXe siècle, sur fond d'affaire Dreyfus – dont la révision du procès se tient à Rennes en 1899 – et de politique anticléricale d'Émile Combes entre 1902 et 1905, qui vise par ailleurs l'usage du breton. Ces actions contre ce qui est perçu comme deux piliers de l'identité bretonne, la religion et la langue, est à l'origine du développement des partis politiques du premier Emsav comme l'Union régionaliste bretonne en 1898, bientôt forte d'un millier d'adhérents, le Bleun Brug de l'abbé Perrot en 1905, la Fédération régionaliste de Bretagne ou le Parti nationaliste breton en 1911. Ces deux derniers mouvements n'ont cependant qu'une audience très limitée. C'est par ailleurs sur la période 1902-1914 que la gauche progresse le plus en Bretagne et que s'affirment les Radicaux.

##### Débuts du mouvement ouvrier
La loi Ollivier de 1864 accordant le droit de grève n'a qu'une influence limitée sur l'éclosion d'un mouvement ouvrier en Bretagne. Il faut attendre 1869 pour que la première chambre syndicale soit créée à Nantes ; le développement se fait d'abord autour de cette ville, avant que Rennes ne suive en 1877 avec la création de sa première chambre syndicale. La loi Waldeck-Rousseau de 1884 autorisant les syndicats provoque la création de 27 syndicats entre 1880 et 1887, surtout dans les régions de Nantes, Rennes, Saint-Nazaire et Fougères. La progression s'accélère à partir de la dernière décennie du siècle : le mouvement passe de 55 syndicats pour 5 774 syndiqués en 1892 à 300 syndicats pour 36 330 syndiqués en 1908. Le mouvement breton développe des contacts avec le reste du mouvement français à la suite du congrès de Nantes de la Fédération nationale des syndicats de 1894. Un réseau de bourses du travail se met en place : la première à Saint-Nazaire en 1892, puis Nantes et Rennes en 1893, Fougères en 1900, Lorient en 1903, Brest et Saint-Brieuc en 1904, Quimper en 1905, Vannes en 1907 et Saint-Malo en 1909.
Les idées socialistes se développent en Bretagne d'abord à Brest avec la création de la section brestoise de la première Internationale en 1869 par Constant Le Doré. À Rennes, le premier groupe socialiste est organisé en 1876 et est suivi par la création d'un groupe nantais en 1880. Dès 1878 est élu un conseiller municipal de ce groupe à Rennes, suivi en 1884 par d'autres à Brest et à Lambézellec. Le mouvement se structure au niveau régional avec la création de la fédération socialiste de Bretagne en 1900, mais son adhésion à la SFIO le fait se séparer en cinq sections départementales, ce parti n'acceptant que les fédérations départementales. Brest fournit à la Bretagne son premier maire socialiste en 1904, Victor Aubert, puis son premier député en 1910, Émile Goude.
Une série de grands conflits touchent la région de 1892 à 1914, avec un total de 1 297 grèves rassemblant 246 804 grévistes et totalisant plus de 3 millions de jours chômés. Les principaux mouvements de l'époque touchent la région nantaise en 1893, Trignac en 1894, les marins-pêcheurs de la côte sud en 1896-1897, le Finistère en 1905, les forges d'Hennebont en 1906, Fougères en 1906-1907 puis de nouveau en 1914, les dockers de Nantes en 1907.

#### Une culture entre romantisme français, redécouverte du patrimoine et développement endogène

Carte historique de la création de stations balnéaires en Bretagne.

Dans le domaine littéraire et artistique, avec le développement de la celtomanie à la fin du XVIIIe siècle et du courant romantique au début du XIXe siècle en France, la Bretagne est redécouverte par de nombreux artistes et apparait idéalisée. Après la mort de Chateaubriand en 1848, son tombeau à Saint-Malo devient un lieu de pèlerinage pour ses admirateurs ainsi que pour d'autres artistes. Cet attrait pour la Bretagne est renforcé par la publication du Barzaz Breiz en 1838 par Théodore Hersart de La Villemarqué et du succès de ses rééditions lors de la décennie suivante. Une vision stéréotypée de la région, portée par l'image des paysans endimanchés aux pardons ou par les côtes granitiques sauvages, se popularise en dehors de Bretagne à partir des années 1850. Eugène Boudin présente à Paris en 1859 Le Pardon à Sainte-Anne-la-Palud et rencontre un certain succès, ce qui amène à sa suite des peintres dans la région, à la recherche de ces paysages et de ces sujets. Pont-Aven accueille ceux-ci en nombre à partir de 1865 et notamment Gauguin en 1888. Le tourisme naissant participe aussi à ce processus de folklorisation. Le premier guide touriste traitant de la région est publié en 1845. La faïence de Quimper crée sa première assiette à sujet « breton » en 1878.
Dans le domaine de la création artistique locale, plusieurs mouvements sont à l’œuvre. Jean-François Le Gonidec est à l'origine d'une grammaire et d'un dictionnaire de breton, ainsi que d'une proposition d'unification de la langue écrite. Les chants et récits oraux de cette langue commencent à être publiés à 1 500 exemplaires environ dans la première moitié du XIXe siècle sous la forme de feuillets de 6 à 8 pages ; des nobles comme Aymar de La Calande commencent à partir de la Restauration à s'intéresser à cette culture populaire. En langue française, des auteurs de la région comme Chateaubriand, Ernest Renan ou Jules Verne jouissent d'une grande popularité tout comme les collectages de François-Marie Luzel ou de Anatole Le Braz (ce dernier publie La Légende de la mort en Basse-Bretagne en 1893). C'est aussi à partir de la seconde moitié du XIXe siècle que le costume breton, notamment les coiffes bretonnes, commence à se diversifier. Dédiées aux fêtes et aux parades, ces dernières s'imposent dans la moyenne et haute paysannerie.
La celtomanie influence sous la monarchie de Juillet un courant nationaliste culturel (le bretonisme littéraire incarné par La Villemarqué) et historique (le bretonisme historiographique qui opère une reconstruction mythifiée de l'histoire bretonne en exaltant son passé celtique, sa civilisation médiévale traditionnelle, particularismes défendus par la cause régionaliste). Ainsi, dans le domaine académique, les études sur la région se développent. L'Académie celtique, active à Paris de 1804 à 1813, joue un rôle précurseur. Le chanoine Mahé lance en 1826 à Vannes la société polymathique dans le but de sauvegarder les alignements de Carnac. À la suite de la création de l'Association bretonne en 1843, plusieurs sociétés départementales d'archéologie sont créées les années suivantes. Arthur de La Borderie s'impose comme principal organisateur de la recherche sur ces questions à partir du milieu du siècle et publie de 1899 à 1906 une Histoire de Bretagne en six volumes. L'université de Rennes agit pour ouvrir une chaire de celtique. Les cinq départements bretons sont alors sollicités pour fournir une partie du financement nécessaire à l'ouverture de celle-ci ; le Finistère est en 1892 le premier département à fournir un financement, à hauteur de 300 francs sur les 3 000 nécessaires pour la chaire, et celle-ci est finalement ouverte en 1903.

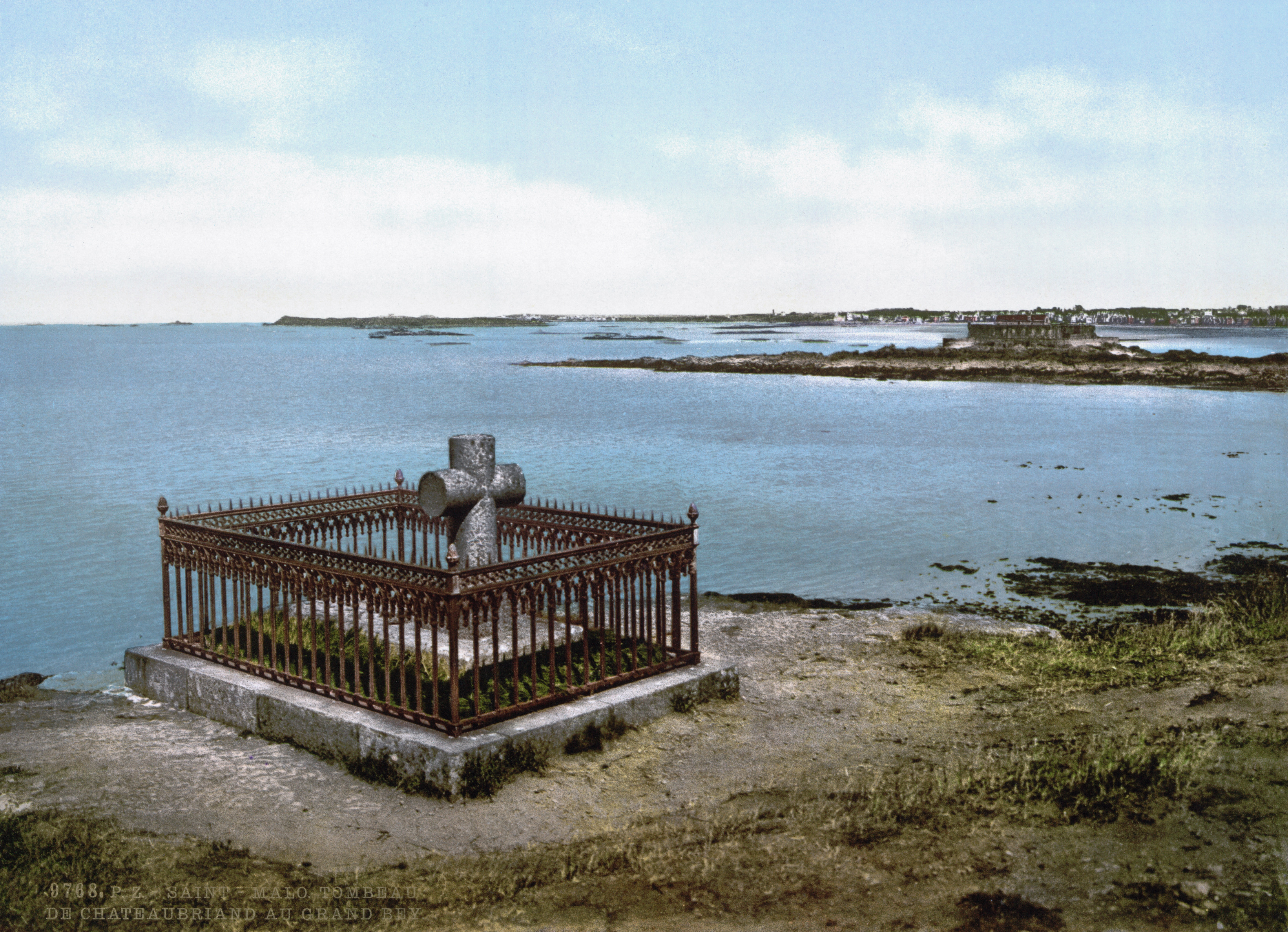
Le tombeau de Chateaubriand à Saint-Malo.
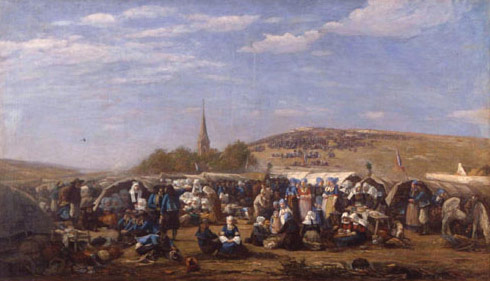
Le Pardon à Sainte-Anne-la-Palud d'Eugène Boudin de 1859
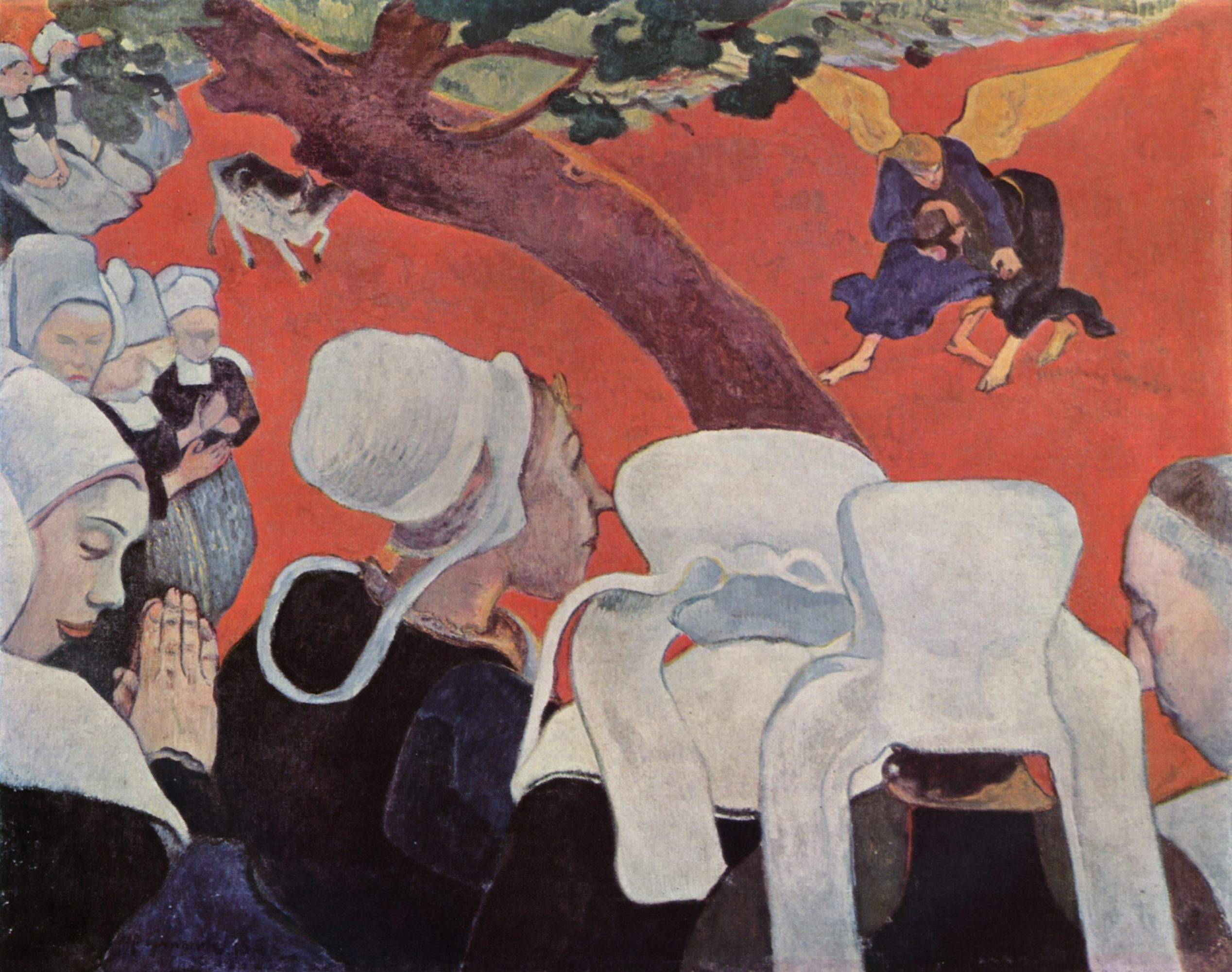
La Vision après le Sermon de Gauguin de 1888
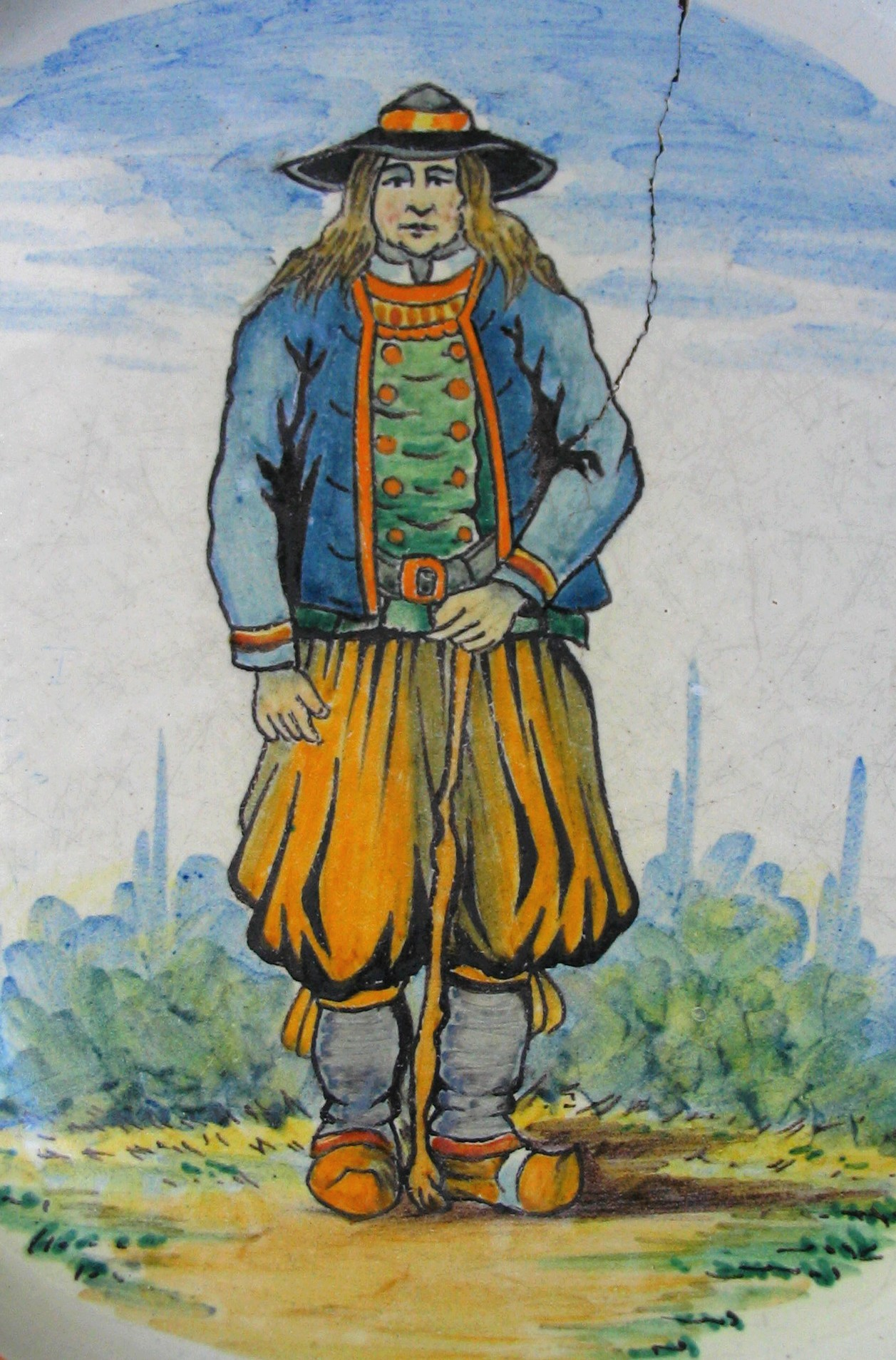
Faïence de Quimper à sujet « breton », produite à partir de 1878.
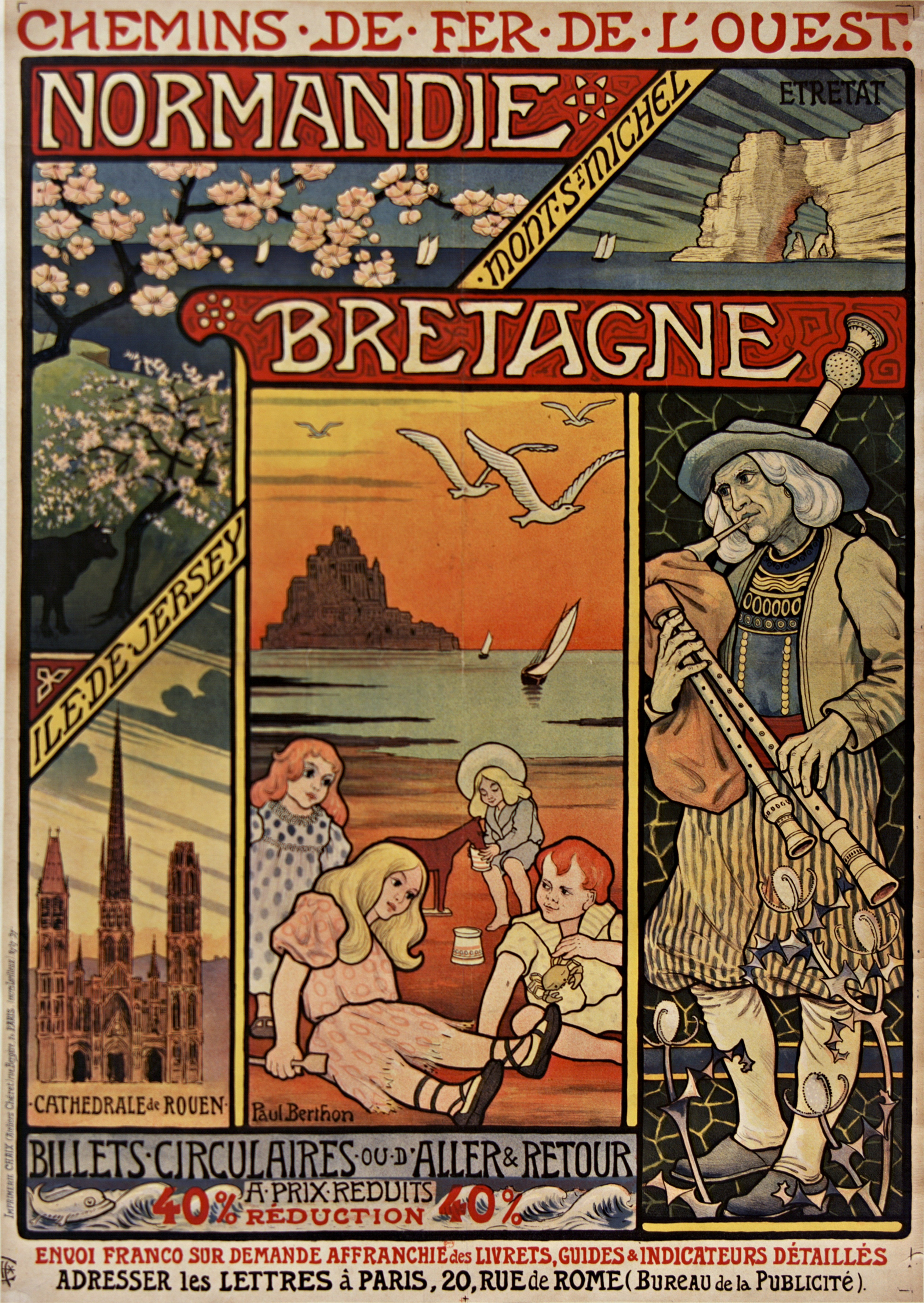
Le tourisme et les chemins de fer aident à véhiculer les stéréotypes de l'époque.

### Première Guerre mondiale
Pendant la Première Guerre mondiale, la reconversion à l'économie de guerre affecte la Bretagne. Les campagnes sont touchées par le départ des hommes et des chevaux au front, ce qui désorganise le travail des champs ; les femmes et les enfants devant prendre le relais. La surface cultivée ne diminue que peu durant la période, mais les rendements connaissent une baisse. La hausse des prix de vente des produits agricoles permet dans le même temps un enrichissement des producteurs : le beurre passe de 2,20 francs avant-guerre à 12 francs fin 1918 ; la douzaine d'œufs de 0,80 francs à 5,50 francs sur la même période. L'industrie connaît aussi une reconfiguration. Les domaines prioritaires pour l'effort de guerre sont favorisés par l'État : l'industrie textile nécessaire pour l'habillement des soldats, la métallurgie pour la fabrication d'obus, ainsi que les conserveries. D'autres tournent par contre au ralenti : les chantiers de constructions navales faute d'approvisionnement en fer et en charbon, ou encore le secteur du bâtiment. Avec le renchérissement des prix en ville, le mouvement syndical se restructure et une première grève éclate aux Chantiers de la Loire le 20 octobre 1916, avant que ce mouvement ne se développe au printemps et à l'été 1917.
La région est en outre éloignée du front terrestre, ce qui fait d'elle un lieu propice à l'accueil des réfugiés comme des prisonniers. Des camps d'internement sont ouverts à Guérande, Pontmain ou à l'Île Longue. Des civils alliés sont aussi accueillis, notamment venant de Belgique ou de Serbie. Au total, la Loire-Inférieure accueille 60 000 réfugiés pendant la guerre, les Côtes-du-Nord et le Morbihan 30 000, l'Ille-et-Vilaine 25 000 et le Finistère 22 800. Les ports de Brest et de Saint-Nazaire voient passer de nombreuses troupes alliées ainsi que leurs matériels : un peu moins de 800 000 soldats américains passent par ce premier port pendant le conflit. Les infrastructures des ports ligériens sont développées par le génie américain pour permettre le débarquement en masse d'équipements.
La population bretonne, jeune (40 % des Bretons ont moins de 20 ans en 1914) et moins industrialisée (donc moins susceptible d'être rappelée dans des usines comme « affecté spécial »), fournit de nombreux fantassins. Le chiffre de 240 000 morts est après-guerre largement cité par différents bords politiques, avant d'être repris comme symbole par le Mouvement breton. Les études plus récentes d'historiens ramènent ce chiffre entre 140 et 150 000 morts, soit autour de 22 % des Bretons mobilisés, contre une moyenne française oscillant entre 16 et 17 %. Après la guerre, les monuments aux morts de la région se singularisent de ceux du reste de la France, les statues mettant davantage l'accent sur la désolation et le recueillement et faisant davantage figurer des paysans en costume de travail ou des femmes en habits de deuil, plutôt que le caractère héroïque des poilus. Par ailleurs, les mémoriaux sont pour la plupart construits dans un espace religieux ou funéraire, l'église ou le cimetière. Dans le même temps, les cérémonies commémoratives du 11 novembre contribuent à rapprocher la Bretagne de la France, en instituant une commémoration commune, alors que le 14 juillet ne s'était jamais imposé parmi les paysans de Basse-Bretagne.

### D'une guerre à l'autre

#### Des résultats électoraux en décalage
Politiquement, la région est à contre-courant du reste de la France. Lors de la victoire du Bloc national aux législatives de 1919, la Bretagne donne 54 % des voix et 60 % des sièges à la gauche. Le premier maire communiste français est élu aux municipales à Douarnenez. Lors de la victoire du Cartel des gauches aux législatives de 1924, la région donne 45 % des voix et 60 % des sièges à la droite, en raison de la question de la laïcité et de l'enseignement scolaire qui renforce l'opposition catholique encore forte en Bretagne. À la même époque, la scission résultant du Congrès de Tours est favorable à la SFIO, alors que les effectifs du PCF chutent à partir de 1923. De nouveau, lors des législatives de 1932, la Bretagne se singularise : alors que le cartel des gauches s'impose de nouveau au niveau national, au niveau local les démocrates-chrétiens et les centristes non-anticléricaux remportent 17 sièges, la droite 10, les socialistes 4 et les radicaux 13. Lors des législatives de 1936 qui portent le Front populaire au pouvoir, la progression des socialistes se fait au détriment des radicaux et la gauche sort affaiblie et minoritaire de ce scrutin de 1936. Des expressions politiques plus locales sont aussi notables pendant l'entre-deux-guerres. Le mouvement démocrate-chrétien porté par le parti démocrate populaire compte de nombreuses sections dans la région et bénéficie du soutien du journal Ouest-Éclair jusqu'en 1933. Le Mouvement breton connaît lui aussi une expression politique avec l'existence du parti autonomiste breton, actif de 1927 à 1931, avant de connaître une scission entre la ligue fédéraliste de Bretagne, plutôt ancré à gauche, et le parti national breton, nationaliste ; ils ne regroupent cependant que quelques centaines de personnes et ont une faible audience électorale.

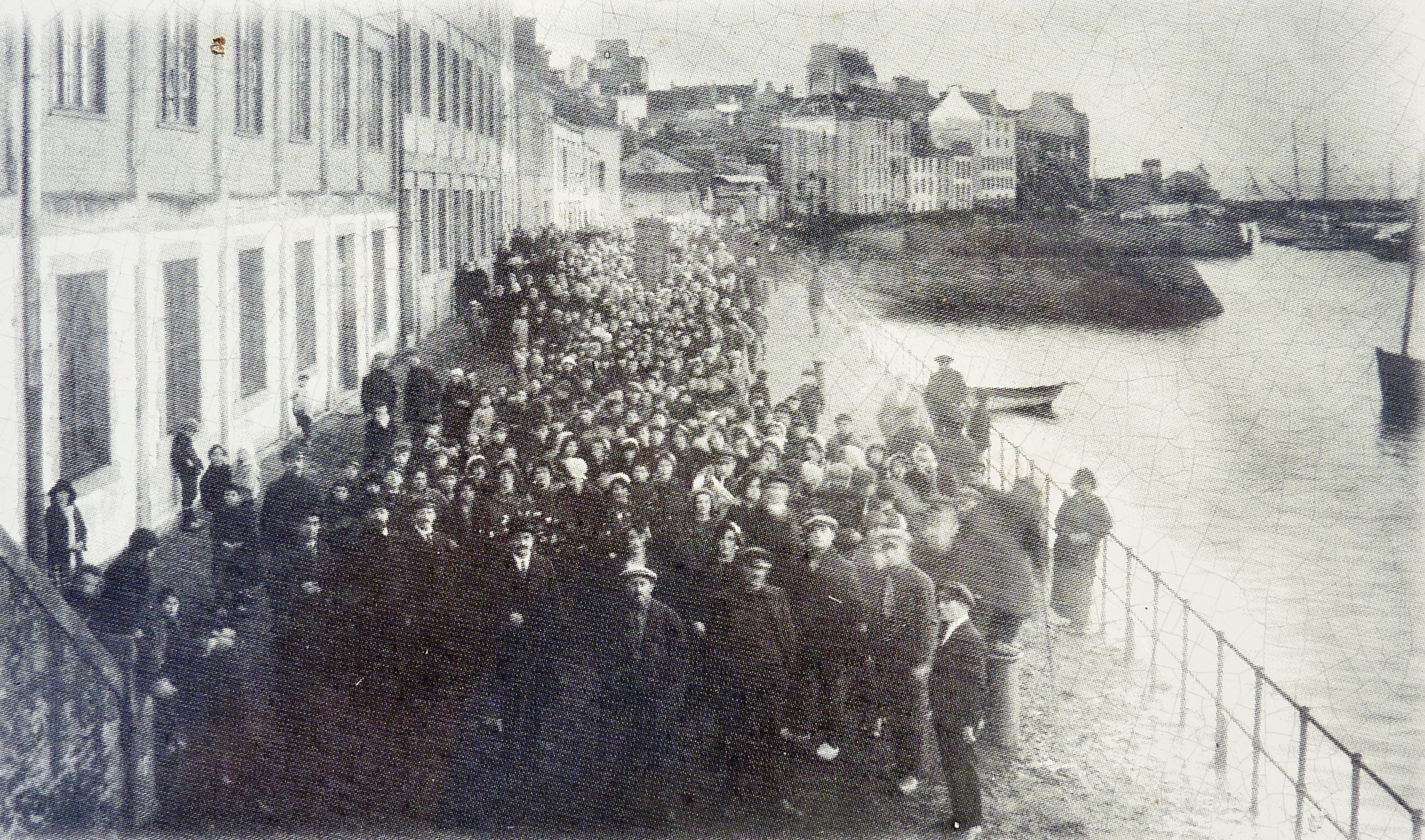
Grève des sardinières de Douarnenez en janvier 1925.

Sur le plan syndical, la CGT, plus modérée que la CGT-U issue d'une scission, progresse jusqu'en 1928, mais la syndicalisation touche à l'époque principalement les arsenaux, la fonction publique et quelques grandes entreprises. La situation évolue avec une série de grèves concernant les ouvrières travaillant dans les conserveries de la côte Atlantique, notamment à Douarnenez en 1924-1925-1926 où elle concerne entre 1 600 et plus de 2 000 personnes et où elle est soutenue par le nouveau maire communiste de la ville, Daniel Le Flanchec, ce qui permet au parti communiste de s'implanter durablement dans les ports de pêche de la région. Le syndicalisme chrétien connaît aussi une implantation importante après la création de la CFTC en 1919, notamment à Rennes, Fougères, Brest et Nantes. Le nombre de syndiqués augmente jusqu'à la crise de 1929, puis fléchit avant de connaître une nouvelle dynamique de croissance après la fusion de la CGT et de la CGT-U en 1936. La même année, la Bretagne compte environ 100 000 syndiqués. La signature des accords Matignon en 1936 amène un certain nombre de grèves dans la région, mais seul un tiers des usines sont occupées lors de celles-ci, contre les deux tiers au niveau national. Globalement, les actions syndicales restent contrôlées et modérées pendant l'entre-deux-guerres, appuyées par une majorité réformiste parmi les salariés bretons.
L'Église catholique parvient à conserver une place importante, notamment à travers de grands évènements : la Fédération nationale catholique parvient ainsi à réunir 200 000 manifestants dans la région, dont 70 000 à Nantes, en réaction à la politique du Cartel des gauches en 1925 et entre 100 et 150 000 personnes sont présentes lors de l'inauguration du mémorial de Sainte-Anne-d'Auray en 1932. L'encadrement de la population continue, notamment dans le monde rural avec la création de la jeunesse agricole catholique en 1929. Sa place dans l'enseignement reste forte : les écoles privées catholiques scolarisent 57 % des enfants dans le primaire grâce à une prééminence dans la scolarisation des filles, mais le développement de l'enseignement secondaire, plus coûteux, lui fait perdre en présence. Elles ne scolarisent plus que 53 % des effectifs à la fin des années 1930 contre 62 % en 1910.

#### Mutations économiques et crise de 1929

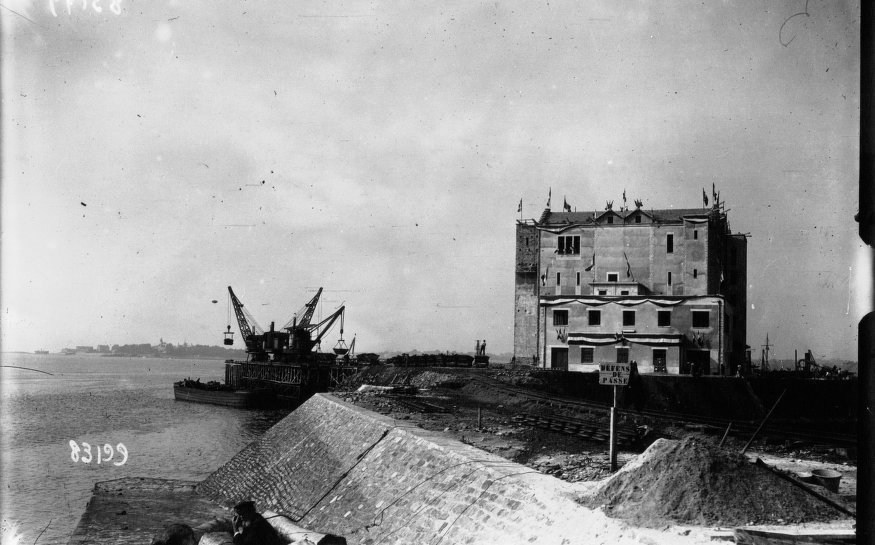
La mise en service du port de pêche de Keroman à Lorient au début des années 1920 permet à la ville de se hisser à la 2e place des ports de pêche français dès la décennie suivante.

Dans l'agriculture, la première décennie est plutôt favorable aux cultivateurs. La mise en place du Crédit agricole mutuel permet aux exploitants d'acquérir leurs terres et les prix de vente sont rémunérateurs jusqu'à la fin des années 1920. Cependant, la crise de 1929 change la donne. Le cours des produits agricoles baisse à partir de cette date et, à partir de 1931, l'Angleterre arrête d'importer des pommes de terre en raison de la crise du doryphore, coupant ainsi la Bretagne-nord de ses débouchés. Les agriculteurs se tournent alors vers d'autres productions comme le lin, accentuant alors la surproduction dans ces secteurs, ou émigrent, notamment depuis le Finistère vers le Périgord, à l'initiative de Hervé Budes de Guébriant, président de l'office central agricole de Landerneau. L'État met en place une politique de rachat et de destruction des excédents, mais les faibles indemnités font baisser le pouvoir d'achat des agriculteurs et le nombre de saisies augmente, surtout dans le Léon et le Trégor occidental et intérieur. Des mouvements sociaux d'opposition à cette politique se développent, notamment les chemises vertes de Dorgères, mais le début de reprise économique de l'automne 1934 ralentit celui-ci, les prix de vente repartant à la hausse.
La hausse de la production de primeurs et de légumes verts a un effet positif sur les conserveries de la région, par ailleurs favorisées par la mise en service du port de pêche de Keroman à Lorient au début des années 1920 et qui se hisse dès la fin des années 1930 au deuxième rang des ports de pêche français. Globalement, la situation ne bénéficie qu'à la côte sud, le déclin de la côte nord continuant à l'époque. L'essor du rail permet aussi à la vente de produits frais dans les grandes villes françaises de se développer.
L'industrie connaît un développement propre à la région. L'éloignement de l'Allemagne permet aussi à la région de développer des activités industrielles, comme l'aéronautique et le raffinage pétrolier. À la veille de la Seconde Guerre mondiale, les deux tiers des bateaux de guerre ainsi que la majorité des paquebots français sont construits dans un espace situé entre Brest et Nantes. La question énergétique commence à apparaître. Le barrage de Guerlédan commence à être construit en 1921 et un projet de centrale marémotrice sur l'Aber-Wrac'h est formulé. Dans le même temps, les députés des houillères du Nord parviennent à imposer l'utilisation de charbon de leur région, plus cher et de moins bonne qualité que le charbon venant du pays de Galles, qui est alors utilisé en Bretagne, pénalisant ainsi plusieurs industries. La crise de 1929 touche de nombreuses industries nantaises, et dans le reste de la région les activités liées à la pêche, la métallurgie et le trafic portuaire sont les secteurs les plus touchés.

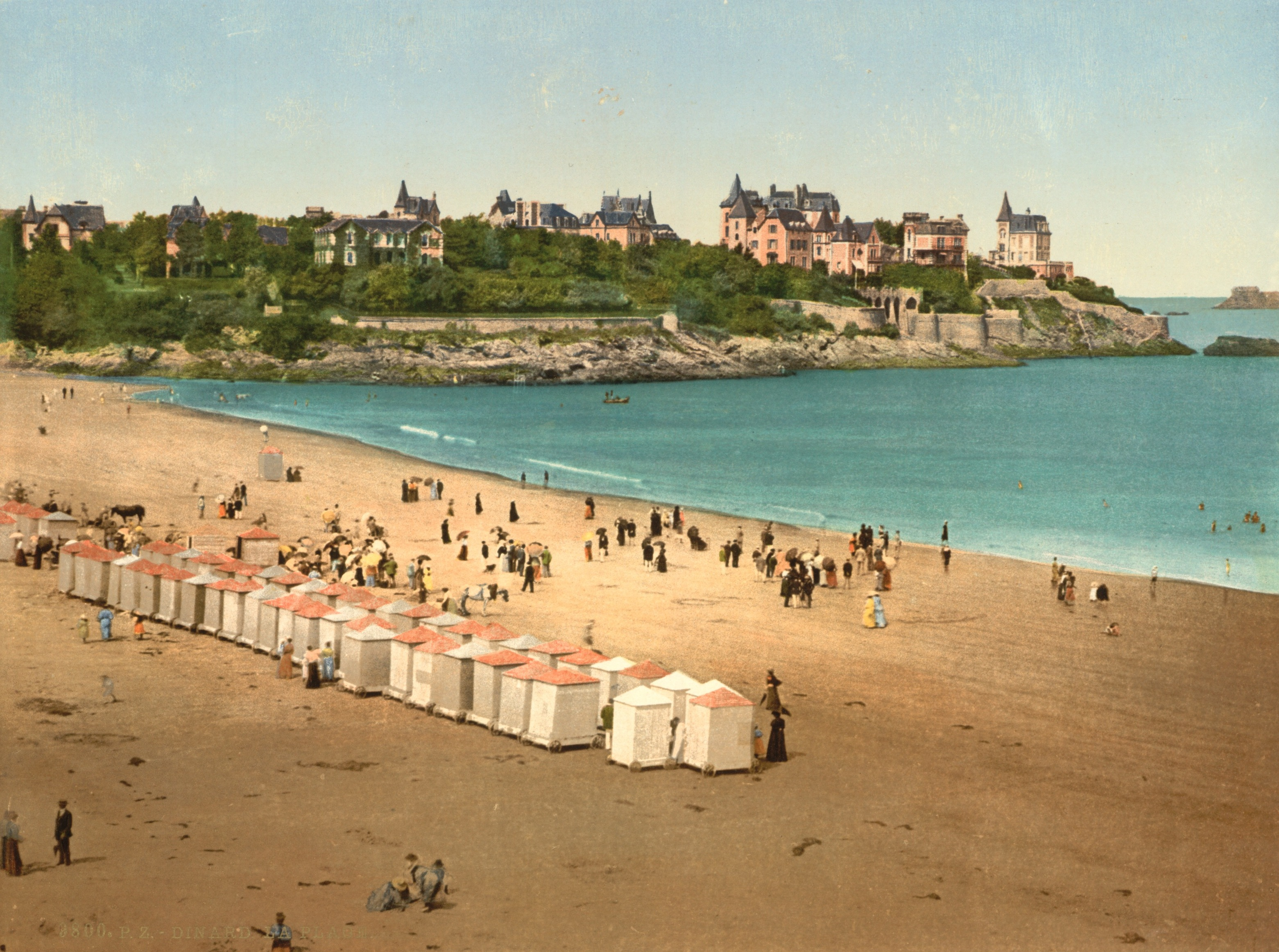
Les débuts du tourisme : la plage de Dinard et ses cabines sur pilotis, entre 1890 et 1900.

Dans le tertiaire, le tourisme connaît un début de massification sur la côte. La Baule-Escoublac et Dinard comptent respectivement 50 et 86 hôtels en 1926 – accueillant à la même date un total de 70 000 visiteurs – et une villégiature de luxe se développe dans certains secteurs côtiers. La crise de 1929 a raison d'une partie de ce tourisme de luxe et plusieurs casinos ferment après cette date. Les congés payés amènent à l'été 1937 un nouveau souffle à cette activité avec l'arrivée d'un demi-million d'estivants français et 100 000 étrangers dans la région, dopant la fréquentation des quelque 150 stations balnéaires de la région et de ses 12 casinos.

#### Société traditionnelle en recul et réponse culturelle de l'Emsav
La population continue de baisser. La région perd 200 000 personnes entre 1911 et 1921, et 38 000 de plus lors de la décennie suivante. L'émigration en est la principale explication, les campagnes perdant 300 000 habitants lorsque les villes n'en récupèrent que 87 000. Ce mouvement est particulièrement sensible dans les Côtes-du-Nord et le Morbihan, qui perdent respectivement 66 000 et 41 000 habitants en l'espace de vingt ans. Les 20-39 ans sont les plus touchés par ce phénomène et ne comptent plus que pour 29 % de la population en Bretagne, soit trois points de moins que la moyenne française. Des problèmes sanitaires touchent aussi la région. L'alcoolisme progresse dans des campagnes touchées par le manque de perspectives et par une législation favorisant l'attribution de licence aux veuves de guerre. Le nombre de suicides suit la même courbe en raison des difficultés économiques et du célibat rural. La tuberculose est à l'origine de la mort d'un citadin sur cinq et de 40 % des décès des 15-44 ans. Certains groupes assurent cependant du lien social, les associations d'anciens combattants rassemblant 50 000 adhérents en 1928, et 125 000 en 1933.

Le Gwenn ha Du est proposé en 1923 par Morvan Marchal, issu du mouvement des Seiz Breur.

Le breton atteint son maximum historique de locuteurs, autour de 1,2 million, de même que le gallo, mais se heurte à une politique répressive dans les écoles où l'utilisation du symbole est encouragée par l'administration scolaire. Un ministre de l'éducation de l'époque, Anatole de Monzie, déclare en 1925 que « pour l'unité linguistique de la France, la langue bretonne doit disparaître. » L'image de la région est dévalorisée dans les médias, notamment par le personnage de Bécassine. Une forme de standardisation vestimentaire est aussi perceptible dans les campagnes, et la pratique du chant comme des musiques traditionnelles décroît. Globalement, ces évolutions sont acceptées par une population qui voit dans ces changements la possibilité d'une promotion sociale.
La question culturelle bretonne resurgit à partir de 1923, portée par l'apparition du second Emsav. Les cercles celtiques créés à Paris dans les années 1910 étendent leur expansion en Bretagne dès l'après-guerre. Des fêtes à dimensions culturelles comme le Bleun-Brug connaissent aussi un certain succès à l'époque. Le groupe des Seiz Breur inspiré par Jeanne Malivel et créé en 1923 entend créer un artisanat breton contemporain et s’essaie à l'architecture, à l'ébénisterie, à la peinture, la céramique, etc. La littérature de langue bretonne est, elle, favorisée par l'édition de la revue Gwalarn à partir de 1925. La question de l'enseignement de la langue est portée par un groupe d'instituteurs laïcs proche de Yann Sohier et de l'association Ar Falz. La commune de Guerlesquin adopte en 1934 un vœu concernant l'enseignement du breton à l'école, rejointe par 24 autres communes la même année, puis 207 en février 1936 et 305 en 1938, soit près de la moitié des municipalités de Basse-Bretagne. Le mouvement reste cependant sans suite malgré l'élection de députés défendant un « programme du Front Breton ».

### Seconde Guerre mondiale

#### Vie des populations pendant la guerre

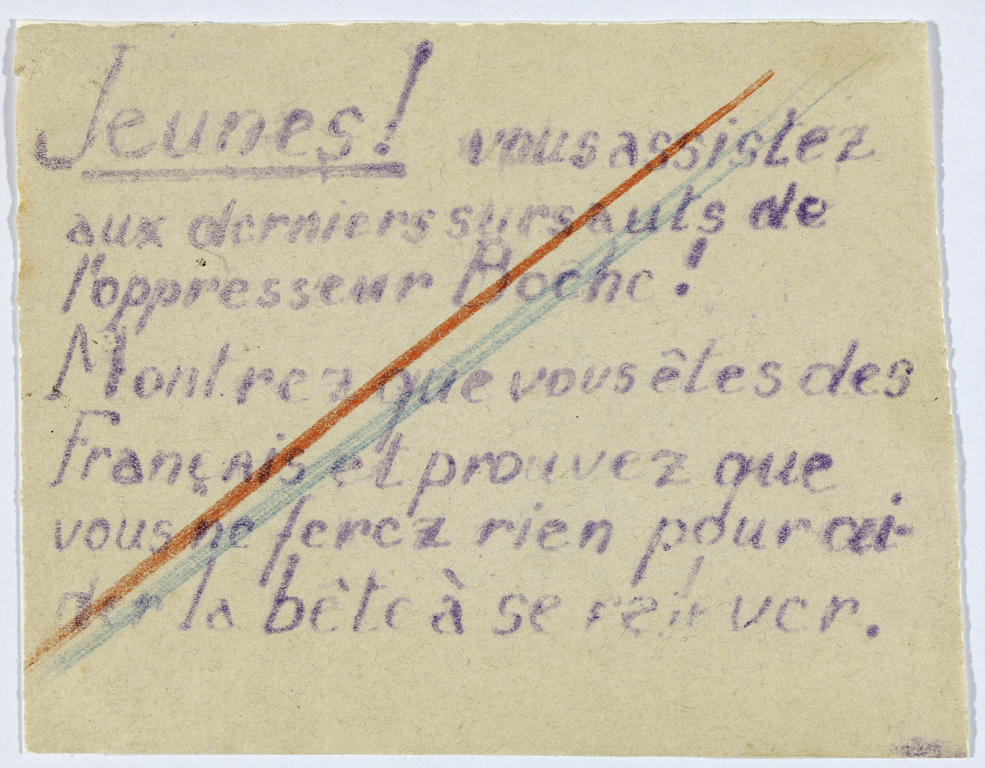
Tract diffusé par la Résistance.

La région connaît d'importants flux de population au début du conflit. En plus du départ des mobilisés, à la suite de l'ordre donné le 1er septembre 1939, la Bretagne, désignée comme aire d'accueil par l'administration, enregistre à partir de début septembre 1939 l'arrivée de populations du nord et du nord-est de la France. Après la percée de Sedan en mai 1940, un nouveau flux de réfugiés fuyant l'avancée allemande gagne la région, et en juin près de 750 000 personnes supplémentaires vivent dans une région dont la population se situe autour de 2,5 millions d'habitants. On compte par ailleurs de nombreux prisonniers bretons capturés pendant les opérations par l'armée allemande, et ceux-ci sont encore 137 000 dans les oflags et stalags en 1940.
Du fait de l'occupation allemande, l'usage de laissez-passer se généralise pour avoir accès à la zone côtière sur une largeur de 15 à 20 km, un couvre-feu est aussi instauré de 23 à 5 heures du matin, et l'utilisation des voitures et motos est soumise à autorisation. Le rationnement de nourriture pèse lourd sur l'économie, la Wehrmacht étant prioritaire, et est à l'origine de l’essor important du marché noir. Par ailleurs, d'autres produits comme le caoutchouc ou le pétrole produits en dehors de la région sont en situation de pénurie.
Contrairement à la Première Guerre mondiale durant laquelle la Bretagne, loin du front, n'avait pas subi de bombardements, ce conflit amène des destructions. Les grands ports sont pris pour cible par la RAF dès les premiers mois de l'occupation. Dès 1941, les bases de sous-marins et les chantiers navals sont pris pour cible pour limiter les sorties de U-boote qui attaquent les convois alliés lors de la bataille de l'Atlantique. Les cibles se diversifient dès 1942-1943, et les infrastructures liées aux transports sont visées. La population est souvent victime de ces opérations, et les services de propagande exploitent la situation, mais l'opinion bretonne se tourne très vite et très massivement contre l'occupant. En 1943, les principaux ports de la région sont évacués et en 1944 la pêche est interdite.
Comme dans le reste de l'Europe occupée, des phénomènes antagonistes de résistance et de collaboration se manifestent. Ce dernier phénomène est plus limité en Bretagne que dans le reste de la France, et les principales organisations comme le Rassemblement national populaire, le Parti populaire français et le Parti franciste ne totalisent qu'entre 600 et 833 membres par département, soit environ 0,15 % de la population. À côté de cette collaboration française se développe aussi une forme de collaboration issue de la branche politique du mouvement breton et représentant environ un septième des effectifs de la collaboration en Bretagne. Structurée autour du Parti national breton, une partie minoritaire va combattre avec les SS dans le Bezen Perrot. La Résistance en Bretagne se développe dans un premier temps pour des opérations de collecte d'informations, notamment avec la confrérie Notre-Dame du colonel Rémy, avant de se lancer dans des opérations de sabotage à partir de 1941. En 1942 commence une utilisation plus massive de la région par les services secrets anglais et les premières livraisons d'armes commencent. Des maquis se développent surtout à l'ouest d'une ligne Saint-Brieuc-Vannes, principalement en centre-Bretagne.

#### Occupation et opérations militaires dans la région

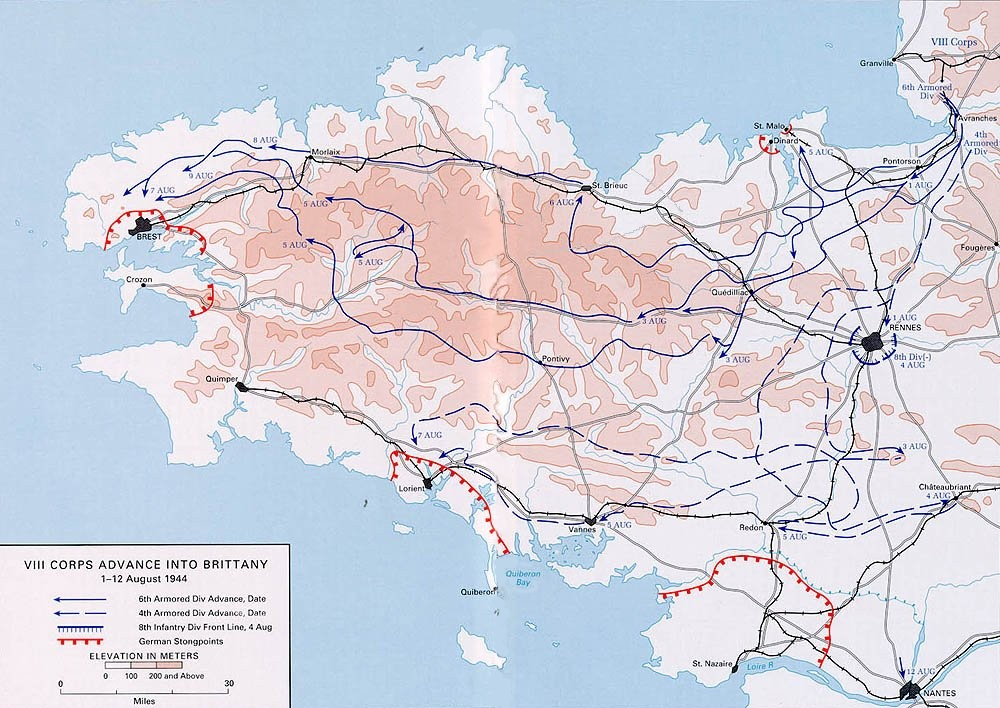
Carte représentant le plan de la progression en Bretagne de la 3e armée américaine du général Patton (1er au 12 août 1944).

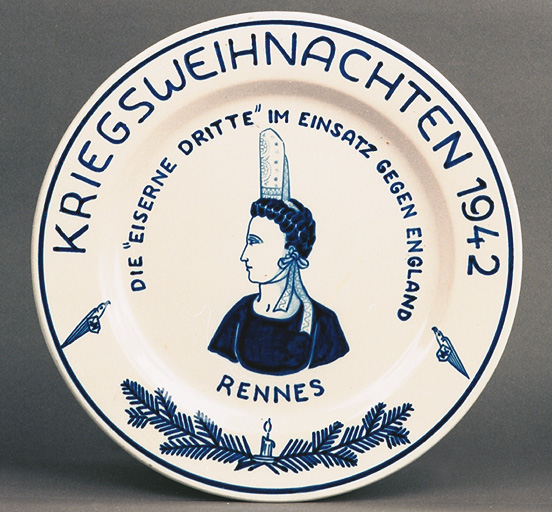
Plat-souvenir réalisé pour Noël 1942 pour les troupes allemandes occupant Rennes et sa région.

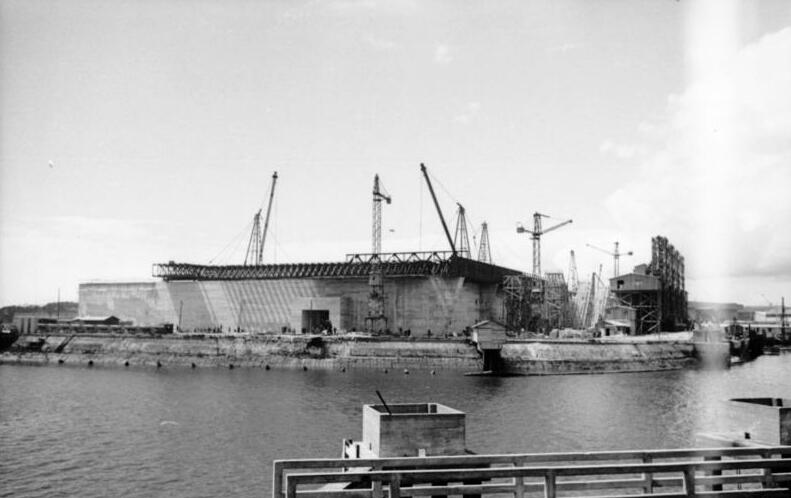
La base sous-marine de Lorient en construction en 1942, suivant les plans de l'Organisation Todt.

La région est soumise dès la fin juin 1940 : Rennes capitule le 18 juin, Brest et Nantes le 19 et Lorient le 21. Du fait de sa situation, la région est stratégique pour l'occupant : préparation à un possible débarquement en Angleterre, bataille de l'Atlantique, puis cible potentielle d'un débarquement allié en France. C'est le 25e corps d'armée qui assure l'occupation, avec à sa tête Von Prager de juin 1940 à mai 1942 puis Fahrmbacher jusqu'à la fin de l'occupation. La construction ou l'agrandissement d'infrastructures militaires commencent : les bases de sous-marins de Brest, Saint-Nazaire et Lorient commencent début 1941 et le chantier du mur de l'Atlantique en 1942. L'Organisation Todt est chargée des travaux et 82 000 personnes travaillent sur ces chantiers en Bretagne en juin 1943.
À partir du 4 juin 1944, la résistance est sollicitée pour désorganiser l'occupant en prévision du débarquement de Normandie. Le 6 juin, à 00h30, des parachutistes du Special Air Service sautent successivement dans le Morbihan puis dans les Côtes-du-Nord pour former les résistants bretons dans le cadre de l'opération Overlord. Le 18 juin, le Maquis de Saint-Marcel subit la répression allemande. Les effectifs de la résistance passent de 1 500 personnes le 6 juin à 9 000 fin juillet puis à 30 000 au 8 août. La présence bretonne dans les Forces françaises libres est particulièrement forte et rapide. Elle représente en septembre 1940 plus de 70 % de ses effectifs, avant de se stabiliser autour de 40 % pendant le reste du conflit, et s'organise à Londres au sein du Sao Breiz.
La libération de la région commence à partir de la percée d'Avranches du 31 juillet 1944, avec la IIIe armée américaine commandée par le général Patton. Les Allemands doivent se replier sur quelques ports bien défendus en attendant d'éventuels secours venant par la mer. Saint-Malo est libérée le 17 août 1944 après deux semaines de siège, et Brest l'est le 19 septembre 1944 après quatre semaines, soit quatre semaines après la libération de Paris. Dans les deux cas, les bombardements ont réduit ces villes en ruines. Autour de Lorient et de Saint-Nazaire se constituent des poches qui ne se rendent que les 7 et 11 mai 1945.

### L'après-guerre

#### Les Trente Glorieuses

##### Modernisation économique
Les campagnes connaissent une phase de modernisation technique et structurelle à la suite de la popularisation des idées de la jeunesse agricole catholique, avec la mise en place de parcelles plus grandes et le développement de l'industrie agroalimentaire. L'électrification des campagnes s'achève elle entre 1952 et 1960, alors qu'avant cette époque seuls 40 % des foyers y avaient accès. Le tracteur se généralise dans les années 1960 et l'insémination artificielle s'étend en même temps que l'adoption de races laitières plus productives, comme la normande ou la frisonne. L'élevage hors-sol apparait à partir de 1955 dans l'aviculture, avant de toucher aussi l'élevage des porcs après 1965. L'élevage des chevaux de trait est réorienté vers la production de viande pour le marché italien. Les cultures céréalières et légumières, fragilisées par une hausse des coûts de production et par une baisse des tarifs, connaissent une série de crises entre 1957 et 1967. Le développement de grandes coopératives est à noter, motivé par la volonté d'éviter l'intervention de capitaux étrangers, mais aussi favorisé par des groupes locaux comme Bridel ou Doux. La croissance du secteur est alors favorisée par la hausse de la consommation française et européenne, mais aussi par la politique agricole commune qui, à partir de 1962, garantit les prix et les aides aux exportations. La pêche connait un processus de modernisation comparable, le tonnage des prises doublant entre 1947 et 1958, alors que l'emploi tombe de 20 000 à 8 000 marins-pêcheurs à mesure que la flotte est renouvelée et modernisée.

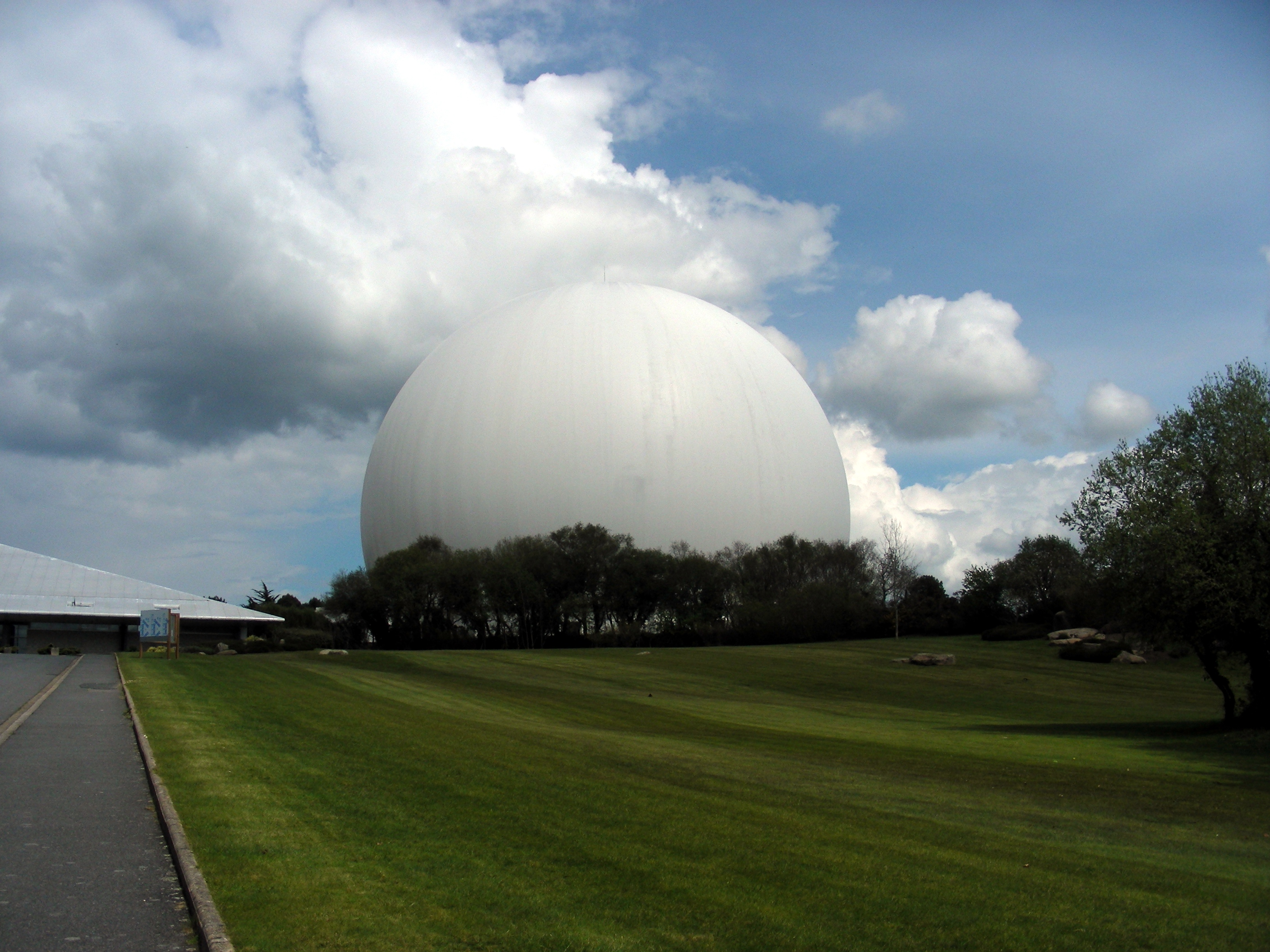
Le centre de télécommunication par satellite de Pleumeur-Bodou, symbole du secteur des télécommunications naissant en Bretagne.

Le Comité d'étude et de liaison des intérêts bretons lancé par le journaliste Joseph Martray à partir de 1949 effectue un travail de diffusion et de légitimation des idées de modernisation économique et influence fortement la vie politique et économique jusqu'à la fin des années 1960. Porté politiquement par René Pléven, il rassemble une grande partie des élus bretons. Un premier rapport ou « plan breton » est publié en 1953 et dégage l'équipement rural comme priorité. La commission parlementaire du CELIB, qui rassemble tous les parlementaires bretons, agit comme un groupe de pression efficace, alors que les gouvernements de la Quatrième République ne disposent que de majorités fragiles au parlement. Ils obtiennent en janvier 1955 un décret Mendès-France qui vise à un rééquilibrage territorial en évitant une concentration industrielle et démographique en région parisienne. La région bénéficie du premier plan de développement régional, ce qui permet le lancement de grands chantiers publics comme celui de l'usine marémotrice de la Rance ou du site nucléaire de Brennilis. Les délocalisations industrielles vers la région s'intensifient et, de 1954 à 1957, la Bretagne accueille 600 emplois et dix nouvelles entreprises par an, le mouvement atteignant un maximum de 1961 à 1963 avec 4 000 emplois et 26 nouvelles entreprises par an, avant de se stabiliser autour de 3 300 nouveaux emplois par an jusqu'en 1968. Les dernières avancées sont obtenues en 1968 avec le plan d'automatisation du téléphone, un plan routier breton, un port en eau profonde à Roscoff et une raffinerie de pétrole à Brest.
Sur le plan industriel, la reconstruction de la flotte de la marine marchande française favorise les chantiers de Nantes et de Saint-Nazaire de 1945 à 1952, mais très vite, ce dernier site concentre la plupart des constructions, comme celle du France lancé en 1960. De la même façon, l'industrie du bâtiment est favorisée par la reconstruction, et le secteur concentre encore 8 % de l'emploi de la région en 1958. A contrario, les conserveries de la côte sud, comme les forges d'Hennebont, connaissent une perte de leurs effectifs. L'électronique commence à s'implanter dans la région en 1955 à Lannion. Le Centre national d'études des télécommunications y ouvre son premier bâtiment en 1961 et en juillet 1962 a lieu la première « mondovision » depuis le site de Pleumeur-Bodou. Ce secteur des télécommunications se développe ensuite à Rennes puis à Brest lors des dix années suivantes.

##### Renouveau culturel et «première vague bretonne»
Sur le plan culturel, le troisième Emsav met en place plusieurs structures culturelles dès l'après-guerre. La confédération Kendalc'h est créée dès 1950 et vise à maintenir la culture bretonne. Dans le domaine musical, sous l'impulsion de Polig Monjarret et de la Bodadeg ar Sonerion est créée le premier bagad à Carhaix en 1947, sur le modèle des pipe-bands écossais ; ils sont une trentaine en 1954 et une centaine dans les années 1960. Le phénomène du fest-noz voit le jour lui aussi après-guerre sous l'impulsion de Loeiz Roparz à partir des années 1950, en remettant au goût du jour le chant Kan ha diskan. Dans le domaine de l'enseignement du breton, la loi Deixonne de 1951 autorise l'enseignement des langues régionales à l'école de façon optionnelle, et dès 1957 Loeiz Ropars enregistre avec les élèves du lycée de Quimper la première méthode audio-orale de breton. La région compte environ un million de bretonnants à l'époque et, en 1966, une pétition pour obtenir l'enseignement du breton à l'école obtient 160 000 signatures ; cependant, les familles cessent de transmettre la langue à leurs enfants, celle-ci étant vue comme un handicap.
Le domaine de la chanson va servir d'élément moteur à partir des années 1960. À cette époque, Glenmor remplit plusieurs salles parisiennes comme La Mutualité et sort son premier 33 tours en 1969. De son côté, Alan Stivell signe son premier contrat international avec la maison de disques Philips en 1967. Son spectacle à l'Olympia est diffusé le 28 février 1972 sur Europe 1, ce qui marque le début de la « première vague bretonne » ; par la suite, son album s'écoule à près de deux millions d'exemplaires en Europe et fait même la une du Melody Maker au Royaume-Uni. D'autres chanteurs émergent à la suite de ce succès comme Gilles Servat ou Tri Yann. Par ailleurs, ce phénomène se propage à d'autres aspects culturels : les cours de breton connaissent une hausse à l'époque et les écoles Diwan sont créées en 1977. La Charte culturelle bretonne est signée le 4 octobre 1977.
Le domaine littéraire est aussi favorisé par cette vague. Pierre-Jakez Hélias publie Le Cheval d'orgueil en 1975 et rencontre un grand succès à l'époque, tout comme le Comment peut-on être breton ? que publie Morvan Lebesque en 1970. Cependant cette première vague commence à s'essouffler à partir de 1977.

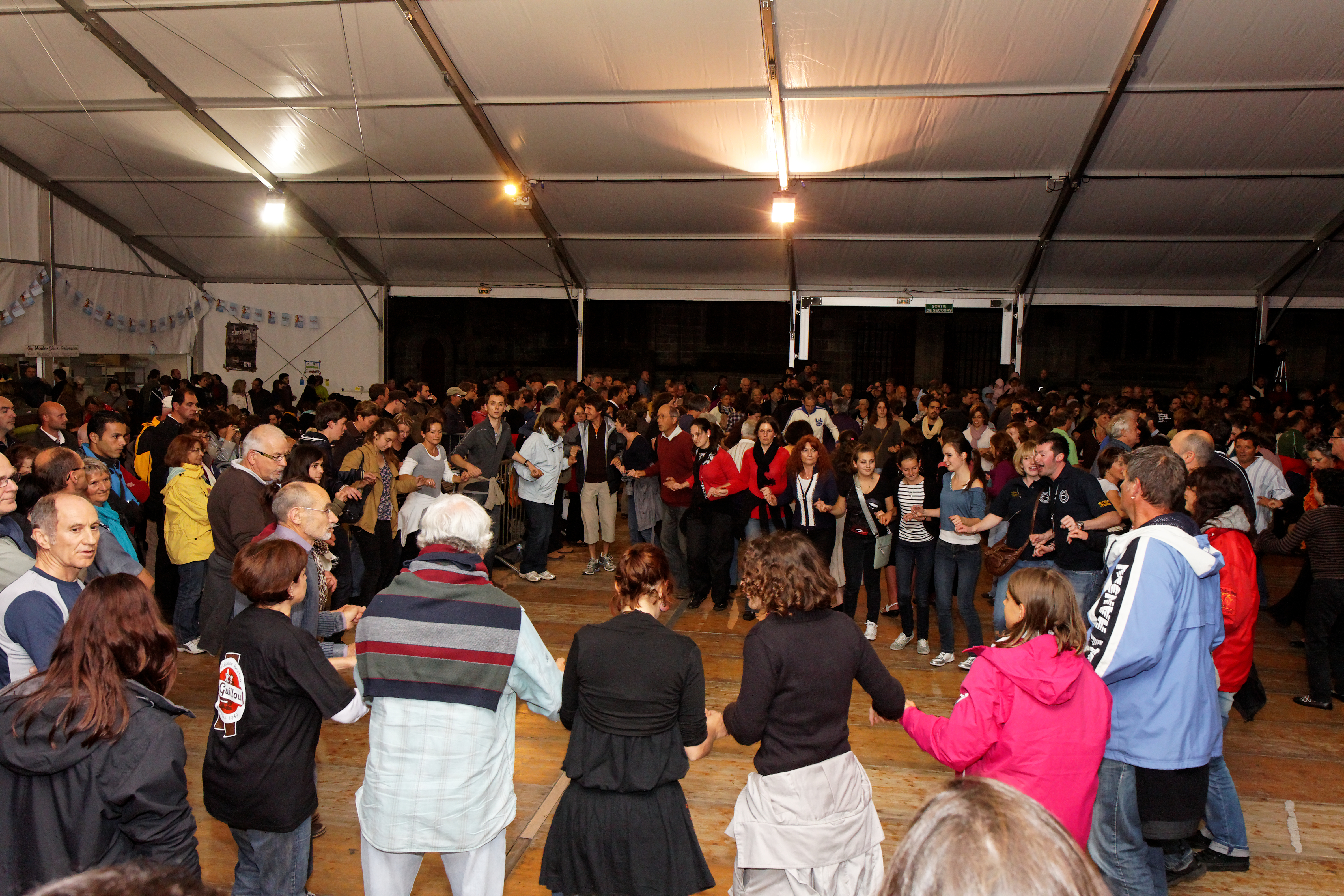
La forme du fest-noz voit le jour après-guerre sous l'impulsion de Loeiz Roparz.
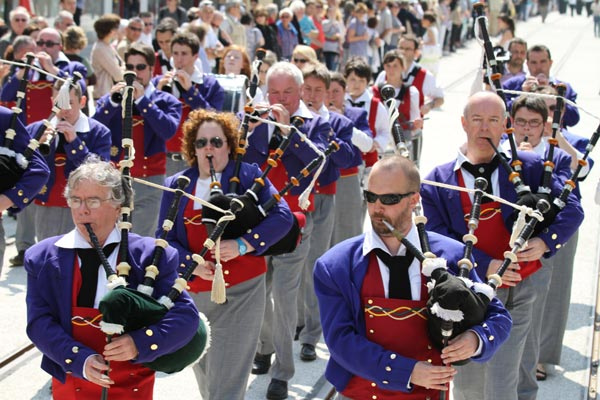
Les bagadoù sont lancés à partir de 1947 par Polig Monjarret.
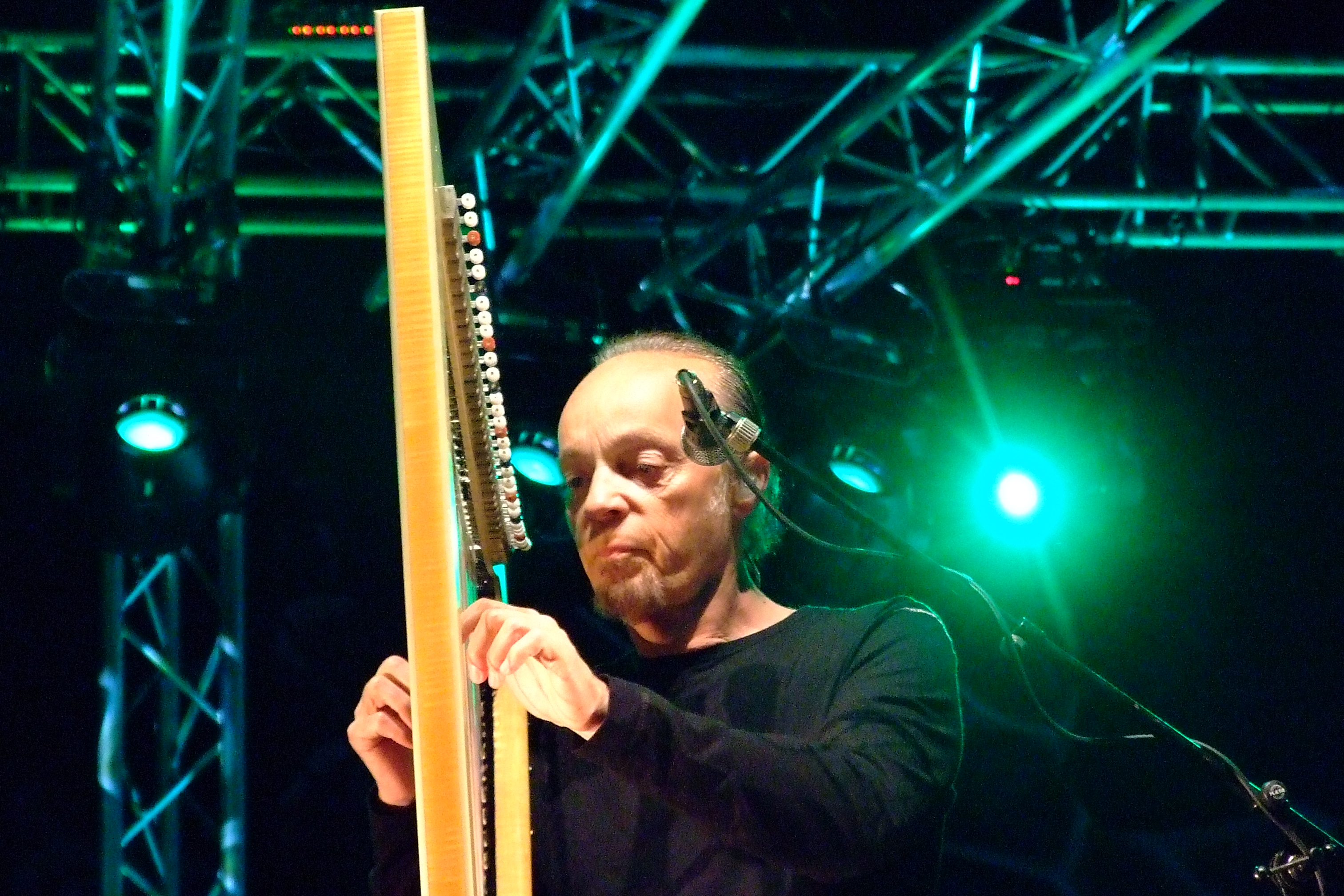
Alan Stivell marque le début de la « première vague bretonne » au début des années 1970.
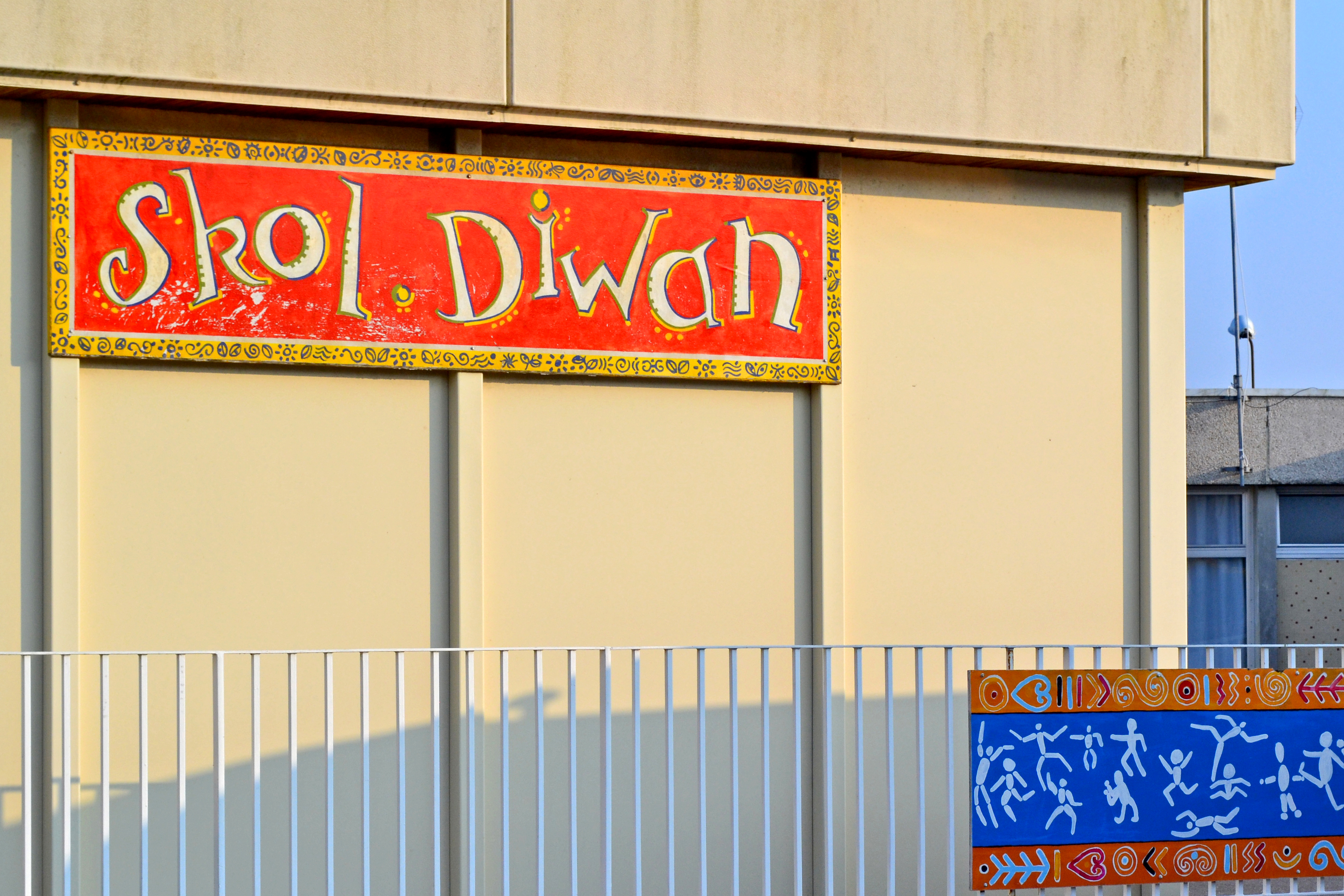
Le réseau des écoles Diwan est créé en 1977.

##### Renouveaux sociétaux et politiques
Au début de la Quatrième République, la plupart des villes et départements sont gérés par des alliances de la Troisième force, ce qui permet au centre de gouverner avec la SFIO malgré l'opposition des communistes et des gaullistes. Le retour des gaullistes à partir des législatives de 1958 marque un recul de la SFIO qui s'accentue davantage à celles de 1962. Le renouveau à gauche passe alors par la montée du PSU, plus décentralisé que la SFIO, qui enregistre son premier succès dès 1962 avec l'élection d'Antoine Mazier à Saint-Brieuc. Cependant, lors des élections présidentielles de 1965, François Mitterrand n'obtient que 26,5 % des suffrages au premier tour, soit six points de moins que la moyenne française, et autant que l'électorat de gauche en Bretagne lors des législatives de 1962, ce qui montre un tassement du mouvement. Le glissement vers la gauche continue cependant de s'accentuer aux élections suivantes, à l'exception des législatives de 1968 qui marquent un mouvement de réaction aux évènements de mai 68.
La question régionale s'invite aussi sur le plan politique. Le mouvement pour l'organisation de la Bretagne créé en 1957 promeut des idées fédéralistes, puis l'Union démocratique bretonne créé à partir d'une scission de celui-ci en 1964 se place beaucoup plus à gauche ; ce dernier progresse surtout après 1968, ce qui oblige les autres partis de gauche à se positionner par rapport aux problèmes bretons. Le Front de libération de la Bretagne manifeste son existence par un cycle d'attentats visant les représentations de l'État français entre 1966 et 1968, puis dans un second cycle de 1972 à 1985, visant notamment l'émetteur de Roc'h Trédudon en 1974 ou le château de Versailles en 1978. Le processus de régionalisation est par ailleurs soutenu par la population lors du référendum de 1969, contrairement au reste de la France. Cependant la loi no 72-619 du 5 juillet 1972, « portant création et organisation des régions » instaure un Conseil régional de Bretagne, duquel est exclu le département de la Loire-Atlantique, certains notables cherchant ainsi à préserver leurs fiefs.

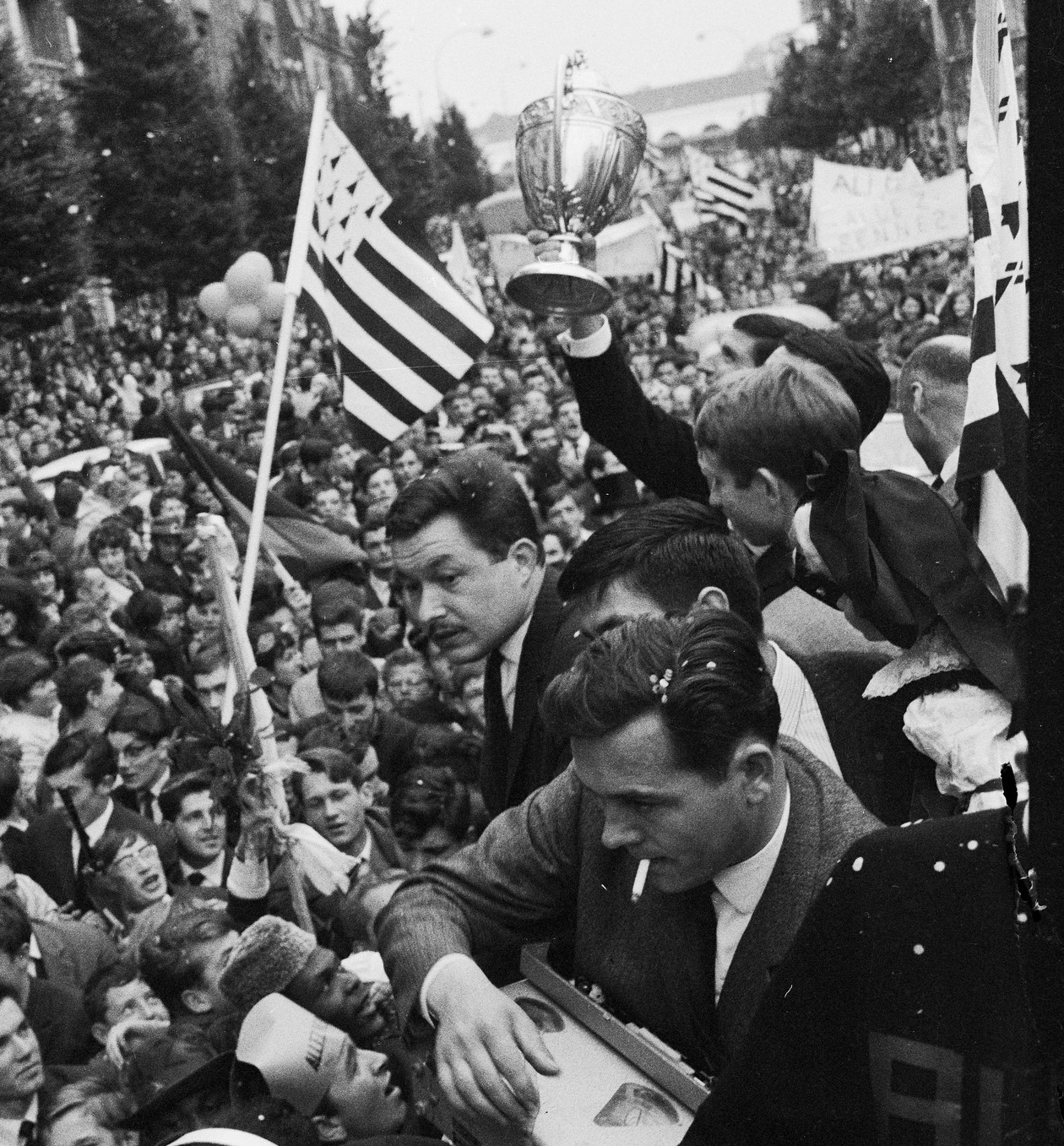
Gwenn ha Du utilisés lors de la victoire du Stade rennais lors de la coupe de France en 1965.

Des mouvements sociaux sont aussi notables à l'époque, notamment en dehors des bastions industriels. Des fermetures d'usines dans la métallurgie (à Guingamp en 1966), la chaussure (Fougères) ou l'industrie navale (Nantes) entraînent de grandes manifestations de soutien. Après 1968, un nouveau type de conflit se développe, davantage axé sur la question de la parité salariale, alors que les ouvriers bretons restent moins bien payés que certains ouvriers d'autres régions. C'est dans ce contexte qu'éclate la grève du Joint français à Saint-Brieuc en mars 1972 ; après huit semaines, la direction cède aux revendications. La CFDT progresse à l'époque sur la CGT, les secteurs d'activité délocalisés récemment dans la région étant moins contrôlés par l'appareil de cette dernière. Le Gwenn ha Du commence à être popularisé à cette époque notamment pendant ces luttes sociales, en plus d'être présent dans des manifestations sportives et festives : il est visible dès mai 68 à la Sorbonne puis lors de la grève du Joint français en 1972 avant de s'imposer dans la plupart des manifestations.

#### Histoire récente

##### Ancrage à gauche, question de la réunification et essor de l'écologie politique
Politiquement, la gauche progresse lors des élections législatives dans les années 1970, jusqu'à devenir majoritaire avec 19 députés pour 33 circonscriptions lors des législatives de 1981. La plupart des grandes villes de la région avaient déjà basculé à gauche, lors des élections municipales de 1977. Cette tendance politique reste plus forte en Bretagne que dans le reste de la France lors des scrutins suivants. Par ailleurs, les électeurs de la région votent sur cette période moins que dans le reste du pays pour le Parti communiste français ou pour le Front national, alors que l'extrême-gauche, les écologistes et les centristes y enregistrent des scores supérieurs à leurs moyennes nationales. Le conseil régional de Bretagne bascule à gauche lors des régionales de 2004, avec un peu moins de 59 % des voix. Par ailleurs, lors des scrutins européens, le taux d'abstention demeure parmi les plus faibles du pays et les électeurs de la région s'expriment en faveur du traité de Maastricht en 1992 et du projet de constitution européenne en 2005.
La question de la réunification de la région prend plus d'ampleur à partir de la loi Defferre de 1982 qui confirme la place de la Loire-Atlantique en Pays de la Loire. Une première manifestation réunit 7 000 personnes à Nantes en 1977 et à partir du milieu des années 1980 une série de sondages d'opinion sont publiés relevant qu'une majorité des sondés de la région Bretagne et de Loire-Atlantique serait favorable à cette idée.

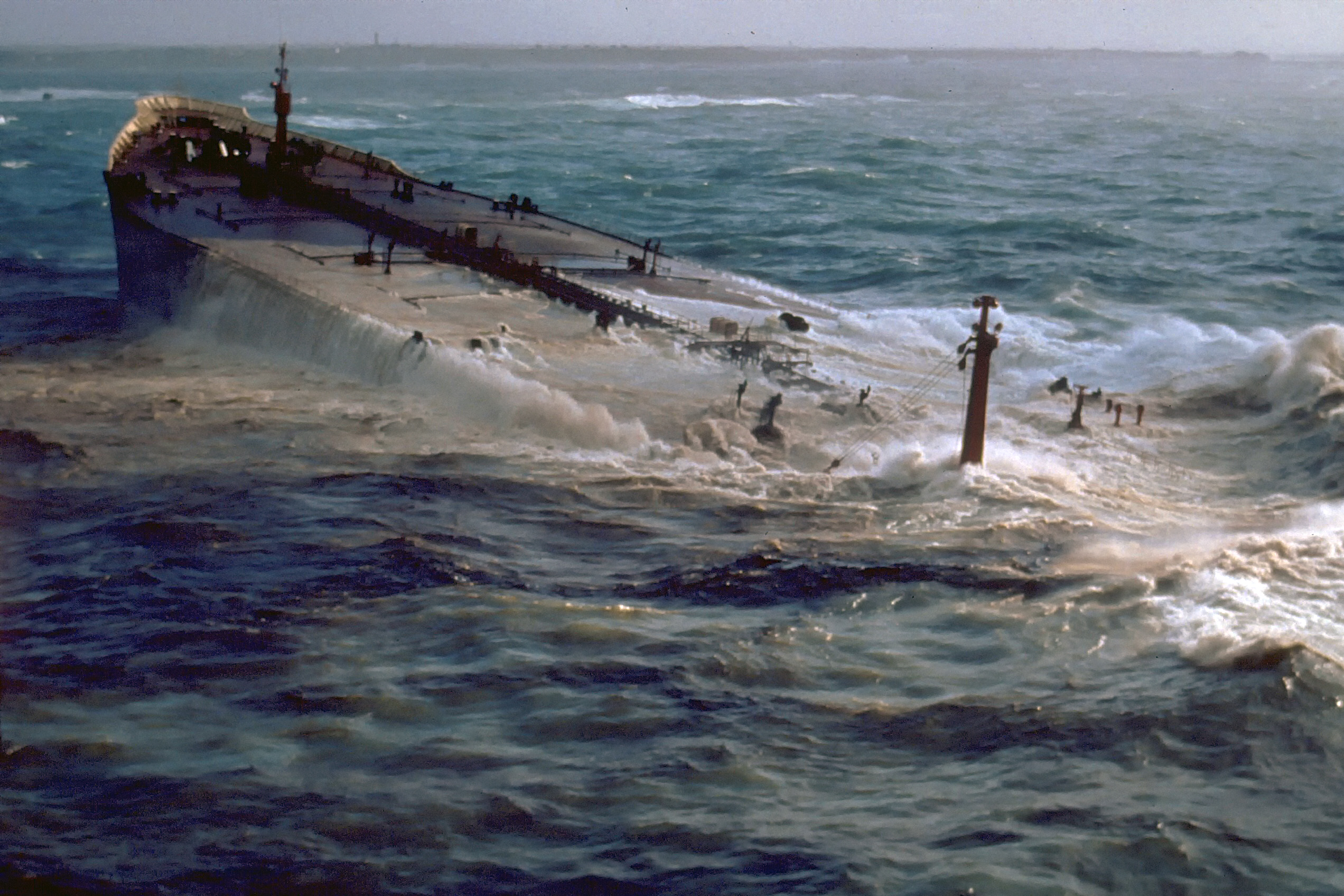
Le naufrage du pétrolier Amoco Cadiz en mars 1978 à Portsall (Finistère), et la marée noire qui s'ensuit, sensibilise les Bretons à la question de l’environnement.

Une contestation environnementaliste prend corps dans les années 1970, d'abord sociale et tournée dans un premier temps contre les excès du remembrement dans les campagnes et contre les risques d'urbanisation incontrôlée sur le littoral, puis écologique à la suite du naufrage de l'Amoco Cadiz en 1978, à l'apparition des premières marées vertes et des projets de centrales nucléaires à Plogoff et au Carnet.

##### Dynamisme culturel et scolaire
La région rattrape son retard éducatif en devenant l'une des régions produisant le plus de diplômés de l'enseignement supérieur du pays et s'appuie au début des années 2000 sur un réseau de cinq universités, de huit IUT et de 34 grandes écoles. Cependant, faute de débouchés professionnels dans la région pour cette jeunesse, la Bretagne devient par la même occasion l'une des principales exportatrices de matière grise en France. La région se hisse par ailleurs à la seconde place française quant au nombre de maisons d'éditions et de livres publiés annuellement (respectivement 180 et 1000 à 1200 en 2000).
La culture connait une dynamique importante, et à la fin des années 1990 on estime à 200 000 le nombre de personnes ayant à un moment de leur vie eu une pratique de la danse ou de la musique bretonnes, tandis que les festivals drainent un public important (en 1999 : 500 000 visiteurs pour le festival interceltique de Lorient, 250 000 pour le festival de Cornouaille et 150 000 pour le festival des Vieilles Charrues). Ce dernier, créé en 1992 en centre-Bretagne, est devenu en quelques années l'un des plus grands festivals musicaux français. Une « deuxième vague bretonne » émerge à partir de 1992-1993, portée par l'Héritage des Celtes que publie Dan Ar Braz en 1993 et marquée par un métissage musical poussé. Le nombre de festoù-noz passe de 299 en 1990 à 1 446 en 2002.

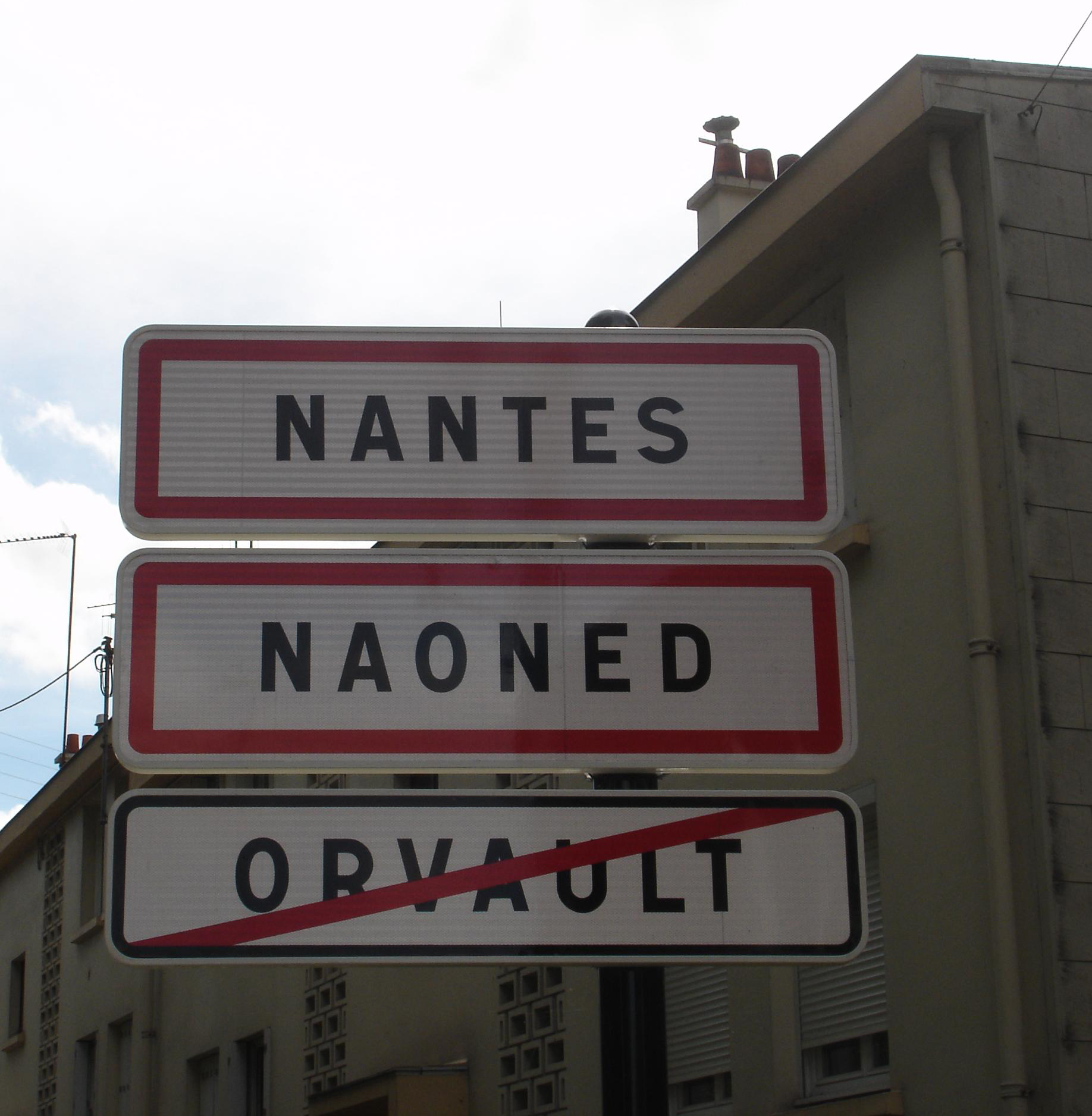
Panneau routier bilingue à l'entrée de Nantes.

La langue bretonne continue sa baisse, le nombre de locuteurs passant à 304 000 en 1999. En revanche, l'enseignement de cette langue dans le secondaire augmente, les filières bilingues scolarisant 1 774 élèves en 1992, puis 5 673 en 1999, 11 073 en 2004 et 20 300 en 2014. Une signalisation routière bilingue commence à se déployer dans les années 1980, le conseil général des Côtes-d'Armor en adoptant le principe en 1986, suivi par celui du Finistère en 1990.

##### Crises économiques dans une région peu diversifiée
Les effectifs dans l'industrie progressent de 242 000 emplois en 1968 à 292 000 en 1992 (hors bâtiment et travaux publics). Le modèle industriel breton repose à 90 % sur des PME de moins de 10 salariés, implantées en milieu rural et dans de petites villes. Cela se traduit par un faible investissement de capitaux étrangers dans la région, et de 1996 à 2005 seulement 112 projets de création, extension ou reprise d'entreprise sont effectués par ce bais, dont la moitié concentrés en Ille-et-Vilaine. Le modèle industriel demeure peu diversifié et regroupé autour de quatre grands pôles que sont l'agroalimentaire (35 % des emplois de la région en 2002), la fabrication d'appareils électriques et électroniques, l'industrie automobile et la construction navale.
L'agriculture, avec 7 % des emplois de la région en 2002, continue son retrait, bien que la Bretagne reste par sa production la première région agricole de l'hexagone. Elle est cependant de plus en plus dépendante de l'évolution de cadres institutionnels comme la politique agricole commune ou des discussions de l'OMC. La modernisation de ce secteur entraine par ailleurs une dégradation de l'environnement qui vaut à la région d'être classée comme zone vulnérable par la Directive Nitrates de 1991. Le nombre d'exploitations passe de 92 500 en 1988 à 51 000 en 2000. La pêche connait une situation similaire, concentrant 40 % des emplois français dans ce secteur et connaissant une période de crise allant de la fin des années 1980 au début des années 2000.